# Hamburg-Langenhorn
Langenhornⓘ ist ein Stadtteil im Bezirk Hamburg-Nord der Freien und Hansestadt Hamburg.

## Geografie

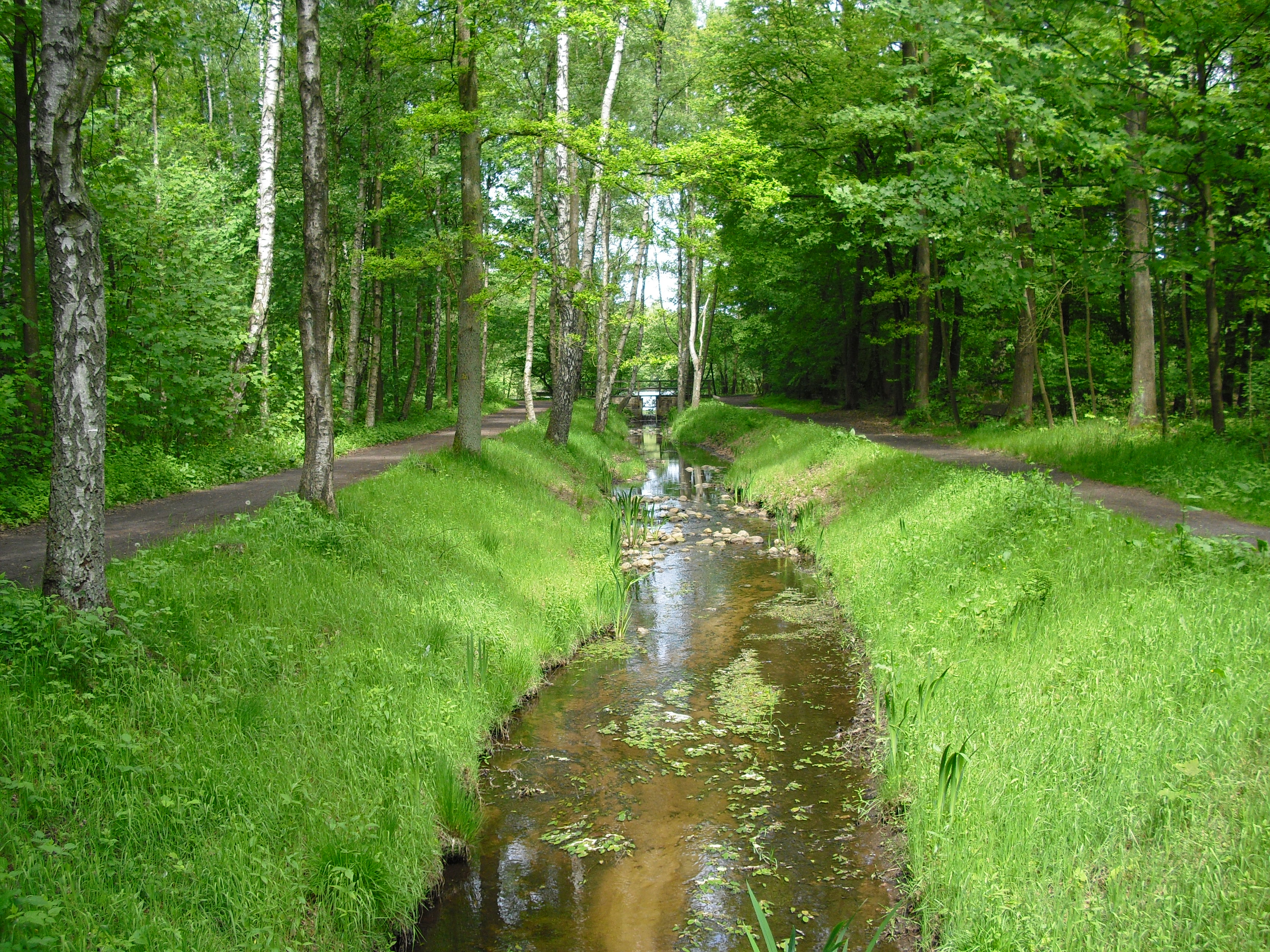
Raakmoorgraben vor dem Stausee, 2010

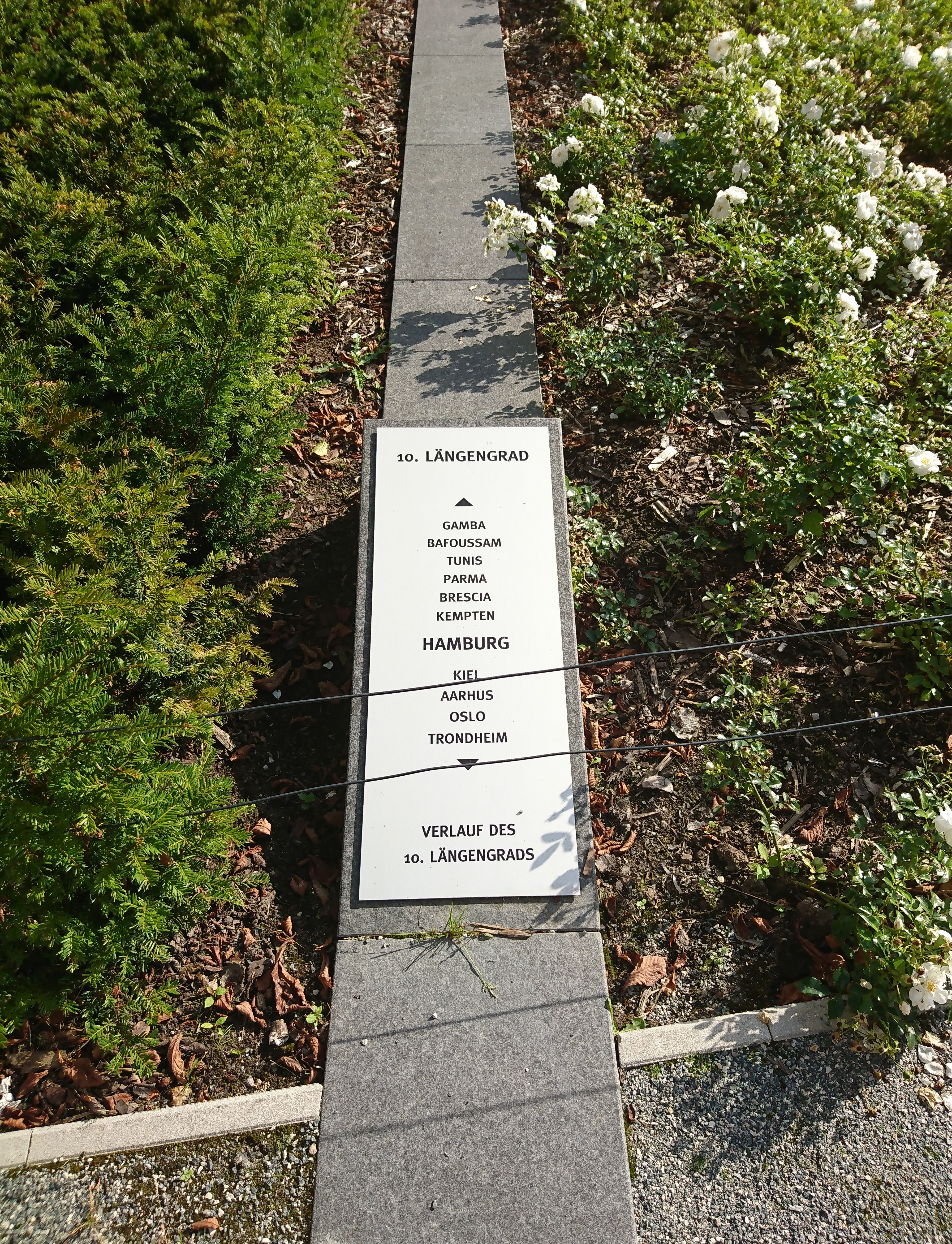
Markierung des 10. Längengrades (Meridian) östlicher Länge (10° Ost) auf dem Käkenhof, 2017

Langenhorn liegt im Norden Hamburgs und wird westlich durch den Flusslauf der Tarpenbek begrenzt, einem Nebenfluss der Alster, der die Grenze zu Norderstedt in Schleswig-Holstein markiert. Im Osten bildet der Raakmoorgraben mit dem Raakmoorstausee die Grenze zu Hummelsbüttel, die direkt am Naturschutzgebiet Raakmoor liegt. Der Raakmoorgraben bildet seit 1937 auch im Süden die Grenze zu Fuhlsbüttel. Im Nordwesten teilt sich Langenhorn das Quartier Ochsenzoll mit Norderstedt. Der 10. Längengrad (Meridian) östlicher Länge (10° Ost) durchquert Langenhorn und kreuzt von Nord nach Süd gesehen die Straßen Schmuggelstieg, Bärenhof, Essener Straße, Erich-Plate-Weg, Bergmannstraße sowie den Käkenhof, Käkenflur, Tarpen, Masen, Suckweg, Dankerskamp, Buurkamp, Heerwisch, Eekboomkoppel und Krohnstieg. Von da aus durchquert er das Gelände und ein Gebäude der Schule am Krohnstieg, kreuzt den Jugendparkweg direkt hinter dem Gelände und die Straßen Keustück, Middeltwiete, Holtkoppel sowie Zeppelinstraße, bis er das Flughafengelände erreicht und damit Fuhlsbüttel. Langenhorn befindet sich ca. 15 Kilometer nördlich der Hamburger Altstadt.
Der Höhenlage Langenhorns beträgt an der niedrigsten Stelle der Zeppelinstraße 11 Meter über Normalnull und an der höchsten Stelle des Jersbeker Weges 35 Meter über Normalnull. Die durchschnittliche Höhe beträgt 23 Meter über Normalnull.

## Geschichte

### Namensherkunft
Der Name Langenhorn leitet sich von dem ehemaligen Landschaftsbild ab. Das Lange Horn war ein großer Laubwald auf einem langgezogenen Geestrücken im Gebiet des heutigen Langenhorn.

### Ur- und Frühgeschichte
Bereits in prähistorischer Zeit siedelten hier Menschen, wie Ausgrabungen ergaben. Die ältesten Funde in der Nähe sind die der Hamburger Kultur an der Alster bei Wellingsbüttel, die gegen Ende der Weichsel-Kaltzeit unter anderem auch dort anzutreffen war. Um diese Zeit, ca. vor 13.020 Jahren, bildete sich durch schmelzende Gletscher auf dem Geestrücken auch die Tarpenbek, die in die Alster mündet. Im Norden Langenhorns und auf dem Gebiet des Raakmoores haben sich Schmelzwasserablagerungen gebildet. Spätestens zur europäischen Jungsteinzeit wurde auch auf Langenhorner Gebiet gesiedelt. Die ersten wissenschaftlich ausgewerteten Funde machte der Lehrer Carl Feddern bei seinem Garten an der Straße Ahlfeld in der Siedlung Siemershöh. Es waren drei Steinbeile, die nach der früheren Einschätzung von 1948 plus vergangener Zeit etwa 4.070 Jahre alt sind und auf eine Wohnstätte oder Grabstätte hinweisen. Auf dem Land von Carl Feddern fanden später Theodor Dühring (unter anderem Rektor der Fritz-Schumacher-Schule und Schule Eberhofweg) und sein Bruder als Kinder Tonscherben. Vom Museum für Völkerkunde und Vorgeschichte wurde daraufhin unter der Leitung von Walter Matthes 1934 eine umfangreiche Ausgrabung vorgenommen, bei der eine große Steinlage von 15 Meter Länge und drei Meter Breite freigelegt wurde. Die faust- bis topfgroßen Steine lagen dicht an dicht beieinander und aus ihnen heraus ragten einige größere Steine mit glatter Oberfläche heraus. Am Südende der Steinlage fand man eine Herdstelle in Form einer Mulde, um der ringsherum Tonscherben, Kohlereste und Asche lagen. 1948 wurde das Alter von ca. 2.000 Jahren genannt, das wären heute ca. 2.070 Jahre (wenn man von 1934 ausgeht ca. 2.084 Jahre), was den Schluss nahelegt, dass es sich um eine Anlage der Jastorf-Kultur handeln könnte. Düring ging 1948 von einer Wohnstätte aus, während ein Zeitungsreporter 1934 davon ausging, dass die Anlage am Ufer eines heute ausgetrockneten Flussarmes lag. Da nach Düring der Ort am Raakmoorbach (Raakmoorgraben, früher Moorreye) lag, könnte der Raakmoorgraben der Rest des vermeintlichen, ehemaligen Flusses sein. Bei einer Ausschachtung einer Baugrube in der Nähe wurden dann Reste einer eventuellen zweiten Wohnstätte gefunden. In einem Pachtgarten an der Fritz-Schumacher-Allee gegenüber dem Eingang Nummer 97 wurde ebenfalls ein gleichmäßig dunkelgelbes, feinbehauenes, zum Teil geschliffenes und quergeschäftetes Feuersteinbeil aus der Jungsteinzeit gefunden. Da dort viele Steine entfernt wurden, wurde vermutet, dass sich dort eine Grabstelle befand.

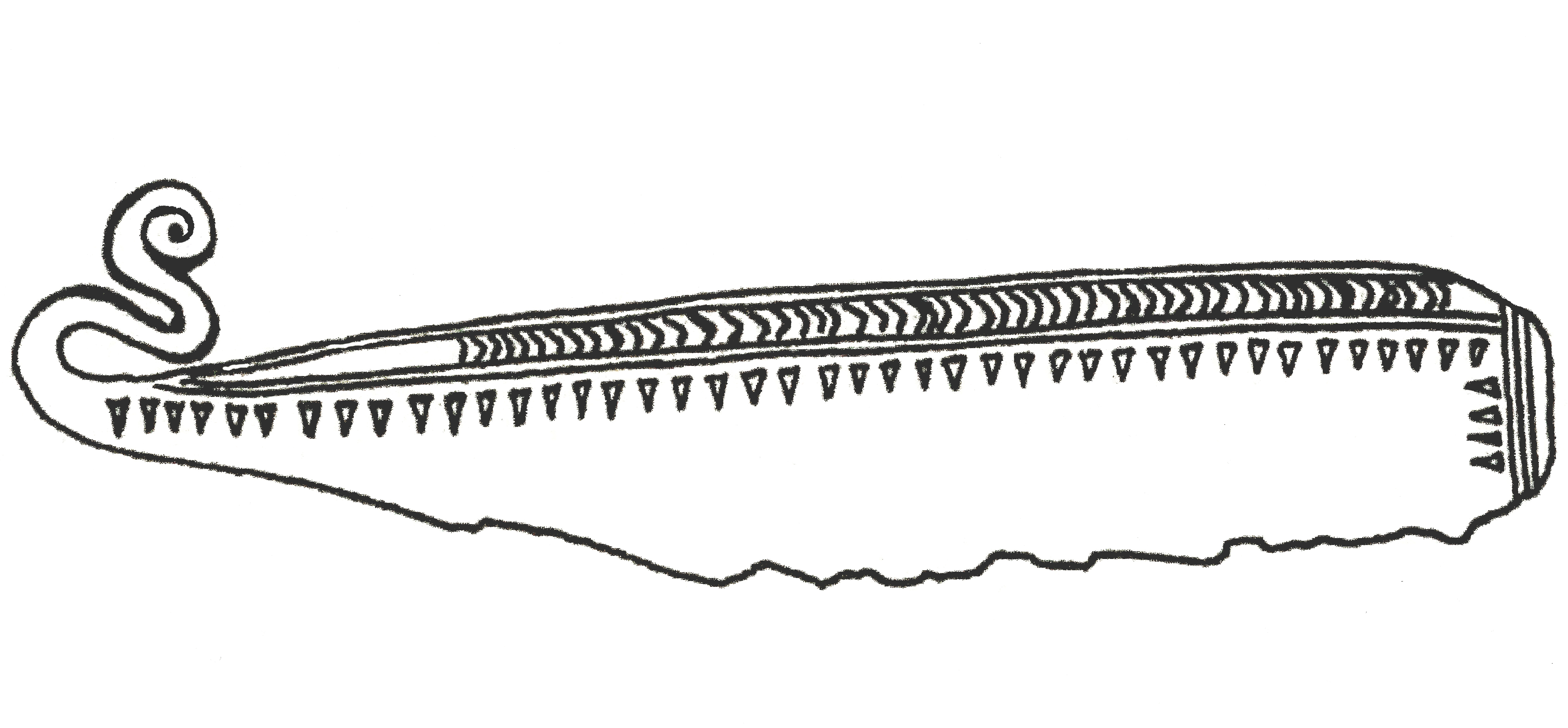
Zeichnung des Rasiermessers aus der Bronzezeit, das nahe der Straße Hohe Liedt gefunden wurde

Auf der Karte von Langenhorn aus dem Jahre 1750 von Georg Ferdinand Hartmann sind Hügelgräber eingezeichnet. Auf der Karte von 1740 (rechts auf dieser Artikelseite) ist der Venusberg eingezeichnet, der ein Hügelgrab war, aber später abgetragen wurde. Auf der Karte aus dem Jahre 1804 von Jacob Kock ist er auch eingezeichnet. Er befand sich dort, wo heute der Neubergerweg in die Langenhorner Chaussee einmündet, auf der gegenüberliegenden Seite des Neubergerweges, etwas versetzt. Auf der Karte von 1750 liegt er aber auf der gegenüberliegenden Seite. Da die Karte von 1740 erst 1908 entstand, hatte der Kartenzeichner vielleicht auch die Karte von 1804 als Vorlage. Man muss auch bedenken, dass beim späteren Ausbau der Chaussee die Chaussee begradigt wurde und nicht unbedingt genau da liegen muss, wo sie auf der Karte von 1750 eingezeichnet ist. Auf einem Gemälde, das um 1895 entstand, wurde unter anderem ein Hügelgrab an der Tarpenbek gemalt. Bei der damaligen Tarpenkate an der Straße Tarpen befanden sich ebenfalls Hügelgräber. Auf der Fuhlsbüttler Feldmark an der Grenze zu Langenhorn waren fünf Hügelgräber aus der Bronzezeit. Alle der fünf Gräber hatten große Steinkammern, ca. 120 bis 240 Zentimeter tief, in denen sich kleinere Steinkisten befanden, die Urnen mit Knochen und Asche sowie Bronzeschwerter enthielten. Ein heute noch erhaltenes Hügelgrab aus der Eisenzeit, das Taternberg genannt wird, befindet sich in Fuhlsbüttel. In der Hummelsbüttler Feldmark, die ebenfalls an Langenhorn grenzt, grub der Lehrer, Heimatforscher und Autor Ludwig Frahm 1894–1896 Urnen aus. Beigaben der Urnen waren Gegenstände aus Bronze, wie Pfriemen, eine pinzettenartige Zange, Nadeln, Fibeln und Rasiermesser. Auch danach wurden in der Hummelsbüttler Feldmark viele Urnen gefunden. Ein in Langenhorn, in der Nähe der Straße Hohe Liedt gefundenes, einschneidiges Rasiermesser aus der Bronzezeit wurde damals beim Museum für Hamburgische Geschichte abgegeben und dürfte sich seit 1972 im Archäologischen Museum Hamburg befinden. Ein nahezu identisches Modell wurde in Neugraben-Fischbek gefunden und befindet sich ebenfalls im Archäologischen Museum Hamburg.
Am östlichen Grenzbach nach Hummelsbüttel, der Moorreye, heute Raakmoorgraben, fand man bis um 1900 noch beim Tiefpflügen zahlreiche Urnen, von denen aber keine erhalten geblieben ist. In der Langenhorner Süderschule wurden jahrelang zwei Urnen davon aufbewahrt, die aber auch nicht mehr existent sind. Im benachbarten Fuhlsbüttel wurden ebenfalls Urnen gefunden. 2011 fand man dort an der Alster ein Gräberfeld mit ca. 500 Urnen, das man der Jastorf-Kultur zuschrieb und dessen Alter man zu diesem Zeitpunkt auf etwa 2.000 Jahre schätzte, doch auch schon 1873 gab es dort größere Urnenfunde. Bei der Regulierung des Alsterlaufs in Fuhlsbüttel ab 1914 gab es ebenfalls Urnenfunde.

### Altertum
Seit dem Altertum siedelten sich im Gau Stormarn, zu dem Langenhorn gehörte, der nordelbische Sachsenstamm der Stormarn an, so auch höchstwahrscheinlich auf Langenhorner Gebiet. Nordöstlich von Langenhorn fand man 1898 und 1904 zwei Bohlenwege im Wittmoor aus dem Jahr 330 und aus dem 7. Jahrhundert.

### Mittelalter und Frühe Neuzeit
Nachdem im Jahr 804 der fränkische König Karl der Große im Zuge der Sachsenkriege zuletzt mit Hilfe seiner Verbündeten den Abodriten Nordalbingien des Stammesherzogtums Sachsen unterwarf, überließ er zunächst den Abodriten Nordalbingien, darunter auch das Gau Stormarn. Als diese sich gegen den Dänenkönig Gudfred nicht behaupten konnten und tributpflichtig wurden, schickte Karl der Große 808 seinen Sohn Karl den Jüngeren mit einem großen Heer. Nach der Eroberung legten die Stormarner ihren alten Glauben an eine Götterwelt, die jetzt als Nordische Mythologie bezeichnet wird, ab und nahmen den christlichen Glauben des Eroberers an. Ob dies freiwillig durch Überzeugung geschah oder unter Zwang, ist nicht belegt. Wie eine Abschwörung von den alten Göttern ausgesehen haben könnte, zeigt das Sächsische Taufgelöbnis. Stormarn inklusive der Hammaburg gehörte ab 814 zum Bistum Verden. Die allgemeine Behauptung, dass im Jahr 831 Ludwig der Fromme das Erzbistum Hamburg, oder genauer gesagt, das Erzbistum Hammaburg gründete, liegt einer Urkundenfälschung zu Grunde und wurde wissenschaftlich widerlegt. Ansgar wurde in der Hammaburg noch kein Erzbischof, sondern erst nach seiner Flucht vor den Wikingern 845 nach Bremen. 848 wurde er dort Erzbischof des Erzbistums Bremen. Stormarn kann also 831 noch nicht zum Erzbistum Hamburg gehört haben.
An der Spitze des Gaus Stormarn stand der Overbode. Das Gau Stormarn war unterteilt in Gauviertel. Nach dem Aussterben der sächsischen Billunger mit Heinrich von Hamburg 1093 und dessen Sohn Gottfried von Hamburg 1110 erhielt Graf Adolf I. von Schauenburg im Jahr 1111 von dem sächsischen Herzog Lothar III. als Lehen unter anderem die Grafschaft Stormarn. Sein Nachfolger war dessen Sohn Adolf II., und weil dieser sich noch im Kindesalter befand, regierte seine Mutter Hildewa. Nach dem Tod von Lothar III. im Jahr 1137 vergab der neue König Konrad III. das Stammesherzogtum Sachsen 1138 an den Askanier Albrecht den Bären, der Heinrich von Badewide zum Lehnsherren von Stormarn machte. Nachdem König Konrad III. das Stammesherzogtum Sachsen an Heinrich den Löwen übergab, erhielt Graf Adolf II. unter anderem wieder das Lehen Stormarn. Auf Adolf II. folgte Adolf III., der 1203 nach seiner Gefangennahme unter anderem auf Stormarn zugunsten des dänischen Königs Waldemar II. verzichtete. Waldemar II. setzte den Askanier Albrecht II. als Lehnsherren über Stormarn ein. Nach der Schlacht von Bornhöved 1227 fiel Stormarn an Adolfs III. Sohn Adolf IV. Durch Adolf III., Adolf IV. oder vielleicht auch Albrecht II. könnte Langenhorn Besitz des der St. Maria geweihten Klosters Reinfeld geworden sein, das einst auf Veranlassung von Adolf III. 1186 von dem Zisterzienserorden gegründet wurde.
Langenhorn wurde erstmals 1229 in den Urkunden des Hamburger Staatsarchives erwähnt. Damals kam ein Marquard de Langenhorne (Marquard aus Langenhorn) nach Hamburg, um dort Bürger zu werden. 1269 wurde er wieder, diesmal als Bürger, erwähnt: Marquardus de Langhenhorne (latinisierte Form von Marquard aus Langenhorn). 1270 wurde ein Willero de Langhenhorne (latinisierte Form von Willer aus Langenhorn) erwähnt. Nach der Familie Willer wurde 1948 der Willersweg und 1955 die Willerstwiete in Langenhorn benannt.
Am 12. Mai 1283 übertrug der Abt Hermann I. des Klosters Reinfeld die Rechte über das Dorf Langenhorn an den Landesherren, dem Grafen Gerhard I. von Holstein-Itzehoe, dem Sohn von Adolf IV. Langenhorn bestand zu der Zeit aus sechs Hufen. Die Grenze im Norden beschrieb damals einen Bogen bis zur heutigen Segeberger Chaussee in Norderstedt, im Westen bildete die Grenze die Tarpenbek, im Osten grenzte das Langenhorner Gebiet an Hummelsbütteler Gebiet und im Süden an Fuhlsbütteler Gebiet. Die unurbare Flur zwischen den Dörfern Fuhlsbüttel und Langenhorn wurde von beiden Dörfern gemeinsam benutzt, wie auch die Waldung Horn (auch Horne). Nach dem Tod von Gerhard I. ging Langenhorn an den Grafen Adolf VI. von Holstein-Pinneberg, und von diesem, nach dessen Tod, an den Grafen Adolf VII. von Holstein-Pinneberg.
Zugehörig zu Hamburg

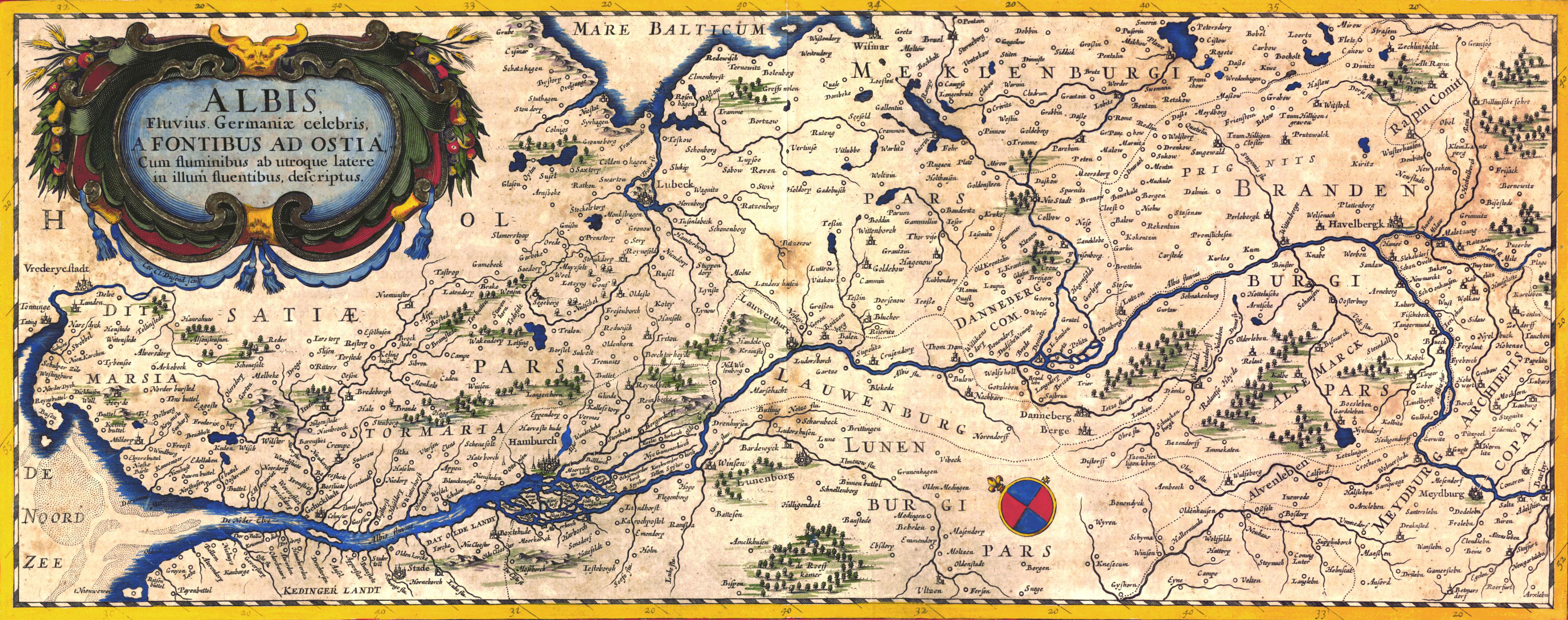
Karte der Lage Langenhorns, um 1658 von Johannes Janssonius

Am 25. Januar 1332 erwarb der Hamburger Ratsherr und spätere Bürgermeister von Hamburg, Nicolaus vom Berge (latinisiert auch Nicolaus de Monte), für 200 Mark Pfennig Langenhorn von dem Grafen Adolf VII, mit den Einwilligungen von dessen Mutter Helene von Sachsen-Lauenburg und dessen Brüder Gerhard und Erich von Schaumburg. Seitdem ist Langenhorn ununterbrochen im Hamburger Besitz geblieben. Die Familie vom Berge blieb bis 1452 im Besitz des Dorfes, denn dann starb der Hamburger Bürgermeister Hinrich vom Berge (latinisiert auch Hinricus de Monte), und Langenhorn wurde erbschaftsbedingt aufgeteilt. Nach und nach wurden Teilstücke Langenhorns dem Hospital St. Georg vererbt oder verkauft. 1509 besaß es ein Drittel, später die Hälfte, während der Oberalte Hinrich Wittekop (1563 Oberalter, † 1565) die zweite Hälfte besaß. Sein Sohn Albert Wittekop (1602 Oberalter, 1607 Präses der Oberalten) erbte diese. Nachdem Albert Wittekop Ende 1614 starb, verkauften seine Erben dem Hospital am 9. April 1615 die zweite Hälfte. Nach dem Hospital St. Georg, niederdeutsch auch St. Jürgen, wurde 1932 die Straße St. Jürgens Holz und 1938 die Kirche St. Jürgen benannt. Das Archivgut von 1615 über den Verkauf der Hälfte Langenhorns durch die Erben Wittekops an das Hospital verschwand 1945 mit anderen Archivgütern vom Auslagerungsort Schloss Lauenstein im Osterzgebirge und ist heute bei der Koordinierungsstelle für Kulturgutverluste Lost Art gelistet.
Im Zuge der Reformation wurde 1530 durch den aus Wilster vertriebenen Pastor Sina aus der römisch-katholischen St.-Johannis-Kirche in Eppendorf, die auch für Langenhorn zuständig war, eine evangelisch-lutherische Kirche. Im Zuge dessen änderten auch alle, oder die meisten Langenhorner ihre Konfession.

Porträt von Axel Urup, Kupferstich um 1655 von Albert Haelwegh, nach einem Gemälde von Abraham Wuchters

1580 wurde der erste Schmied, Hans Belemann, in Langenhorn erwähnt. Seine Schmiede befand sich an der heutigen Langenhorner Chaussee 132. Bis 1807 gab es nur eine Schmiede in Langenhorn. Der letzte Schmied in Langenhorn war Richard Landau, der seine Schmiede an derselben Stelle hatte und langsam auf Apparatebau umsattelte, bis er dies 1966 ganz vollzogen hatte. 1586 kam es zum Streit zwischen Einwohnern von Fuhlsbüttel und Langenhorn, der durch die Festlegung geschlichtet wurde, dass beide Dörfer aus dem Ellerholz an der Tarpenbek Busch hauen dürfen und wie bisher im Moor und in der Heide zwischen den beiden Dörfern beide ihr Vieh weiden lassen dürfen. 1588 stellte Daniel Frese die Landtafel der Grafschaft Holstein-Pinneberg fertig, auf der auch Langenhorn abgebildet ist.
Während des Dreißigjährigen Krieges, um den 2. August 1627 zog ein Aufgebot des dänischen Königs Christian IV. von mehreren tausend Mann durchs Herzogtum Holstein und Dithmarschen und sammelte sich mit ihm in Bramstedt, wo Christian die Truppe inspizierte. Mit dabei waren General Heinrich Matthias von Thurn sowie Lieutenant Jürgen von Ahlefeld. Von Bramstedt zogen sie Richtung Langenhorn und hielten sich bei Langenhorn acht Tage lang auf. Von da aus zogen sie weiter und hielten sich 14 Tage zwischen Hamburg und Ottensen auf. Als sie sich der Übermacht von Wallensteins, Tillys und Herzog Georg von Lüneburgs Truppen bewusst wurden, flüchteten sie.
Christian IV., der Hamburgs Status als Freie Reichsstadt sowie Hamburgs Hoheitsrechte auf der Unterelbe nicht anerkannte und Hamburg weiterhin als Teil des Herzogtums Holstein ansah, versuchte immer mehr Druck auf Hamburg auszuüben. Hinzu kam noch, dass nach Erbstreitigkeiten 1641 zwei Drittel der Grafschaft Holstein-Pinneberg in Christians Hände fiel und als Herrschaft Pinneberg in dessen Herzogtum Holstein überging, darunter die an der Elbe gelegenen Gebiete von Altona bis zur Seestermüher Marsch sowie die um Langenhorn gelegenen Gebiete von Niendorf, Harksheide, Garstedt, der Tangstedter Heide (heute Glashütte) und Hummelsbüttel. Anfang September 1641 ließ Christian IV. unter der Aufsicht seines Obersts und Reichsingenieurs für das Fortifikationswesen Axel Urup (1601–1671) im strategisch günstig gelegenen Fuhlsbüttel ein großes befestigtes Militärlager für ca. 10.000 Mann errichten, das teilweise auch auf Klein Borsteler und Ohlsdorfer Gebiet lag. In Fuhlsbüttel und in den Dörfern um Fuhlsbüttel herum wurden dafür viele Bäume gefällt. In Fuhlsbüttel und im Wald Horn, der sonst von Fuhlsbüttlern und Langenhornern gemeinsam genutzt wurde, wurden alleine 3.000 Eichen gefällt, in Groß Borstel 1.506 und in Ohlsdorf 1.002. Dazu kamen noch einmal so viele Erlen und Buchen. Ähnlich wird es in Langenhorn gewesen sein. Auch in Klein Borstel und Wellingsbüttel wurden viele Bäume gefällt. Der Raubbau in den Wäldern führte zu einem großen Verlust für die Bauern, die ihr Vieh sonst dort weiden ließen und die eine Grundlage für die Schweinemast waren. Auch das benötigte Stroh für die Dächer und Heu besorgte man sich aus Langenhorn und den anderen umliegenden Dörfern. Als Lagerkommandant wurde Christian von Pentz eingesetzt, dem das Gut Wandsbek im Juni des Jahres von Christian IV. übertragen wurde. Neben den Regimentern von Christian von Pentz mit 2.500 Mann, Oberst Axel Urup mit 1.500 Mann, Generalmajor Friedrich von Bawyr mit 3.000 Mann und Oberst Heinrich von Buchwaldt mit 1.500 Mann befand sich dort auch das Regiment von Oberstleutnant Heinrich von Brockdorff mit 1.500 Mann. Am 11. November traf Christian IV. bei seinen Truppen in Fuhlsbüttel ein. 300 dänische Reiter wurden in Dörfern des Hospitals St. Georg einquartiert, zu denen unter anderen Langenhorn, Klein Borstel und Berne gehörten. Am 6. Dezember wurde Christian von Pentz mit seinen 2.500 Mann nach Blankenese geschickt zur Unterstützung Friedrich III., des Sohnes von Christian IV. Angesichts der knapper werdenden Ressourcen und der wachsenden Anzahl der Kranken, beschloss man, das Lager auf der westlichen Seite zu verkleinern. Das Material der Hütten der abgezogenen 2.500 Mann wurde zur Ausbesserung der anderen Hütten benutzt. Die Reiterkompanie wurde ins Lager verlegt und die Hälfte der anwesenden Truppen abgezogen. Am 22. Dezember verließ Christian IV. mit seinem Gefolge das Lager. Ca. 6.000 Mann blieben im Lager, davon 300 Kranke. In den beiden letzten Tagen des Jahres wurden weitere 3.000 Mann abgezogen, am 11. Februar 1642 der Rest der Truppen. 1643 waren erneut eine Zeit lang Truppen von Christian IV. im Fuhlsbüttler Lager. 1679 zog Christians Enkel Christian V. in Fuhlsbüttel seine Truppen zusammen, um mit 17.000 Mann Hamburg zu belagern oder anzugreifen, musste aber durch Interventionen Frankreichs, Brandenburg-Preußens und des Fürstentums Lüneburg bald wieder abziehen.

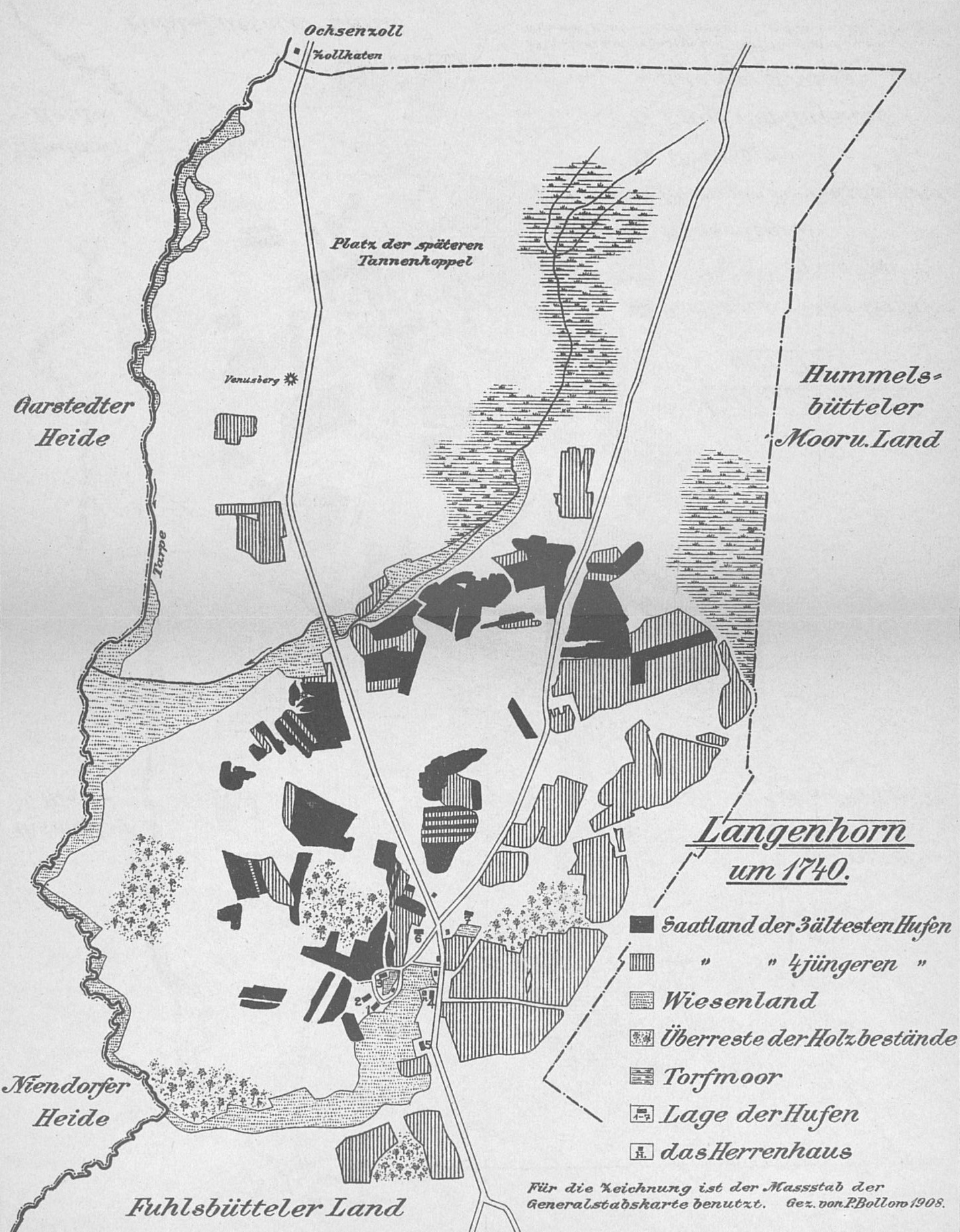
Langenhorn um 1740. Die Karte entstand 1908 auf der Grundlage einer Karte von 1750. Fälschlicherweise ist die eingezeichnete nördliche, gerade Grenze die von 1773.

Während seiner Zeit im Fuhlsbüttler Lager ließ Christian IV. 1641 die Grenze zum dänischen Hummelsbüttel neu abstecken, dabei hielt er sich nicht unbedingt an die vorherige Grenze, sondern veränderte diese zu seinem Gunsten, trotz Protest der Langenhorner Bauern. Teilweise standen an der Hummelsbüttler Grenze die Grenzpfähle 40 Ruten zu weit auf Langenhorner Gebiet. Die Langenhorner Bauern beschwerten sich bei dem Hamburger Bürgermeister Albrecht von Eitzen (1578–1653), aber dieser wollte kein Einspruch beim dänischen König erheben, weil das wohl das kleinste Problem mit diesem war. 1670 erinnerte der Hofmeister des Hospitals St. Georg an diese Ungerechtigkeit in seinen Aufzeichnungen. Scheinbar wurde der alte Grenzverlauf nicht wieder hergestellt. Später wurden Grenzsteine statt der Pfähle gesetzt. Die noch existierenden Grenzsteine, sowie Rekonstruktionen von verschollenen Grenzsteinen der Langenhorner Grenze sind in der Liste der Grenzsteine von Langenhorn aufgeführt. Elf der Grenzsteine in der Liste sind auch in der Liste der Kulturdenkmäler in Hamburg-Langenhorn zu finden.
Im Taufbuch der Eppendorfer St. Johanniskirche wird 1639 zum ersten Mal ein Schulmeister in Langenhorn erwähnt. 1648 wurde eine Brandkasse in Langenhorn gegründet. Die älteste noch existierende Brandkasse in Hamburg ist die Hamburger Feuerkasse, die 1676 gegründet wurde. Am 9. August 1697 ist in dem Taufbuch der Eppendorfer St. Johanniskirche der Schulmeister zu Langenhorn, Andreas Götkens verzeichnet, der an dem Tag eine Tochter taufen ließ und bis 1750 Schulmeister in Langenhorn war. Nach ihm wurde 1952 der Götkensweg in Langenhorn benannt. Sein Nachfolger wurde der Schulmeister Jürgen Andreßen.
Im Jahre 1700 hatte Langenhorn noch kein Schulgebäude, der Unterricht wurde in der Hirtenkate an der Straße Beim Schäferhof erteilt, die gemeinsam von dem Schulmeister und einem Kuhhirten genutzt wurde. 1932 wurde die Kate abgerissen. Ende September 1712 erreichte übers dänische Holstein die Pest Langenhorn, die seit 1708 nicht nur in Europa wütete. Etwa gleichzeitig brach sie auch in Hamburg aus. 11.000 Hamburger erlagen der Seuche, die von 1712 bis 1714 dort wütete. Wie viele Pesttote und tote Tiere es in Langenhorn gab, ist unklar.
1750 erstellte der Konstabler und Kartograf Georg Ferdinand Hartmann eine kolorierte Flurkarte von Langenhorn, auf der Norden rechts und Süden links ist. Im Bürgerhaus Langenhorn an der Tangstedter Landstraße 41 befindet sich die Karte oder eine Kopie der Karte. 1920 wurde nach ihm die Straße Hartmannsau in Langenhorn benannt. 1751 erfolgte der Bau einer Schulkate am Alten Dorfplatz im Achterort am Rodenkampsweg. Ab 1766 verdoppelte sich die Klassenzahl und der Unterricht fand von nun an in zwei Klassen statt.
Da 1750 der alte Vogtshof, der Stammhof der Hufe IV zu baufällig geworden war, wurde er bald darauf abgerissen. Der Bauernvogt und Vollhufner Heyn Gerhard Krohn plante den neuen Vogtshof etwas weiter südlich, auf der anderen Seite der Heerstraße (Langenhorner Chaussee 90) zu bauen. Da er dabei die Heerstraße etwas versetzen lassen wollte, kamen der Hofmeister des Hospitals St. Georg und der Hamburger Bürgermeister Martin Hieronymus Schele (1699–1774, Bruder von Wolder Schele) am 1. Mai 1752 zur Ortsbesichtigung. Das ganze Dorf war dabei anwesend. Da niemand Einwände hatte, wurde der Bau am 28. Oktober genehmigt. Zeugen der Verhandlungen waren die Vollhufner Lau und Cordes. Die Pläne für den Vogtshof fertigte der Hamburger Architekt Johann Leonhard Prey an. Außer dem fein ausgestatteten Hauptgebäude, hatte der Hof mehrere Wirtschaftsgebäude und eine Branntweinbrennerei. 1908 erwarb Edmund Siemers den Hof, der danach eine Zeit lang als Ferienheim diente. 1952 wurde das Hauptgebäude wegen Baufälligkeit abgebrochen und die Straße Vogtshof nach dem Hof benannt. Das letzte Wirtschaftsgebäude, zuletzt als italienische Weinhandlung genutzt, wurde im Februar 1992 abgerissen.
Nach dem Gottorper Vertrag von 1768 und dem Vertrag von Zarskoje Selo vom 27. August 1773 wurde am 14. Oktober 1773 die nördliche Langenhorner Grenze neu festgelegt, wodurch Langenhorn wieder etwas kleiner wurde. Bei der Unterzeichnung des Protokolls der Verhandlung waren von der Hamburger Seite der Senatssyndicus Jacob Schuback sowie der Hamburger Archivar Franz Michael Poppe (1724–1800) anwesend und von der Seite des Kanzleigutes Tangstedt der Sohn (Ritter des St.-Annen-Orden und des Sankt-Stanislaus-Orden) des Großfürstlichen Kanzleipräsidenten und Legationsrates Magnus von Holmer mit dessen Vollmacht. Magnus von Holmer war durch die Heirat mit Friederike Wich (Tochter von den britischen Gesandten in Hamburg Sir Cyril Wich (1695–1756) und Enkelin von Magnus von Wedderkop) Eigentümer des Gutes Tangstedt, wozu die Tangstedter Heide und Harxteheyde (Harksheide, heute ein Teil von Norderstedt) gehörten, die an der Grenze zu Langenhorn lagen. Vermittelnd, an der Seite des Sohnes waren zudem der Großfürstliche Konferenzrat Johann Otto Niemann (Ritter des St.-Annen-Orden, † 1789) und der Großfürstliche Kammerrat Christensen anwesend. Dieser sogenannte Vergleich trug auf dem Papier einen vorgedruckten Großfürstlichen Geheimen Conseil-Insiegel (gedruckter Siegel) des Kieler Schlosses. Die Grenze, die einen Bogen nach Norden hin beschrieb, wurde nun zu einer Geraden, die durch ursprünglich Langenhorner Gebiet verlief. In der Karte von 1750 wird ein Teil des Gebietes Bollbrügs Barg (niederdeutsch für Bollbrügs Berg) genannt. In der heutigen Zeit würde die alte Grenze ungefähr entlang der Straßen Alte Landstraße und Segeberger Chaussee bis zur Straße Am Böhmerwald laufen, von wo sie den Bogen weiterziehen würde bis zur Poppenbüttler Straße, die sie auch ein Teil entlang laufen würde. Die in der Schnittmenge zwischen alte und neue Grenze befindlichen Norderstedter Straßen Am Kielortplatz, Kieleortring, Kielortstieg, Kielort, Parallelstraße, Am Böhmerwald, Gilcherweg, Heußweg, Ahrensweg, Böttgerstraße sowie ein kleines Stück der Detlev-von-Liliencron-Straße und ein Stück vom Norderstedter Teil der Tangstedter Landstraße, vom Langenhorner Teil bis zur Poppenbüttler Straße, würden dann zu Langenhorn gehören.
1798 ließ der dänische König Christian VII. aus Granitblöcken die sogenannte Dänenbrücke über die Tarpenbek bauen, damit seine Untertanen aus dem dänischen Hummelsbüttel mit Pferd und Wagen zur Kirche am Markt des dänischen Niendorf gelangen konnten. Der Weg der Kirchgänger führte von der Dorfmitte Hummelsbüttels über den Kirchenredder, den Hummelsbütteler Kirchenweg und den heutigen Schlehdornweg entlang, wo er die Alsterkrugchaussee kreuzte, dann über die heutige Preetzer Straße führte um schließlich durch Heide und Moor die Brücke zu erreichen. Die Heide und das Moor wurden damals immer noch von Fuhlsbüttlern und Langenhornern gemeinsam genutzt. Vor dem Brückenbau stand ein Holzsteg anstelle der Brücke. Die Granitblöcke für die Brücke könnten aus Grabhügeln aus der Nähe stammen.

### 19. Jahrhundert

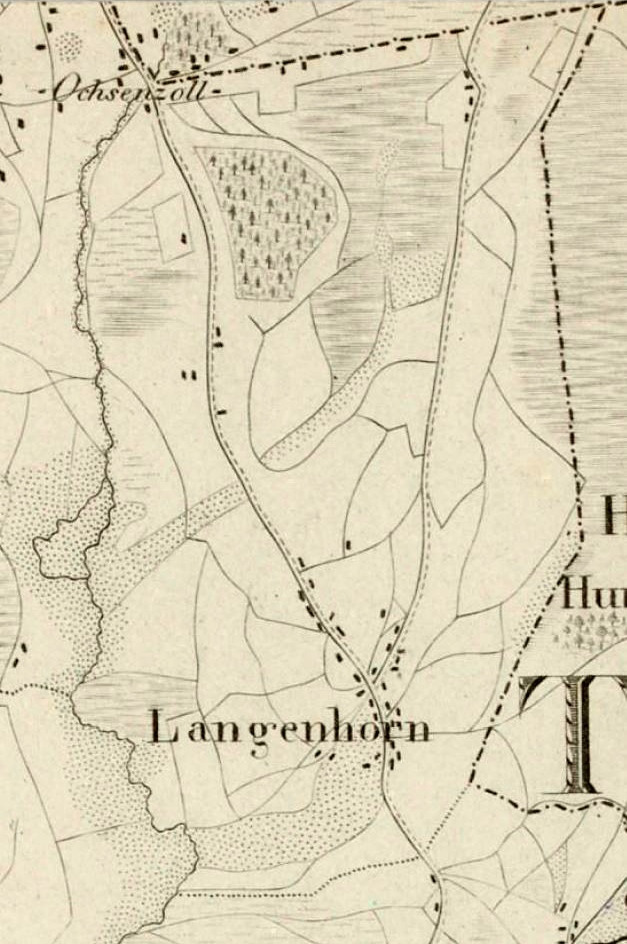
Karte von Langenhorn, 1811

Ab 1802 ließ der der Förster und Waldvogt Johann Ludewig Engelhard Brinckmann im Norden Langenhorns in der Nähe der Zollgrenze Ochsenzoll zum dänischen Holstein einen neuen circa 56 Hektar großen Kiefernwald anlegen, die Tannenkoppel, die 1816 und 1820 vergrößert wurde. 1803 wurden die Gebiete, das Unland, die vorher von Langenhornern und Fuhlsbüttlern gemeinsam genutzt wurden, das Moorgebiet Schattbrook und Swarten Ree sowie das Heidegebiet, zwischen Fuhlsbüttel und Langenhorn aufgeteilt. Langenhorn bekam den größeren Teil des Gebietes, was in Fuhlsbüttel für große Unzufriedenheit sorgte. Man wies darauf hin, dass Langenhorn Land im Überfluss hätte während sie dagegen Mangel litten. Unter Zustimmung der Langenhorner Bauern bekam nun Fuhlsbüttel 40 Scheffel, während Langenhorn nur 30 bekam. 1803 lebten laut einer Volkszählung über 413 Menschen auf 40 bewohnten Grundstücken mit 86 Haushalten. Der Viehbestand belief sich auf 106 Pferde, 226 Kühe, 147 Schweine und 355 Schafe. 1804 fertigte der Ingenieur Jacob Kock eine Flurkarte von Langenhorn an.

#### Franzosenzeit
1806 ließ Napoleon Bonaparte Hamburg und seine Umgebung besetzen, so auch Langenhorn. Etliche Langenhorner Bauern versteckten aus Angst ihr Hab und Gut in dem nahen Schattbrook und in dem Hoheliedthsgrundmoor (auch Holitzgrundmoor) oder flüchteten auf dänisches Gebiet. Der Schattbrook (heute Teil des Flughafengeländes) war ein sumpfiges Gelände an der Einmündung der Moorreye (heute Raakmoorgraben) in die Tarpenbek und war dicht bewachsen mit seinen vielen Weiden und Erlen unpassierbar, somit also ein gutes Versteck. Der Bauernvogt und Vollhufner Hans Peter Krohn versenkte seine Gold- und Silbersachen in drei Kisten in seinen Fischteichen beim heutigen U-Bahnhof Fuhlsbüttel Nord, fand später aber nur eine Kiste wieder. Auch Mädchen und Frauen wurden in der ersten Zeit versteckt, um sie vor Nachstellungen und Vergewaltigungen zu schützen. Gegenwehr gegenüber den bewaffneten Franzosen gab es nicht. Nur einmal wurde ein bewaffneter französischer Reiter von dem Bauer Peter Dreyer mit einem Beil erschlagen, als dieser ein unvorsichtig gewordenes, um Hilfe schreiendes Mädchen anfiel und in das Olmoor verschleppen wollte. Nach der Langenhorner Bauernfamilie Dreyer wurde 1932 der Dreyerpfad in Langenhorn benannt. 1810 fällten die Franzosen auf dem Höpen 700 Eichen, die sie zum Bau für Palisaden benutzten. Der bisherige Bauernvogt Hans Peter Krohn wurde am 19. August 1811 von den Besatzern zum Maire de Langenhorn ernannt. Sein Amtsgebiet erstreckte sich nicht nur über Langenhorn, sondern auch über Fuhlsbüttel, Alsterdorf, Ohlsdorf, Klein Borstel, Struckholt (gehört heute mit zu Klein Borstel) und Winterhude, denn das Hamburger Stadt- und Landgebiet, das Arrondissement Hamburg, wurde in 9 Kantone und in Mairien neu gegliedert. Die sieben Dörfer bildeten nun die Mairie Langenhorn, die 1.245 Einwohner hatte und mit sieben weiteren Mairien wiederum den Kanton Hamm (Hamburg) bildeten. Nach der Langenhorner Bauernfamilie Krohn (16. bis 19. Jahrhundert), aus der viele Bauernvögte Langenhorns stammten, wurde 1932 der Krohnstieg in Langenhorn benannt.

#### Kosakenwinter

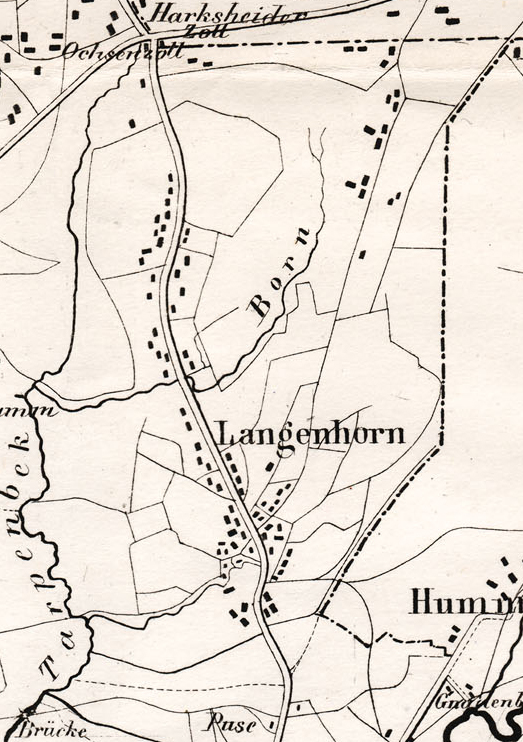
Karte von Langenhorn, 1859

Am 7. Dezember 1813 endete die Langenhorner Franzosenzeit. In den frühen Morgenstunden des Tages rückte Generalmajor Woldemar Hermann von Löwenstern mit seiner Brigade Kosaken von Rahlstedt über Bramfeld nach Wellingsbüttel vor und erreichte das Herrenhaus Wellingsbüttel. Dort empfing ihn der Herzog Friedrich Karl Ludwig von Schleswig-Holstein-Sonderburg-Beck und bat um Schutz für sein Eigentum. Nach dem gemeinsamen Essen im Herrenhaus erfuhr Löwenstern, dass der französische Feind in Langenhorn gesehen wurde. Er rückte von Wellingsbüttel ab und rückte nach Langenhorn vor, wo er nach einem hartnäckigen Gefecht den Feind schlug und Gefangene machte. Gleich darauf traf sein Befehlshaber Generalleutnant Fürst Michail Semjonowitsch Woronzow, der Kommandeur der russischen Streitkräfte in der Armee des Herzogs von Wellington war, mit seinem ganzen Stab bei ihm ein. Löwenstern rückte durch Langenhorn durch und postierte sich in Niendorf, wo er ein Bataillon Jäger zur Unterstützung bekam und später von General Krassowski mit einem Jägerbataillon abgelöst wurde und weiterzog. Am 13. Dezember hatte Woronzow Hamburg halb eingekreist, wie es Woronzow befohlen wurde. Auf Befehls Woronzows patrouillierte General Peter von der Pahlen mit seiner Kavalleriebrigade nach Langenhorn und bildete dort einen Vorposten. Am 20. Dezember befanden sich Teile des Lützowschen Freikorps in Poppenbüttel. Um 21 Uhr marschierten sie von da ab, durchquerten in der Nacht oder früh am Morgen Langenhorn und erreichten am 21. Dezember um 5 Uhr morgens Niendorf. Von dort zogen sie Tage später weiter. Mit dabei war ein Oberjäger der 3. Kompanie des 5. Bataillons mit Namen Friedrich Fröbel, der sich später als Pädagoge und Begründer des Kindergartens einen Namen machen sollte. Am 25. Dezember übernahm das Lützowsche Freikorps die Bewachung des Raumes zwischen Poppenbüttel und Pinneberg, in dessen Mitte Langenhorn lag. Das Stabsquartier kam am selben Tag nach Langenhorn, wurde aber am 27. nach Garstedt verlegt.
Die russischen Befreier wurden im Kosakenwinter zu einer großen Last. Alle Häuser und Katen wurden in diesem kalten Winter von ihnen auf das stärkste belegt, sodass die eigentlichen Bewohner selbst kaum Platz hatten. Es wurden auch größere Waldflächen in Langenhorn abgeholzt, was der Waldvogt Brinkmann nicht verhindern konnte. Einer Witwe brachen die Russen eine große Scheune ab und benutzten das Holz dazu, um ihre Wachtfeuer zu unterhalten, die wegen der großen Kälte Tag und Nacht brannten. Was die Franzosen den Bauern an Vieh noch gelassen hatten, das requirierten die Russen. Auf einer Koppel nördlich der Süderschule, und dicht bei, an der Langenhorner Chaussee trieben sie das Vieh zusammen und schlachteten es dort, auch das Vieh aus der Umgebung Langenhorns. Seit dieser Massenschlachtung wird die Koppel bis heute noch Schlachterkoppel genannt. Durch betrügerische russische Offiziere erlitten die Langenhorner Bauern einen zusätzlichen, finanziellen Verlust. Die Not der Langenhorner Bevölkerung war groß. Es fehlte an Geld und Lebensmitteln. Viele Leute standen unmittelbar vor dem Verhungern. 1814 zogen die Russen zum Glück der Langenhorner wieder ab, doch es dauerte lange, bis das ausgelaugte Langenhorn sich erholte. Hans Peter Krohn wurde vom Hospital wieder als Bauernvogt eingesetzt, bis er 1815 starb. Sein Nachfolger, auch ein Krohn, hatte nicht viel Glück, denn zu dem wirtschaftlichen Ruin Langenhorns kam noch ein starker Verfall der guten Sitten, dem der neue Vogt nicht gewachsen war. 1818 wurde dann eine Armenkasse eingerichtet, zu der jeder beitragen musste. Das Hospital, die Kirche und manchmal auch die Kämmerei Hamburgs gaben Zuschüsse.

#### Wiedereintritt der alten Ordnung

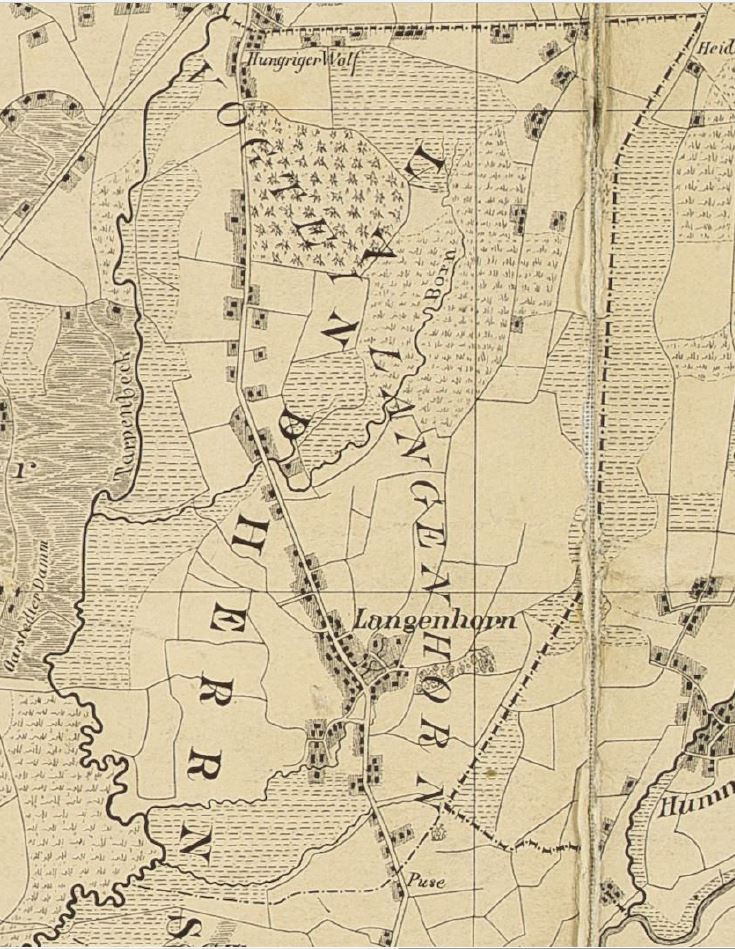
Karte von Langenhorn, 1871 Hungriger Wolf war ein Gasthaus.

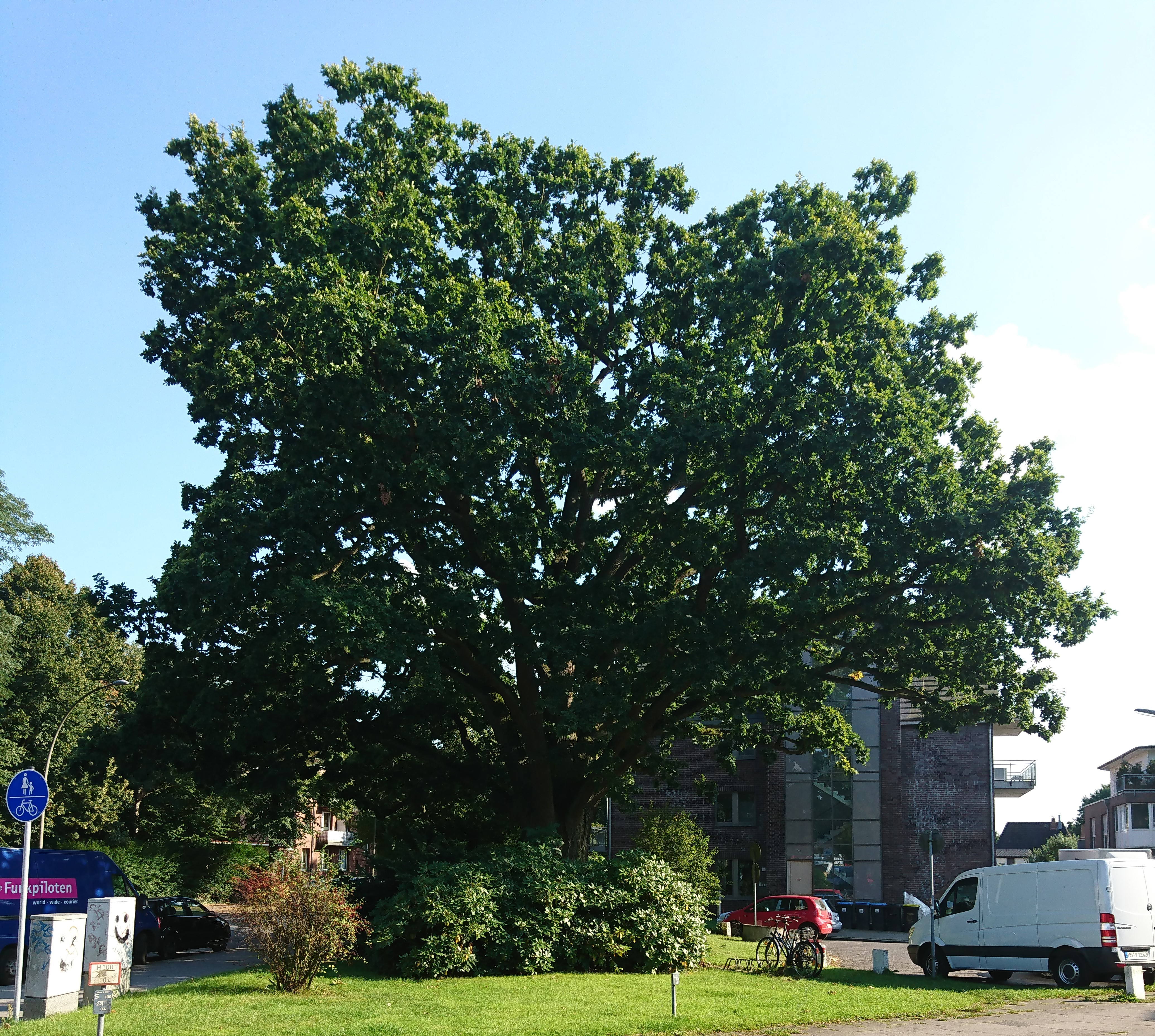
Friedenseiche, 2017

Am 22. Oktober 1830 wurden die Beschlüsse der Hamburger Rats- und Bürgerversammlung vom 16. September desselben Jahres bekannt gegeben. Bei der Versammlung wurde unter anderem beschlossen, dass Langenhorn ab dem 30. November gleichen Jahres nicht mehr zum Hospital, sondern zur Landherrenschaft der Geestlande gehörig sei, die zu der Zeit von den Senatoren Amandus Augustus Abendroth als ältester Landherr und Martin Hieronymus Schrötteringk als zweiter Landherr verwaltet wurde. Das Hospital erhielt für Langenhorn 20.500 Mark. 1849 hatte die Gemeinde Langenhorn 770 Einwohner und stellte fünf Gemeindevertreter, drei Gemeindevorsteher und einen Deputierten zur Landschaft.
Im Jahre 1840 war der Ausbau der Chaussee von Eppendorf bis zum Ende Langenhorns am Ochsenzoll fertiggestellt worden. Auf Langenhorner Gebiet war sie vorher größtenteils ein breiter Feldweg, der manchmal schwer passierbar war, weil drei Bäche diesen kreuzten. Nach der Trockenlegung und dem Ausbau der Chaussee sowie Baumpflanzungen auf beiden Seiten fehlte es dem Senat an Geld, und so wurde beschlossen, dass man ab dem 1. November 1841 für die Benutzung der Chaussee ein Chausseegeld von einem Schilling für jedes Fuhrwerk kassieren wollte. Der Betrag wurde in Eppendorf, in Langenhorn am Raakmoorgraben, an der heutigen Ecke von der Langenhorner Chaussee und der Straße Am Raakmoorgraben, und am Ochsenzoll kassiert. Am Raakmoorgraben wurde extra ein Chausseehaus mit Vorbau dafür gebaut, wo der Beamte saß. Es stand bis 1983 an der Langenhorner Chaussee 63, dann wurde es im Februar 1987 abgerissen. Am Ochsenzoll saß der Beamte mit im Zöllnerhäuschen. Ein Schlagbaum befand sich am Raakmoorgraben, der erst angehoben wurde, wenn bezahlt worden war. Am 1. Januar 1875 wurde das Kassieren eingestellt. Im selben Jahr zog der Polizeiofficiant Johann Joachim Peters, der auch für Fuhlsbüttel zuständig war, dort ein. Ungefähr 1846 wurde der erste landherrschaftliche Polizeiofficiant angestellt.
1843 wurde eine neue, strohgedeckte Schulkate für zwei Klassen an der Langenhorner Chaussee 202 eingeweiht, die bald eine dritte Klasse hinzu bekam und 1881 eine Hilfslehrerwohnung mit zwei Zimmern auf dem Dachboden. 1849 wurde auf dem sogenannten Wasserblöcken (später Möhlenbarg) an der Langenhorner Chaussee eine Windmühle gebaut, die ca. fünfzig Jahre in Betrieb war. Dann wurde sie zu einer Aussichtsplattform mit anschließendem Restaurant umgebaut. Nach dem Ersten Weltkrieg wurde sie abgerissen. Sie stand schräg gegenüber der heutigen Einmündung zum Wördenmoorweg auf dem Gelände, auf dem sich heute ein McDonald’s-Restaurant und Parkplätze befinden.
Am 14. April 1866 meldete Johan Heinrich Wilhelm Melahn (1837–1910) seine Huf- und Wagenschmiede an der Langenhorner Chaussee 391 an. Der Zeit angepasst wurde die Schmiede ab 1946 nach und nach zum Zweiradcenter Melahn umgewandelt und man baute und betrieb zudem auf dem Grundstück, neben dem Gebäude eine Tankstelle. 2008 zog das Zweiradcenter Melahn nach Kaltenkirchen und später nach Neunkirchen. Heute befindet sich im alten Gebäude ein Lieferservice für Fast Food. 1867 tauchten zum ersten Mal Langenhorner im Hamburger Adressbuch auf.

#### Deutsches Kaiserreich
Mit der Landgemeindeordnung von 1871 wurde den Hamburger Landgemeinden eine beschränkte kommunale Selbstverwaltung verliehen, so auch Langenhorn. Im Herbst 1871 wurde die Friedenseiche an der Langenhorner Chaussee 155, gegenüber der Einmündung zur Tangstedter Landstraße gepflanzt, die zu dem Zeitpunkt etwa zehn Jahre alt war und aus der Langenhorner Feldmark ausgegraben wurde. Damit dürfte die Langenhorner Friedenseiche im Jahre 2019 etwa 158 Jahre alt gewesen sein. Vor der Friedenseiche wurde ein Gedenkstein aufgestellt, der an drei tote Langenhorner erinnerte, die in dem Deutsch-Französischen Krieg gefallen waren. Teilgenommen hatte etwa ein Dutzend Langenhorner, von denen die meisten im Infanterie-Regiment „Hamburg“ (2. Hanseatisches) Nr. 76 gekämpft hatten. Heute befindet sich ungefähr an der Stelle des Gedenksteines der Langenhorner Wappenstein.

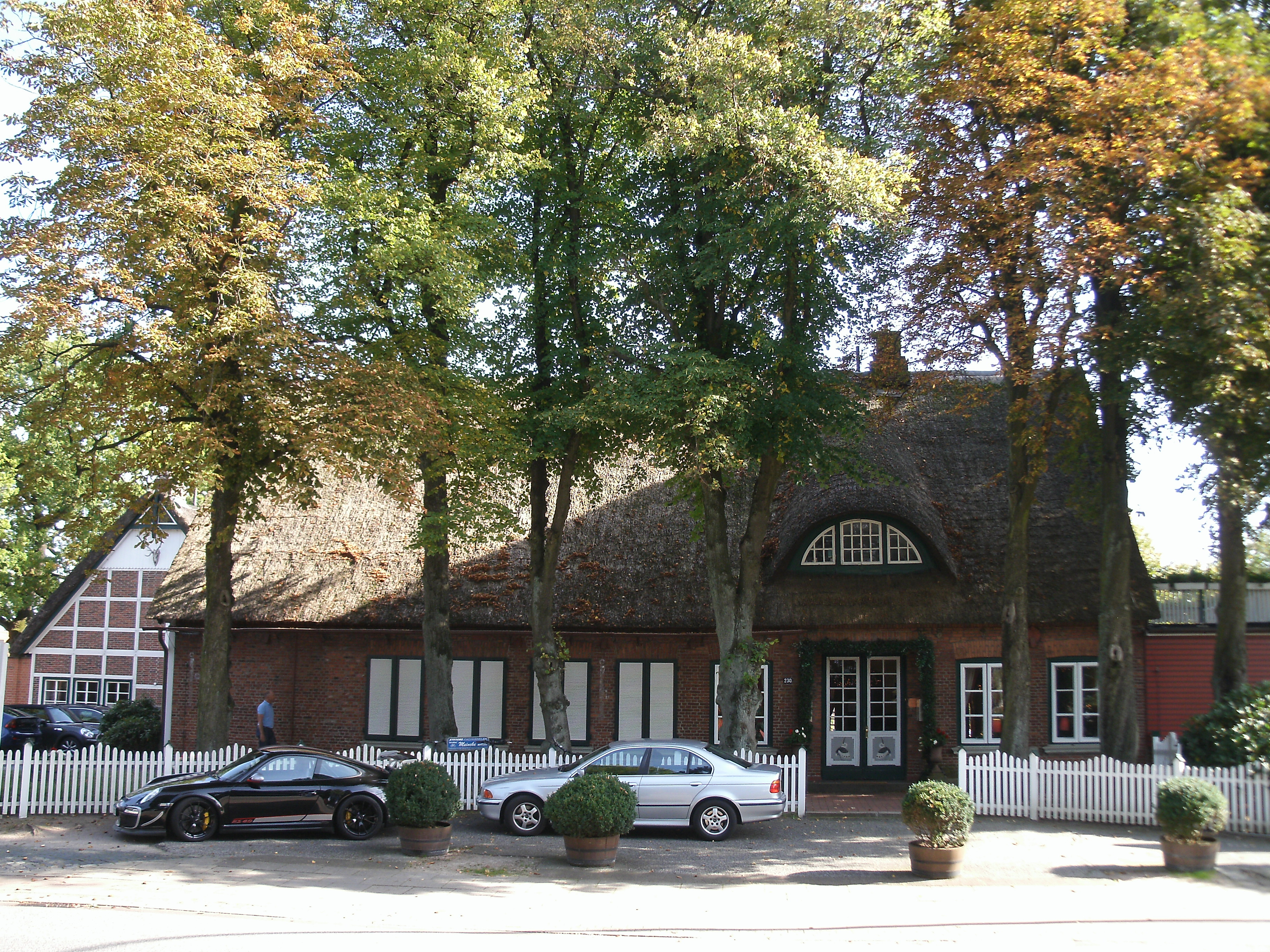
Das 1877 erbaute, ehemalige Gasthaus Zum Wattkorn, heute Speisewirtschaft und Hotel Wattkorn, 2011

1877 wurde der Langenhorner Communalverein, später auch Langenhorner Kommunalverein, gegründet, der im 20. Jahrhundert in Langenhorner Bürgerverein von 1877 umbenannt wurde. Ebenfalls 1877 wurde an der Tangstedter Landstraße 230 von Johann Peter Schwen das Gasthaus Zum Wattkorn erbaut. Die Rinderpest grassierte zudem in diesem Jahr in Langenhorn. Die Eingesessenen Stahmer, Frers und Heinrich Lau baten um die Gewährung einer Entschädigung für ihren Schaden, worüber beim Reichstag 1879 verhandelt wurde. Nach der alteingesessenen Bauernfamilie Lau wurde in Langenhorn 1920 die Straße Laukamp benannt und 1948 der Schwenweg nach der Langenhorner Bauernfamilie Schwen.
Das erste große Bauvorhaben war der Bau des späteren Krankenhauses Ochsenzoll auf dem Gelände der ab 1802 angelegten Tannenkoppel, der, von der Irren-, Heil- und Pflegeanstalt Friedrichsberg, auf Anregung von Wilhelm Reye, in Auftrag gegeben wurde. Als Landwirtschaftliche Kolonie für Geisteskranke der Friedrichsberger Anstalt wurde es 1892 eröffnet und 1897 weiter ausgebaut. 1898 wurde es selbstständig, 1899 flächlich vergrößert und 1905 in Irrenanstalt Langenhorn umbenannt. 1913 wurde der Wasserturm der Irrenanstalt errichtet. Von 1998 bis 2006 war das Krankenhaus Teil des Klinikums Nord und seit 2006 ist es Teil der Asklepios Klinik Nord. 2013 verkaufte die Klinik 106.000 m² des parkähnlichen Geländes an die Patrizia AG mit zum Teil denkmalgeschützten Gebäuden und dem Wasserturm darauf. 21 alte Gebäude wurden bis auf die tragenden Wände entkernt, umgebaut und restauriert. 13 Gebäude wurden bis 2017 neu gebaut. Das neue Quartier trägt den Namen Unter den Linden mit dem Zusatz Hamburg, um Verwechslungen zu vermeiden. Das Wohnquartier Oxpark entstand ebenfalls dort.

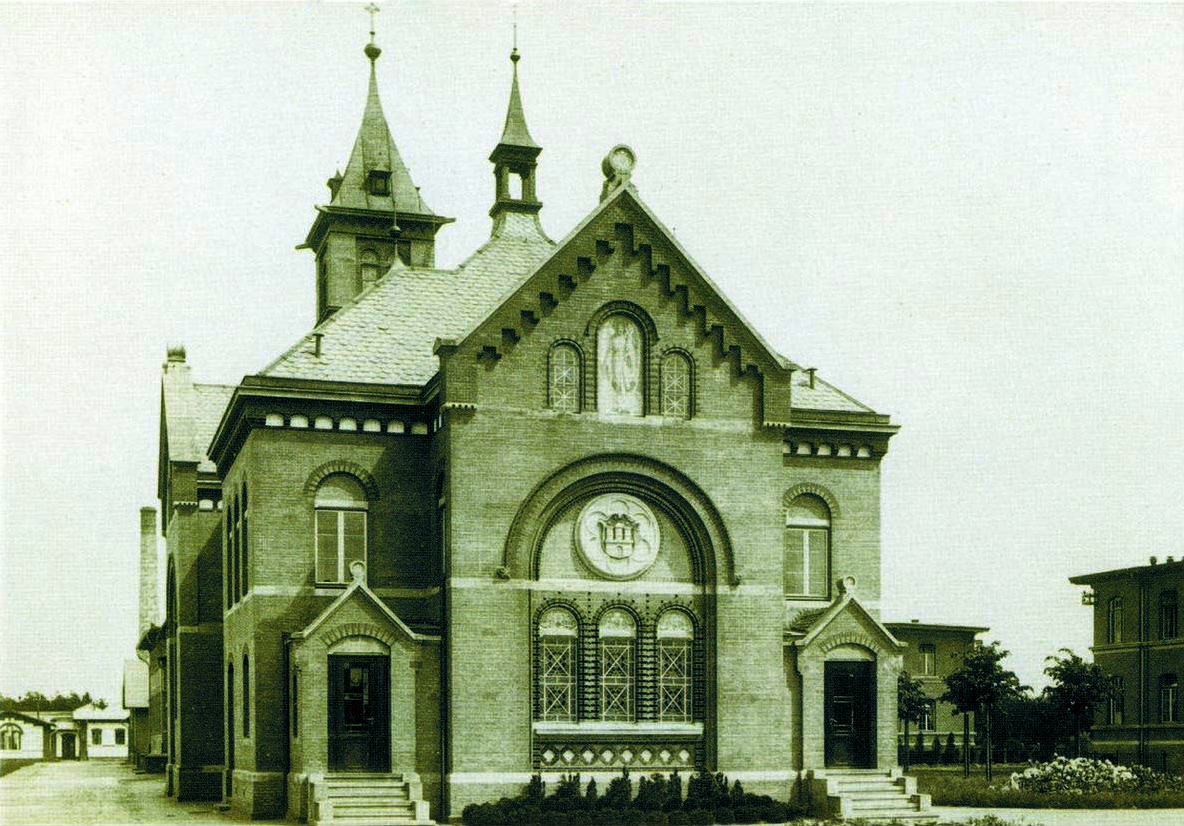
Kapelle der Landwirtschaftlichen Kolonie für Geisteskranke, 1901 (an der Henny-Schütz-Allee)

1886 erfolgte der Neubau eines Schulhauses mit drei Klassen an der Langenhorner Chaussee 140. Später wurde diese Langenhorner Gemeindeschule in Süderschule umbenannt, nachdem 1890 die Norderschule an der Ecke Langenhorner Chaussee und der heutigen Essener Straße eingerichtet wurde. Am 9. Juli 1893 wurde die evangelisch-lutherische Kirche St. Lukas in Fuhlsbüttel, die allerdings erst 1898 ihren Namen erhielt, dicht an der damaligen Grenze zu Langenhorn eingeweiht. Sie war für Fuhlsbüttel und Langenhorn zuständig und wurde als Landkirche für die Gemeinde Fuhlsbüttel-Langenhorn bezeichnet. Gläubige Langenhorner brauchten sich nun nicht mehr auf den längeren Weg zur St.-Johannis-Kirche in Eppendorf machen, was sie vorher seit Jahrhunderten taten.

#### Einwohnerzahl
Entwicklung der Einwohnerzahl von 1811 bis 1912:
| - 1811 – 413 - 1834 – 540 - 1838 – 670 | - 1849 – 770 - 1856 – 895 - 1871 – 866 | - 1880 – 907 - 1885 – 883 - 1890 – 969 | - 1895 – 1305 - 1900 – 1896 - 1907 – 2726 | - 1908 – 2999 - 1910 – 3400 - 1912 – 3894 |

 Datenquellen: Digitalisate und ein PDF (Edmund Siemers) der unter Literatur aufgeführten Bücher. Für 1910 nächster Einzelnachweis.
Der Abfall der Einwohnerzahl von 1856 bis 1871 könnte eventuell mit dem Deutsch-Dänischen Krieg, dem Deutschen Krieg und dem Deutsch-Französischen Krieg zusammenhängen, im Bezug zu den in den Kriegsdienst einberufenen oder sich freiwillig gemeldeten und nicht zurückgekehrten Langenhornern. Fraglich ist, was der Abfall der Einwohnerzahl von 1880 bis 1885 bedeuten könnte. 1933 waren es 10000 Einwohner, 1951 dann 28000 und 1956 stieg die Einwohnerzahl auf 36000 Einwohner an.

### 20. Jahrhundert

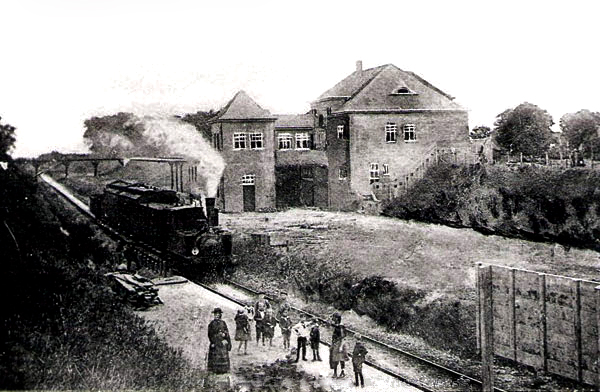
Bahnhof Langenhorn (später Langenhorn Mitte und Langenhorn Markt) mit provisorischem Zugverkehr auf dem Gütergleis, um 1919

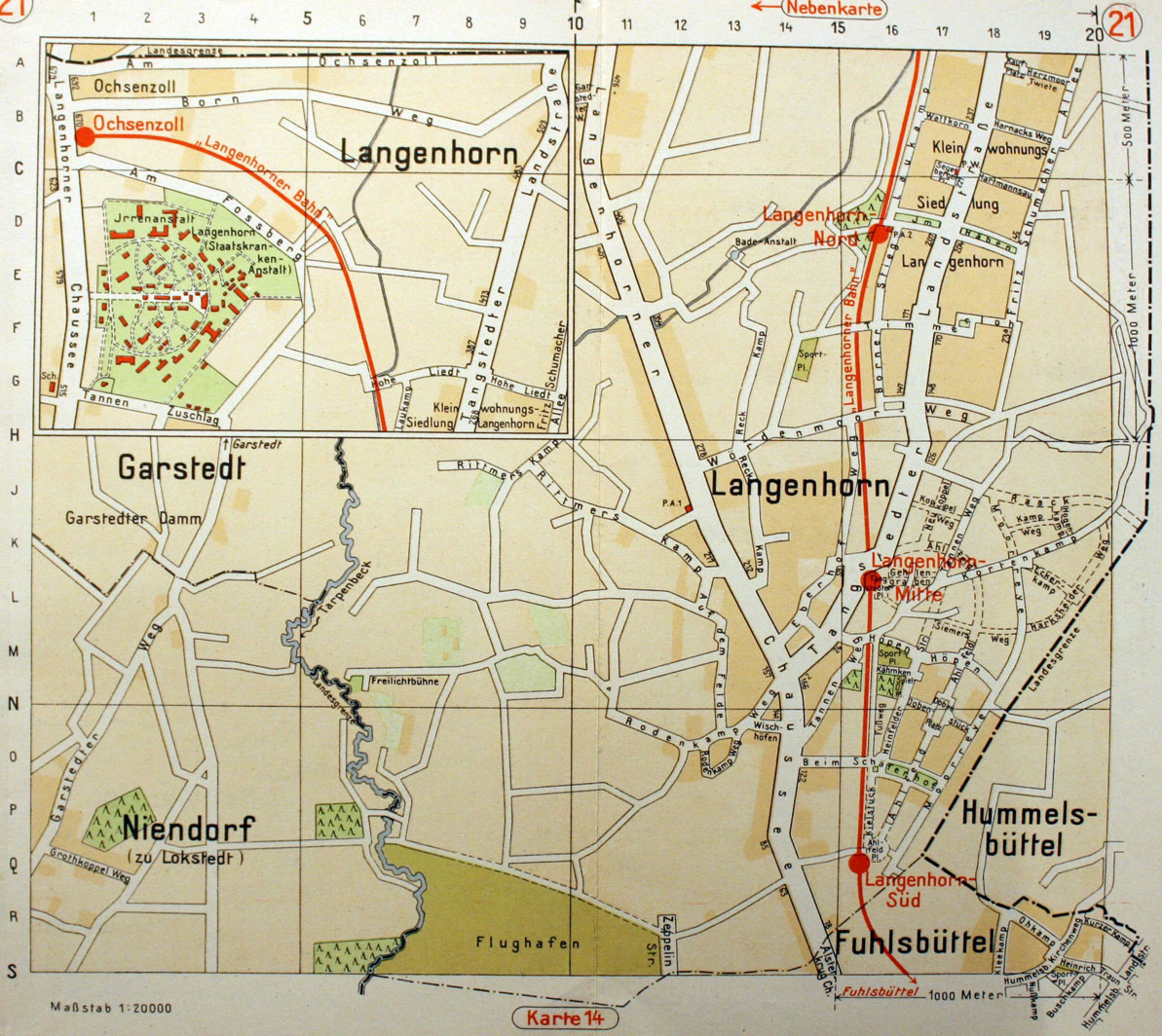
Teilkarte von Langenhorn mit alter Badeanstalt und damaligem Grenzverlauf Langenhorns, 1928

1900 wurde das von Fritz Höger entworfene Stadthaus an der Langenhorner Chaussee 115 gebaut, 1905 sein eigenes, von ihm entworfenes Haus an der Langenhorner Chaussee 109. Eine Pferdeomnibuslinie wurde 1902 zwischen Ochsenzoll und Eppendorf eingerichtet, die sich aber nicht rentierte, und so wurde, mit Unterstützung der Hamburger Staatskasse, 1903 die Strecke von Ochsenzoll nach Ohlsdorf, zur Straßenbahn-Endhaltestelle eröffnet. 1904 zog die Norderschule in einen größeren Neubau an der Langenhorner Chaussee 515. 1909 wurde die letzte Gemeindevertretung gewählt. Am 24. Dezember 1912 gab der Hamburger Senat im Amtsblatt der freien und Hansestadt Hamburg bekannt, dass die Landgemeinde Langenhorn zu einem Vorort der Freien und Hansestadt Hamburg geworden sei und damit zum Hamburger Stadtgebiet gehöre. Formal begann erst am 1. Januar 1913 die Zugehörigkeit zum Stadtgebiet. Der letzte Gemeindevorsteher Langenhorns war bis zum 31. Dezember 1912 der Bauer Joachim Hinrich Timm. Der Hamburger Senator Justus Strandes überreichte in seiner Funktion als Landherr der Geestlande Timm unter anerkennenden Worten einen Portugaleser für dessen bisherige ehrenamtliche Tätigkeit. Nach der Bauernfamilie Timm wurde 1932 der Timmweg und 1962 der Timmstieg in Langenhorn benannt.
Von 1900 bis 1913 erwarb der Hamburger Kaufmann Edmund Siemers 6,6 Millionen Quadratmeter Land in Langenhorn. 1912 war er wesentlich an der Einrichtung des Flugplatzes in Fuhlsbüttel und an dem Bau der dortigen Zeppelinhalle beteiligt. Im selben Jahr stellte er der Langenhorner Gemeinde eine Wiese am Bornbach zwischen dem Weg 414 und dem Weg 401 (seit 1937 Foorthkamp) zur Verfügung, die dort eine Badeanstalt errichten wollte. Siemers übernahm die Planung, den Bau und die daraus entstandenen Kosten der Badeanstalt. Das leicht ovale Becken hatte die Maße 40 × 50 Meter. Von Ost nach West wurde es vom Bornbach durchströmt. In der Mitte wurde es durch eine Plankenwand geteilt, damit Frauen und Männer getrennt baden konnten. Am 18. August 1912 wurde es eröffnet. 1914 wurde mit dem Bau der nach Edmund Siemers benannten Siedlung Siemershöh zwischen den Straßen Willersweg und Moorreye begonnen und bald fertiggestellt. Edmund Siemers hat sich auch für die Jugend als Begründer des Jugendparks in Langenhorn hervorgetan, doch wurde dieser ab 2013 zweckentfremdet und teilweise mit mehreren zweistöckigen Mehrfamilienhäusern für Asylbewerber bebaut. Eine Erschließungsstraße ist auch entstanden. 1913 wurde an der Langenhorner Chaussee 91 beim Gasthaus Ude’s Garten Etablissement ein Denkmal aufgestellt, das an das Unglück des Marineluftschiffes L 1 erinnert. Heute steht auf dem Grundstück das Restaurant Concorde des Courtyard Hamburg Airport Hotel und das Denkmal in Nordholz auf dem Gelände des Luftschiff- und Marinefliegermuseums Aeronauticum.
Am 5. Januar 1918 wurde der provisorische Zugverkehr der Langenhorner Bahn von dem Bahnhof Ohlsdorf zum Bahnhof Ochsenzoll auf einem Gütergleis aufgenommen, mit einer Dampflok und zwei alten Personenwagen, einem Raucher- und einem Nichtraucherwagen, der auch die Post mitnahm. Kurz darauf wurde eine zweite Lok erworben und eingesetzt. Zuerst wurde nur an drei Bahnhöfen gehalten, an den Stationen Fuhlsbüttel, Langenhorn (später Langenhorn-Mitte und ab 1969 Langenhorn-Markt) und Ochsenzoll. Die Haltestellen Klein Borstel, Langenhorn-Süd (ab dem 8. Oktober 1934 Flughafen, ab 1954 Flughafenstraße und ab 1984 Fuhlsbüttel-Nord) und Langenhorn-Nord waren zwar fertiggestellt, blieben jedoch geschlossen. Kurze Zeit später wurden auch sie nach und nach eröffnet. Die Langenhorner Bahn ist heute eine Teilstrecke der U-Bahn-Linie U1.
An 24 gefallene Sportkameraden im Ersten Weltkrieg erinnert namentlich ein Gedenkstein mit eingelassener Metalltafel der Langenhorner Spielervereinigung von 1910 e. V. am Aufgang zum Sportplatz der Fußballanlage Siemershöh des SC Alstertal-Langenhorn e. V. an der Langenhorner Chaussee 118a. An 90 gefallene Mitarbeiter der Irrenanstalt Langenhorn erinnerte namentlich 1950 noch in der Ehrenhalle des Verwaltungsgebäudes des Allgemeinen Krankenhauses Ochsenzoll, das heute Teil der Asklepios Klinik Nord ist, eine eichene Tafel mit Schnitzwerk. Die gut erhaltene Ehrentafel befindet sich vermutlich im Dachgeschoss eines Technikgebäudes des Krankenhauses.

#### Weimarer Republik

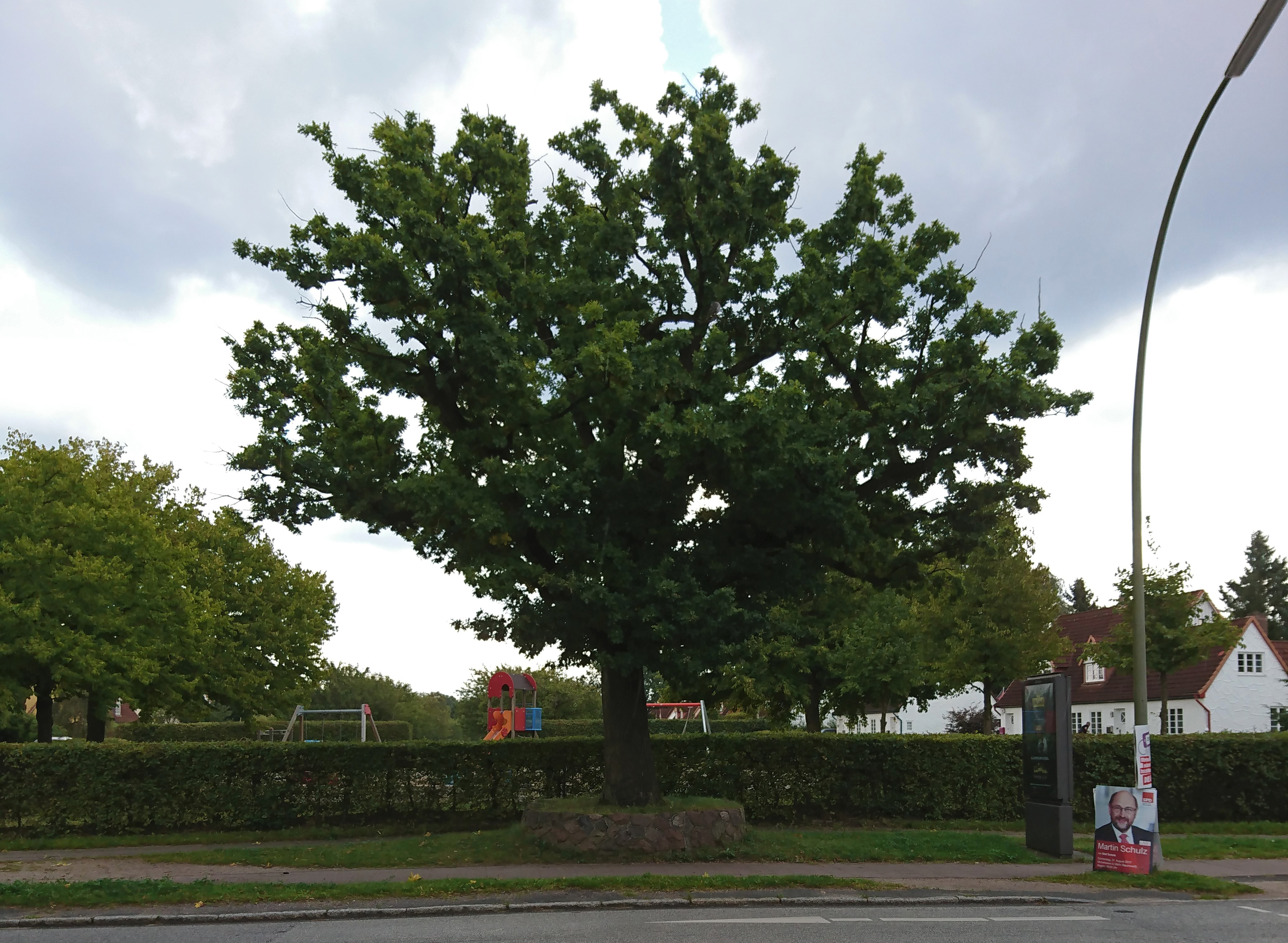
Ebert-Eiche, 2017

Nach dem Ersten Weltkrieg bekam die Langenhorner Chaussee einen Kleinpflasterbelag und wurde teilweise besielt. Anfang 1919 fasste die Hamburgische Bürgerschaft den Beschluss, eine Kleinhaussiedlung mit Geschäften (Fritz-Schumacher-Siedlung) für Kriegsteilnehmer, Kriegsversehrte und kinderreiche Familien zu schaffen. Damit beauftragt wurde der Hamburger Baudirektor Fritz Schumacher. Im April 1920 konnte der erste Wohnblock bezogen werden. Bis 1921 wurden von den geplanten 800 Wohnungen aufgrund der Baustoffmangelsituation lediglich 660 mit jeweils einem großen Gartenanteil fertiggestellt. Im August konnte im sogenannten Schulpavillon am Heerskamp (später Timmerloh) mit dem Unterricht begonnen werden. Zu Ehren Friedrich Eberts erhielt die Eiche an der Kreuzung Im Häben (seit 1950 Immenhöfen) und Tangstedter Landstraße von den Siedlern den Namen Ebert-Eiche. Ab 1924 wurden noch freie Grundstücke in der Siedlung nach Vergabe durch Erbbaurecht bebaut, unter anderem an den Straßen Wattkorn und Im Häben (heute Immenhöven). Im Dezember 1928 wurde nach den Plänen von Fritz Schumacher damit begonnen, hinter dem Pavillon eine neue Schule zu bauen, um diesen dann abzureißen. Im Juni 1931 wurde das neue Schulgebäude eingeweiht, das zu Fritz Schumachers 75. Geburtstag Anfang November 1944 den Namen Fritz-Schumacher-Schule erhielt.
Von 1922 bis 1929 unterrichtete der Lyriker und Erzähler Hermann Claudius an der Norderschule. 1926 erschien sein Buch Vörsmack. Oles un Nies (Vorgeschmack. Altes und Neues) mit niederdeutschen Gedichten. Mindestens zwei Gedichte darin betreffen Langenhorn, To Langenhorn (Zu Langenhorn) und Vun’n Ossentoll (Vom Ochsenzoll). Die beiden Gedichte tauchen auch in späteren Veröffentlichungen von ihm auf. Sein Gedicht Wi Börner widmete er den Siedlern der Fritz-Schumacher-Siedlung und wurde schon im Dezember 1921 veröffentlicht, wie auch To Langenhorn, die beide in dem Monat in der Langenhorner Zeitschrift De Börner veröffentlicht wurden.
Ab dem 25. Mai 1925 startete der zweigleisige Betrieb der Langenhorner Bahn und das Gütergleis wurde nun nur noch für den Gütertransport benutzt. Das Gütergleis wurde im Dezember 2007 und Januar 2008 abgebaut, weil es kaum noch benutzt wurde. 1928 und 1929 erfolgte der erste Erweiterungsbau der Süderschule, die inzwischen mit zwei zusätzlichen Schulbaracken erweitert wurde und so insgesamt elf Klassen zählte. Nach dem Umbau bot sie zwölf Klassen Platz.
Am 19. November 1928 brannte der Cordeshof nieder. Viel Vieh kam dabei ums Leben. Der zu der Zeit wohl der älteste Bauernhof in Langenhorn stammte noch aus der Zeit vor dem Dreißigjährigen Krieg. Die ältesten Angaben über dem Hof stammen aus dem Jahr 1595.
Am 24. August 1930 wurde die erste Kirche auf Langenhorner Gebiet eingeweiht, die Ansgarkirche an der Langenhorner Chaussee, die eine Tochterkirche der St-Lukas-Kirche in Fuhlsbüttel war. Der Senior Karl Horn hielt die Einweihungsrede. Zwei Wochen zuvor, am 10. August fand die Glockenweihe mit dem Kirchenvorsteher der Fuhlsbüttler St.-Lukas-Kirche Heinrich Reincke statt. Der Ansgarkirche sollten in Langenhorn im Laufe der Zeit weitere Kirchen folgen.
1932 und 1933 wurden in Langenhorn die Bäche reguliert, was das Aus für die Badeanstalt am Weg 401 bedeutete, da der Bornbach nun an dem Grundstück der Badeanstalt vorbeifloss.
Bei den Wahlen am 5. März 1933 erhielten in Langenhorn die SPD 42,6, die KPD 14,5 und die NSDAP 28,6 Prozent der Wählerstimmen.

#### Zeit des Nationalsozialismus

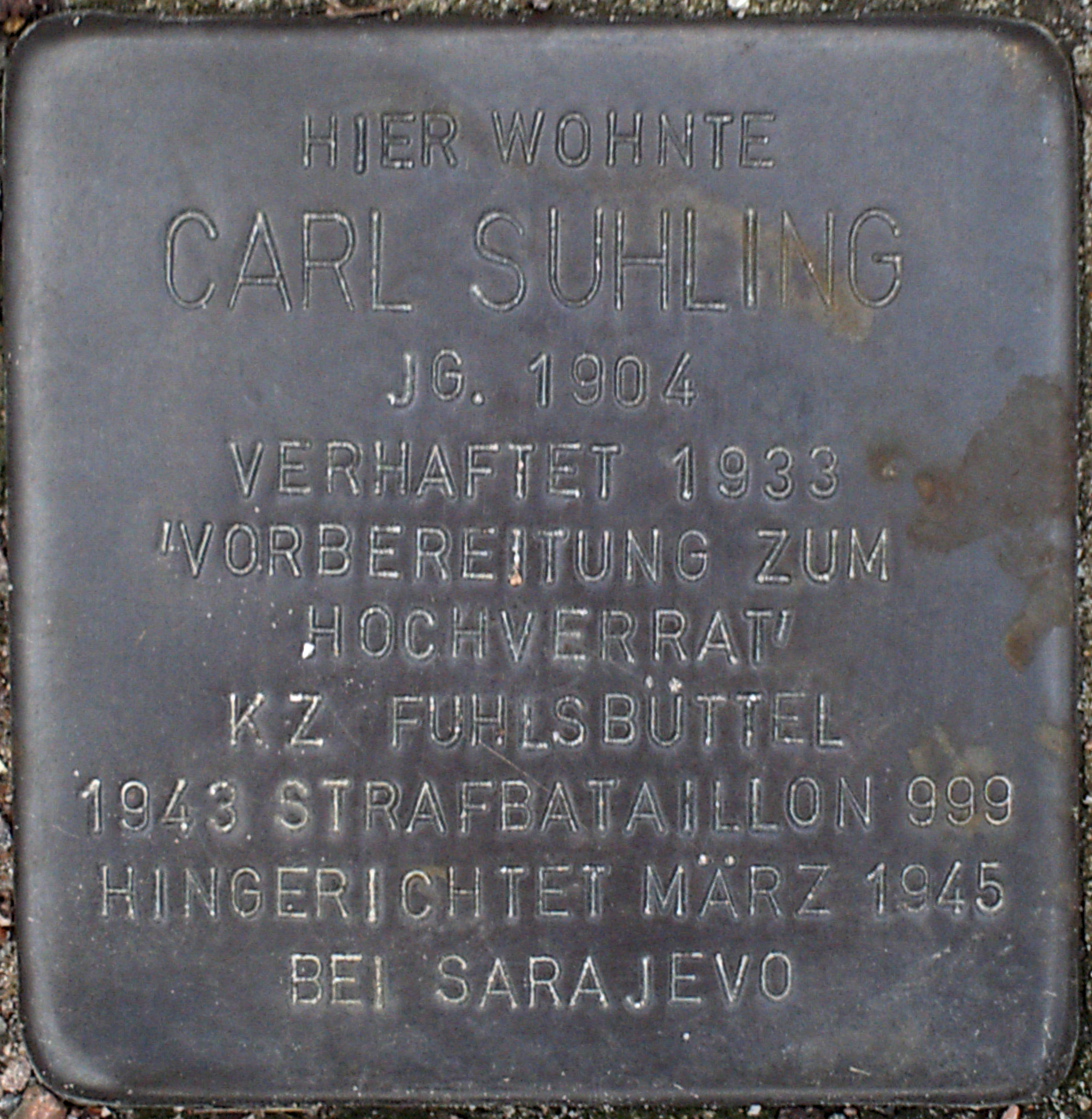
Stolperstein von Carl Suhling

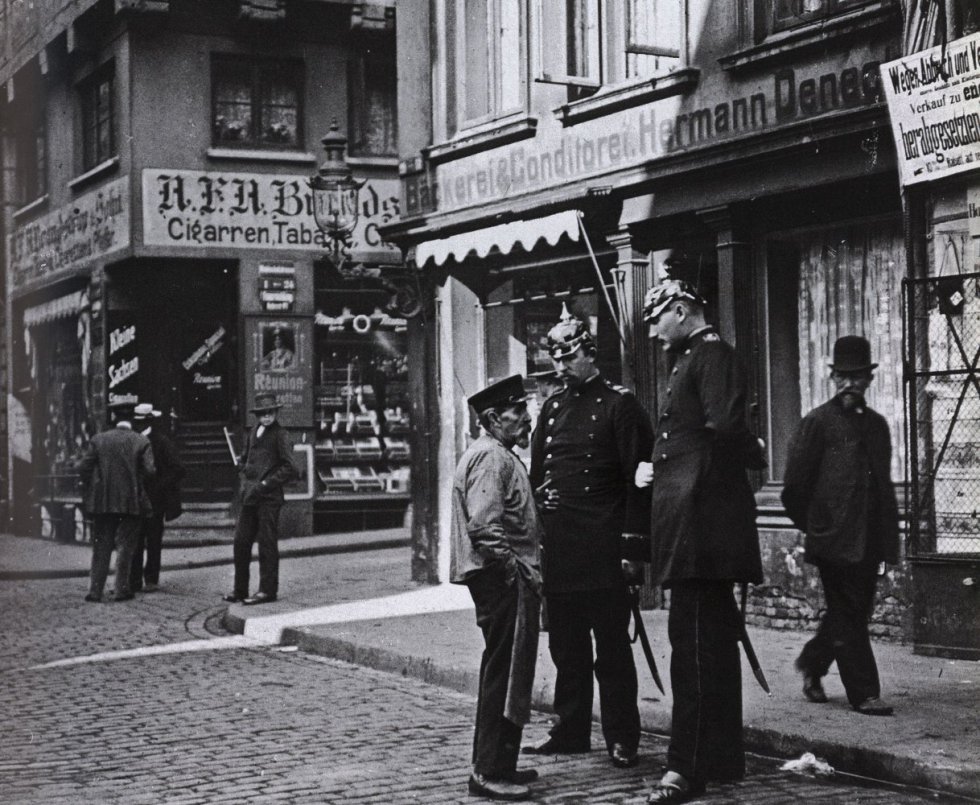
Willy Jacobs (rechts) mit einem Kollegen an der Niedernstraße 29 in Hamburg-Altstadt, um 1910

Nach der Machtergreifung der Nationalsozialisten wurden erst die KPD und dann die SPD verboten, auch der Langenhorner Bürgerverein von 1877 wurde aufgelöst. Mitglieder beider Parteien in Langenhorn bildeten Widerstandsgruppen und versuchten grundlegende Strukturen und Kontakte der Parteiorganisationen im Untergrund aufrechtzuerhalten. Bei der SPD waren Bruno Lauenroth, Paul Thormann und Carl Burmester die führenden Köpfe des Widerstandes. Louis Wiele gehörte ebenfalls mit zu der Widerstandsgruppe. Am 29. Januar 1935 wurde die Widerstandsgruppe, darunter der Schwiegervater Thormanns, der frühere Gewerkschaftssekretär Hermann Lohse, von der Gestapo enttarnt und verhaftet. Louis Wieles Sohn, Berthold Hans Martin Wiele, der in Winterhude wohnte, zeichnete und druckte als Stillleben getarnte Quittungsmarken für eingezahlte Parteibeiträge und wurde am 11. Oktober 1934 zum ersten Mal verhaftet. Carl Suhling, der das geheime Archiv der Hamburger KPD in seiner Wohnung in der Straße Wattkorn verwahrte, war 1933 der erste Verhaftete der KPD in Langenhorn, konnte aber durch eine rechtzeitige Warnung eines Langenhorner Polizisten, der insgeheim SPD-Mitglied war, das Archiv vorher verbrennen. Er kam ins KZ Fuhlsbüttel, wo er gefoltert und verhört wurde. Im August des Jahres wurde er wieder entlassen. Im Oktober 1934 begann eine Verhaftungswelle der Gestapo gegen Langenhorner Mitglieder der KPD, unter den Verhafteten waren Carl und dessen Frau Lucie Suhling. Insgesamt 73 Männer und Frauen kamen bei den Verhaftungswellen ins KZ Fuhlsbüttel. Dann erfolgten die Prozesse. Viele wurden zu langjährigen Gefängnisstrafen verurteilt. Über 40 kommunistischen, sozialdemokratischen und jüdischen Familien wurden die Wohnungen in der Fritz-Schumacher-Siedlung, die eine Hochburg des Widerstandes war, gekündigt und durch NSDAP-Parteimitglieder ersetzt. Der 202 cm große, kommunalpolitisch rege Willy Jacobs aus der Straße Im Häben 31 (jetzt Immenhöven), der 1933 als Verwaltungspolizist entlassen wurde und drei Monate Einzelhaft und Folter wegen letztendlich nicht bewiesener Vorbereitung zum Hochverrat im KZ Fuhlsbüttel hinter sich hatte, reichte für alle Gekündigten eine Klage ein, konnte aber die Kündigungen nur kurz verzögern. 2012 wurde ein Stolperstein für Carl Suhling vor dem Haus am Wattkorn 7 verlegt. Nach Bruno Lauenroth wurde 1982 der Bruno-Lauenroth-Weg in Langenhorn benannt, nach Berthold Hans Martin Wiele 1983 der Wieleweg in Langenhorn und nach Lucie Suhling 1985 der Lucie-Suhling-Weg in Neuallermöhe. Auf dem Ehrenfeld der Geschwister-Scholl-Stiftung, auf dem Friedhof Ohlsdorf befindet sich zudem ein Kissenstein, der an Carl und Lucie Suhling erinnert. Nach Willy Jacobs, der sich bei Kriegsende in Norwegen aufhielt und vom Polizeichef Bruno Georges zum Aufbau der Kriminalpolizei nach Hamburg geholt wurde, wurde 1986 der Willy-Jacobs-Weg in Langenhorn benannt. Ein Stolperstein in der Fritz-Schumacher-Allee 33 erinnert an Karl Koß, der mit anderen Jugendlichen der Siedlung eine Ortsgruppe der SAJ gründete, später der KPD beitrat, 1933 verhaftet und 1944 getötet wurde. Helmuth Warnke und sein Vater Max Warnke gehörten ebenfalls dem kommunistischen Widerstand in Langenhorn an und wurden zum ersten Mal am 28. März 1933 verhaftet. Helmuth Warnke berichtete 1983 in seinem Buch Der verratene Traum: Langenhorn. Das kurze Leben einer Hamburger Arbeitersiedlung darüber. Auch Carl und Agnes Gierck, sowie ihr beider Sohn Herbert gehörten dem kommunistischen Widerstand in Langenhorn an. Nach Agnes Gierck wurde 1997 der Agnes-Gierck-Weg in Langenhorn benannt. Auch an Carl und Agnes Gierck erinnert ein Kissenstein auf dem Ehrenfeld der Geschwister-Scholl-Stiftung.

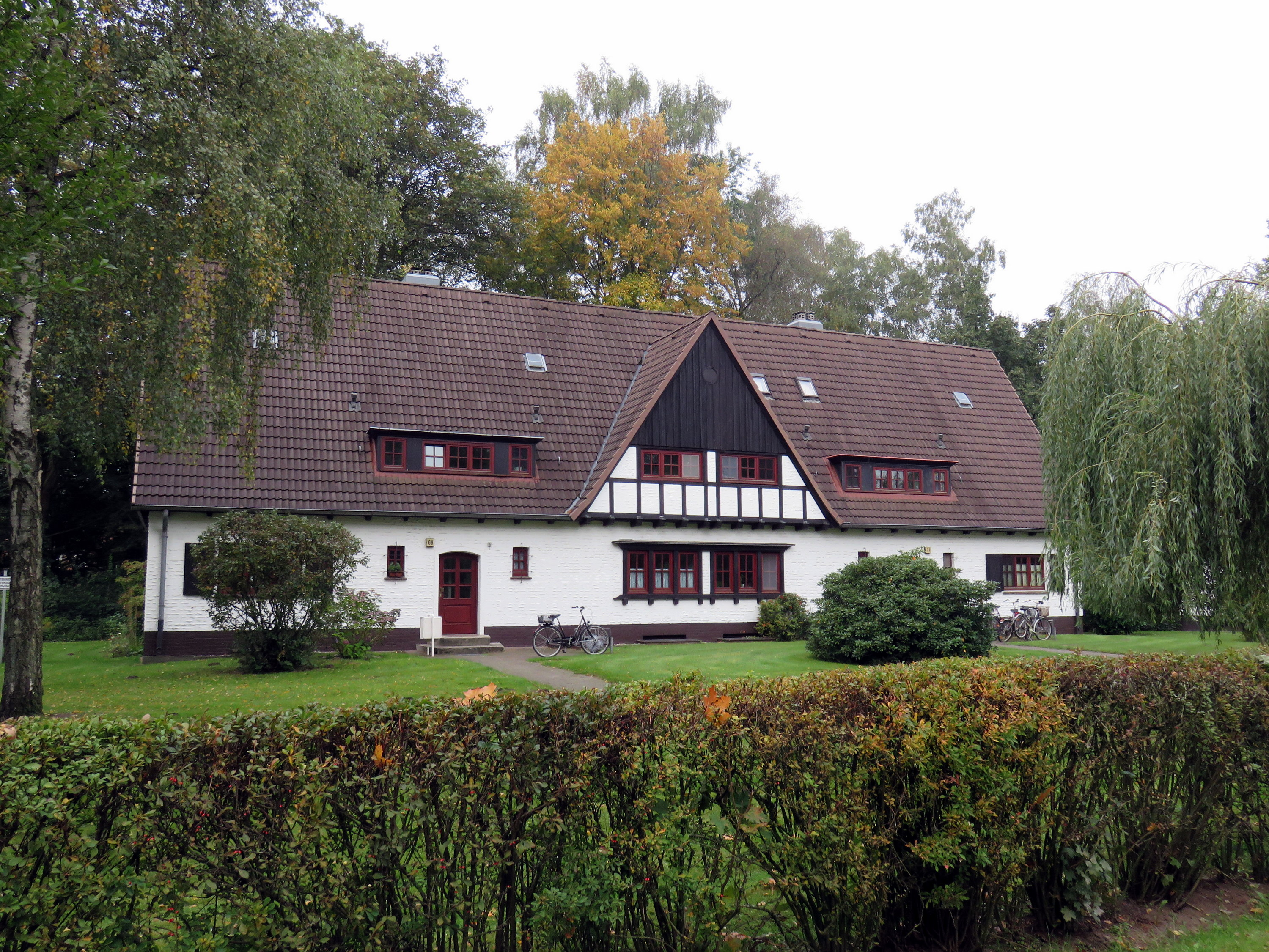
Ein Haus der Schwarzwald-Siedlung, Essener Straße, 2015

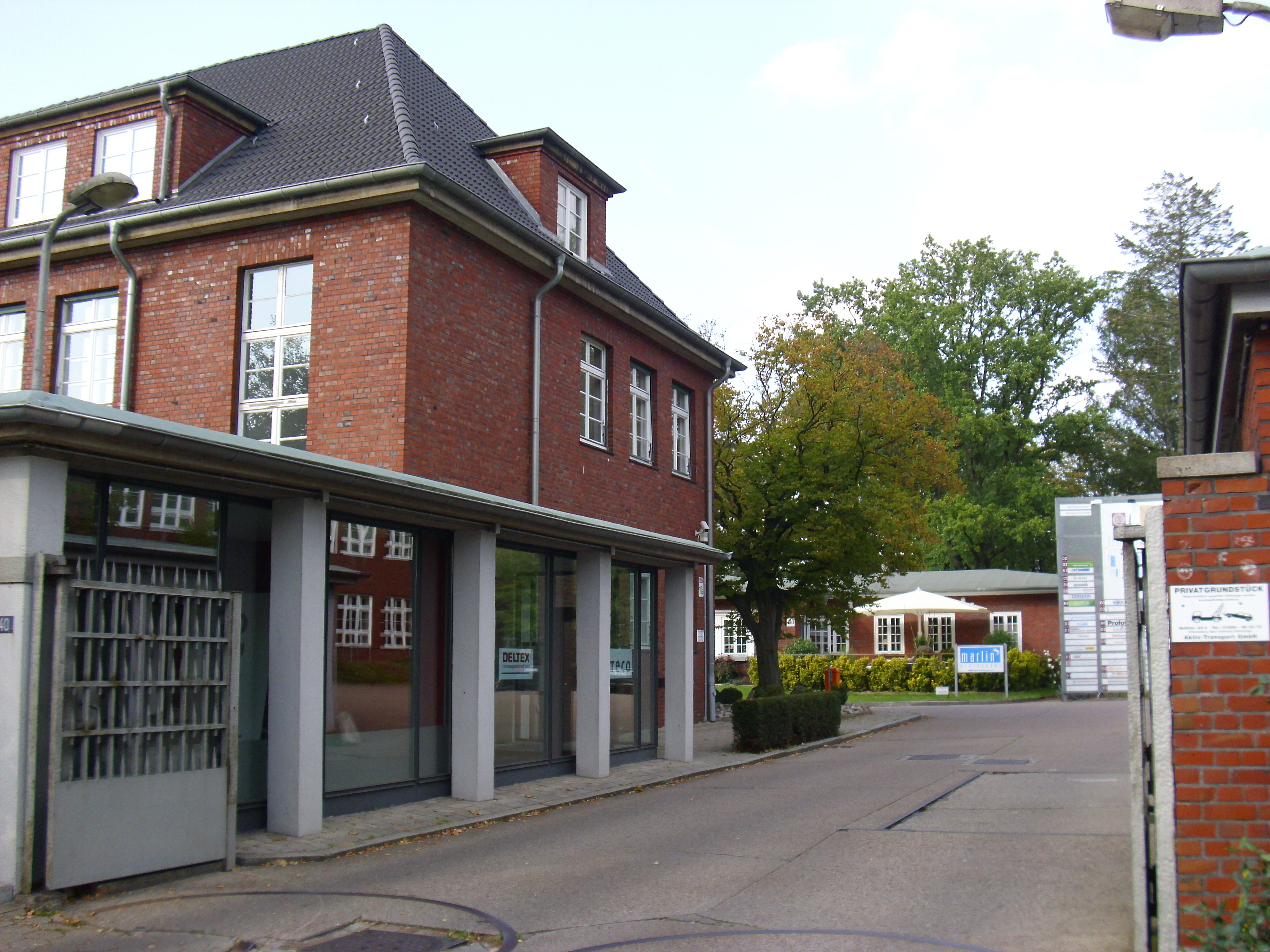
Einfahrt der ehemaligen Deutsche Messapparate GmbH, heute Valvo Park, an der Straße Tarpen 40, 2011

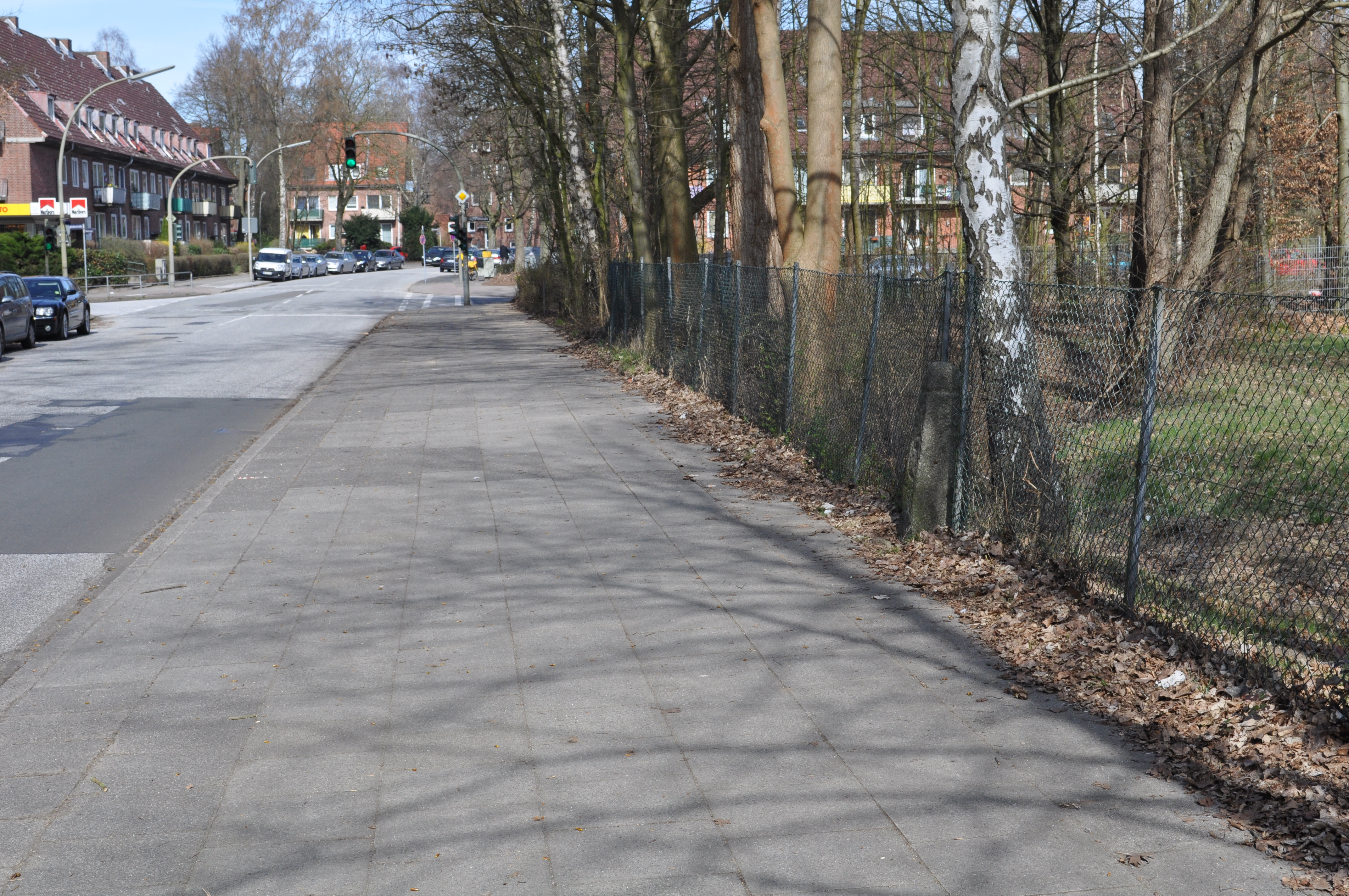
Grenzstein Nr. 4 an einem Zaun am Ohkamp in Fuhlsbüttel, 2012. Rechts vom Stein war und ist Hummelsbüttel, bis zum Stein ging Fuhlsbüttel und hinter dem Stein begann Langenhorner Gebiet.

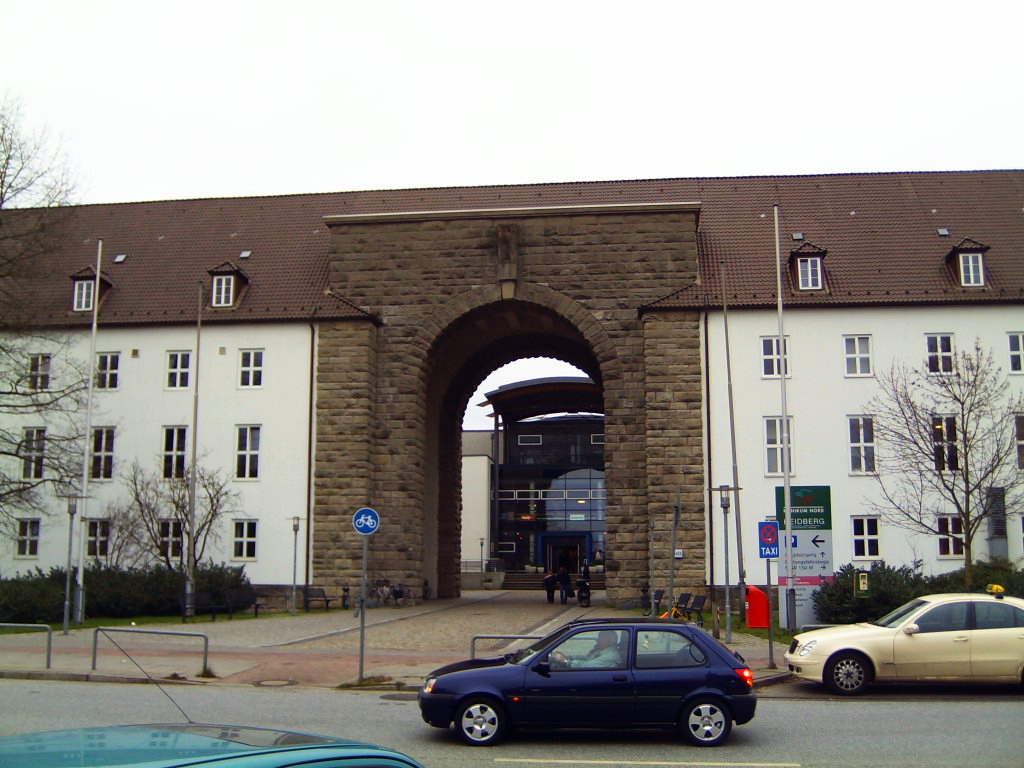
Haupteingang der ehemaligen SS-Kaserne, heute Asklepios Klinik Nord, Standort Heidberg, an der Tangstedter Landstraße 400, 2006

Vielleicht um sich und seine Partei in Langenhorn beliebter zu machen, wandte sich am 4. April 1934 diesmal der NSDAP-Ortsgruppenleiter an die Finanzverwaltung, denn bisherige Verhandlungen zwecks der Finanzierung eines neuen Freibades scheiterten vorher. Am 19. Mai erklärte sich die Finanzverwaltung mit dem Bau des Freibades einverstanden. 1934 wurde kurzzeitig der Bornbach wieder umgeleitet, damit man vorerst in der alten Badeanstalt baden konnte. Am 5. September 1934 wurde mit dem Bau auf dem Staatsgrundstück begonnen, aber es fehlte noch die Einwilligung der Siemers-Stiftung, die 1919 von Kurt Siemers, dem Sohn von Edmund Siemers gegründet wurde und der das angrenzende Grundstück gehörte, von dem ein Teil für die Badeanstalt benötigt wurde. Im Januar 1935 stimmte die Stiftung zu und am 1. Juni des Jahres wurde das Freibad an der Straße Hohe Liedt eröffnet, wo es sich noch heute befindet. Seit 1984 betreibt der Hamburger Turnerbund von 1862 das Bad.
1934 wurde die Süderschule zum zweiten Mal erweitert und erhielt ihre jetzige Größe. Ebenfalls 1934 wurde der Raakmoorgraben auf der Grenze zu Hummelsbüttel als eine vom Hamburger Senat initiierte Arbeitsbeschaffungsmaßnahme durch den Freiwilligen Arbeitsdienst ausgehoben. Der Raakmoorstausee wurde 1943 angelegt.
Auch in Langenhorn begannen die Nationalsozialisten mit dem systematischen Aufbau der Rüstungsindustrie. Da zu der Zeit noch die Bestimmungen des Versailler Friedensvertrages galten, die strenge Auflagen für die deutsche Rüstungsindustrie verlangten und diese überwacht wurde, wurde dabei nach dem Montan-Schema verschleiert vorgegangen. Verantwortlich für die Organisation der Rüstungsindustrie war die Verwertungsgesellschaft für Montanindustrie. Im Frühjahr 1935 begann man mit dem Bau der Hanseatischen Kettenwerke (HAK) am Weg 4, auch Karree Weg, der heutigen Essener Straße. Die Muttergesellschaft der Hanseatischen Kettenwerke war die Firma Pötz & Sand in Monheim am Rhein, die seit 1934 schon Granathülsen produzierte. Der zweite Rüstungsbetrieb, der am Weg 4 angesiedelt wurde, hieß Deutsche Messapparate GmbH (MESSAP) und war ein Tochterunternehmen der Schwarzwälder Uhrenfabrik Junghans aus Schramberg. Während die Hanseatischen Kettenwerke Geschosshülsen herstellte, stellte die Deutsche Messapparate GmbH Zündmechanismen her. Zusammengebaut wurden die Hülsen und die Zünder in Krümmel im Werk der Dynamit Nobel AG. Für den Aufbau der MESSAP wurde Fachpersonal aus dem Stammwerk nach Langenhorn geholt. Um es das Einleben in der Fremde zu erleichtern und ihnen ein Heimatgefühl zu vermitteln entstand am Weg 4 eine Werksiedlung im Schwarzwaldstil. Der Architekt war Paul Alfred Richter, die Planung jedoch betrieb das Schwarzwälder Uhrenwerk. Das Aussehen der Siedlung deutet auf keine Werkssiedlung hin, wie auch die für verdiente Mitarbeiter 1936 erstellte sechs Häuser an der Langenhorner Chaussee, gegenüber der Anstalt Ochsenzoll und die mit Reetdächern versehen wurden, um eine bäuerliche Siedlung vorzutäuschen. Die Schwarzwald-Siedlung und fünf der sechs Häuser sind noch erhalten, zwei davon haben noch ein Reetdach. Im Verlauf des Kriegs hatten die steigende Nachfrage nach den Munition und die steigenden Einberufungen deutscher Facharbeiter zur Folge, dass zur Zwangsarbeit Verschleppte aus den eroberten Gebieten, aber auch Strafgefangene aus dem KZ Fuhlsbüttel an der Essener Straße Geschosshülsen und Zünder fertigen mussten. Ab 1942 befand sich das Ostarbeiterlager Tannenkoppel auf dem Areal und ab September 1944 zusätzlich ein Frauenlager, das KZ-Außenlager Hamburg-Langenhorn, ein Außenlager des KZ Neuengamme. Am 3. oder 4. April 1945 wurde das Außenlager aufgelöst und die meisten weiblichen Häftlinge in das KZ Bergen-Belsen und einige in das KZ-Außenlager Hamburg-Sasel deportiert. Am 20. April 1945 trafen noch völlig geschwächte, weibliche Häftlinge aus dem KZ-Außenlager Helmstedt-Beendorf in das geräumte Langenhorner Außenlager ein, die eine Odyssee hinter sich hatten. Neun Frauen verstarben davon in Langenhorn. Am 3. Mai wurden die Frauen in das KZ-Außenlager Hamburg-Eidelstedt überstellt, wo die Überlebenden kurz darauf von britischen Soldaten befreit wurden. Die Säuglinge von Ostarbeiterinnen des Ostarbeiterlagers Tannenkoppel galten als überflüssige und störende Anhängsel. Ihnen wurde bis zur Befreiung oder Auflösung des Lagers weder ausreichend Nahrung noch medizinische Hilfe zugestanden. Die meisten der verstorbenen 44 Säuglinge wurden nur wenige Monate alt, sie verstarben unter den menschenunwürdigen Bedingungen im Lager oder im Krankenhaus Ochsenzoll. Anfang September übernahmen britische Streitkräfte die Kettenwerke und die MESSAP und nutzten das Gelände für die Wartung und Instandhaltung ihres Fahrzeugparks. Später zogen die britischen Streitkräfte ab. Die Werksanlagen der MESSAP wurden dann einige Jahre von der Royal Air Force und später von dem Philips-Tochterunternehmen Valvo genutzt.
Am 1. April 1938 wurde im Rahmen des Groß-Hamburg-Gesetzes die Grenze zu Fuhlsbüttel nach Norden verlegt, sodass das Flughafengelände, das teilweise auf Langenhorner Gebiet lag, nun nur noch zu Fuhlsbüttel gehörte. Vorher verlief die Grenze etwa kurz vor der Straße Kurveneck, von Langenhorn aus gesehen. Die Langenhorner Chaussee 17 gehörte noch zu Langenhorn. Von dort verlief die Grenze bis zum Grenzstein Nr. 4, der an der Straße Ohrkamp steht, nahe der Kreuzung zur Flughafenstraße, an der der Ohkamp zur Moorreye wird. Der neue Grenzverlauf war nun am heutigen Raakmoorgraben, der parallel zur Flughafenstraße verläuft. Langenhorn wurde dadurch wieder ein Stück kleiner. Von der Langenhorner Chaussee, die Langenhorn durchquert, gehörten von nun an 545 Meter zu Fuhlsbüttel. Der ehemalige Langenhorner U-Bahnhof Langenhorn-Süd, der 1934 in Flughafen umbenannt wurde, gehörte nun zu Fuhlsbüttel und heißt, nachdem er 1954 in Flughafenstraße umbenannt wurde, seit 1984 Fuhlsbüttel-Nord. Der Raakmoorgraben verläuft unterirdisch direkt vor dem Eingang des Bahnhofs, dicht an dem Gebäude vorbei. Auch die Grenze zu Niendorf wurde geringfügig geändert. Im August 1937 fand ein Gebietsaustausch zur Grenzberichtigung zwischen Preußen und Hamburg statt. Langenhorn erhielt von der zur preußischen Provinz Schleswig-Holstein gehörigen Gemarkung Garstedt-Friedrichsgabe 41.172 m² Land und musste an dieser, an anderen Stellen, 15.426 m² abgeben. Langenhorn wurde dadurch um 25.746 m² größer.
1937 kaufte das Deutsche Reich von der Siemers-Stiftung 44.000 m² Weideland nördlich der Fritz-Schumacher-Siedlung an der Tangstedter Landstraße, um dort eine SS-Kaserne zu bauen. Das Material für den Bau kam nur mit Verzögerungen auf der Baustelle an. Immer wieder hatte SS-Standartenführer Karl Maria Demelhuber den schleppenden Bau der Kaserne beklagt. Adolf Hitler sorgte bei einem seiner Besuche in Hamburg höchstpersönlich dafür, dass der Bau der SS-Kaserne in Langenhorn vorankam. Im Juli 1938 standen genügend Geld und Baumaterial zur Verfügung. Stationiert wurden dort der Regimentsstab und das 1. Bataillon der SS-Standarte 2 Germania, das an den deutschen Einmärschen in Österreich und der Tschechoslowakei 1938 und 1939 teilnahm. Am 19. Juli 1941 reisten die ersten 800 dänischen Freiwilligen von Kopenhagen nach Hamburg. Bei ihrer Ankunft befanden sich bereits etwa 100 dänische SS-Männer in Hamburg, die dem Freikorps aus anderen Einheiten der Waffen-SS zugeführt wurden. In der SS-Kaserne Hamburg-Langenhorn wurden die Freiwilligen von einem Militärorchester und einer Ehrenkompanie empfangen. Neben Vertretern der Waffen-SS, der NSDAP und der Wehrmacht, war auch der dänische Generalkonsul anwesend. In Langenhorn wurde das Frikorps Danmark formiert, vereidigt und ausgebildet. Der Kommandeur des Frikorps Danmark in Langenhorn war Christian Peter Kryssing. Am 5. August wurde in der Kaserne der Fahneneid geleistet. Wieder war der dänische Generalkonsul anwesend, zudem Vertreter der Wehrmacht und der Polizei, sowie der SS-Gruppenführer Hans Jüttner, der Chef des SS-Führungshauptamtes. Nachdem Christian Peter Kryssing eine kurze Rede hielt, legten die Freiwilligen folgenden Eid in dänischer Sprache ab: „Ich schwöre vor Gott den heiligen Eid, dass ich im Kampf gegen den Bolschewismus dem obersten Befehlshaber der deutschen Wehrmacht, Adolf Hitler, unbedingten Gehorsam leiste und als tapferer Soldat bereit bin, zu jeder Zeit mein Leben für diesen Eid zu geben.“ Nach dem Eid hielt Hans Jüttner eine Rede, in der er betonte, dass der Krieg, in dem das Freikorps eingesetzt werden würde, der „Kampf der germanischen Rasse gegen Untermenschen und Juden“ sei. Nach dem 19. Juli stießen nach und nach neue dänische Freiwillige hinzu, so zum Beispiel 300 Mann am 10. August, was die einheitliche Ausbildung erschwerte. Am 13. September 1941 wurde die SS-Brigade Danmark in die Kaserne Treskau (Owińska) nördlich von Posen verlegt, wo die Übungsbedingungen besser waren. Auch stationiert waren in der Langenhorner Kaserne das SS-Panzer-Grenadier-Ausbildungs-Bataillon 18 und das SS-Wehrgeologen-Ersatzbataillon unter Rolf Höhne. Zudem wurde in der Fritz-Schumacher-Schule eine Zeit lang ein estnisches und lettisches SS-Ersatzbataillon einquartiert. Nach dem Krieg wurde 1945 der Reichsadler mit dem Hakenkreuz über der Toreinfahrt größtenteils entfernt, auch der Fahnenmast auf dem Dach, über dem Tor, verschwand. Im Spätsommer 1945 zog ein Trupp von Langenhorner Bürgern, mit dem Gesundheitssenator Friedrich Dettmann, des von den britischen Besatzern eingesetzten Senats, sowie dessen späteren Nachfolger Walter Schmedemann an der Spitze, die Tangstedter Landstraße hoch zur Kaserne. Mit Reinigungsgeräten und Reinigungsutensilien bewaffnet nahmen sie die Kaserne in Besitz und funktionierten sie zu einem Krankenhaus um. Mit bei den Umbauarbeiten dabei war der erste Ärztliche Direktor des Heidberg-Krankenhauses Franz Beckermann. Das damalige Allgemeine Krankenhaus Heidberg ist heute Teil der Asklepios Klinik Nord. Nach Walter Schmedemann wurde 1980 die Walter-Schmedemann-Straße und nach Franz Beckermann 1981 der Beckermannweg in Langenhorn benannt.
Ab 1940 wurden von der Anstalt Ochsenzoll, die in der Zeit unter anderem als Sammelstelle diente, 4097 zwangsterilisierte Patienten mit psychischen Erkrankungen und geistigen Behinderungen im Rahmen des nationalsozialistischen Euthanasieprogramms in Tötungs- und Verwahranstalten deportiert. 3755 von ihnen, darunter viele jüdische Frauen und Männer, fanden dabei den Tod. Bei medizinischen Versuchen im Rahmen der Kinder-Euthanasie in der Kinderfachabteilung der Anstalt unter Friedrich Knigge wurden 23 Kinder getötet. Am 25. Oktober 2017 wurden vor dem Verwaltungsgebäude an der Henny-Schütz-Allee Stolpersteine verlegt, die an die Kinder erinnern.

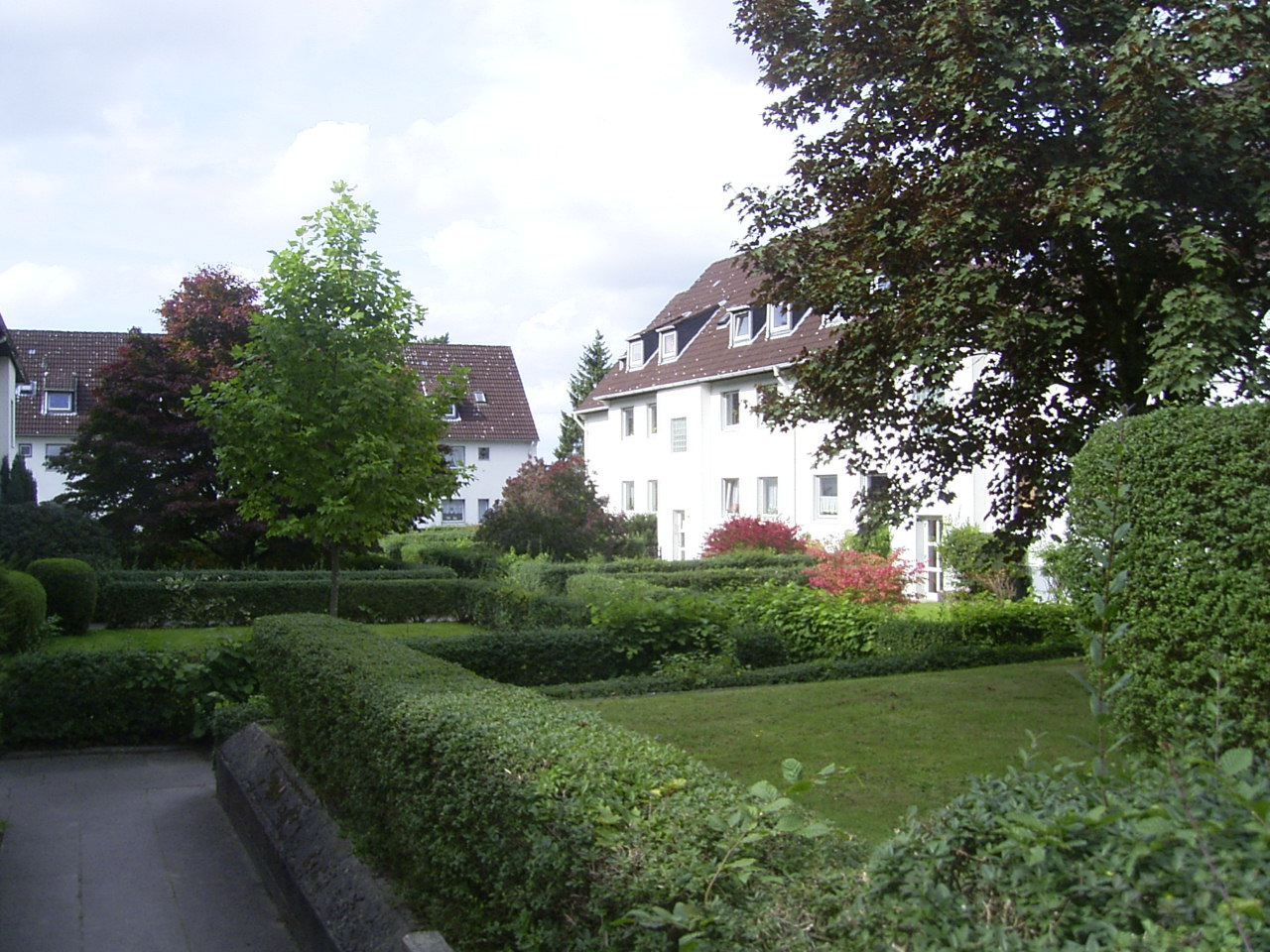
Häuser der Wulffschen Siedlung, 2008

1942 wurde östlich der Langenhorner Chaussee und südlich des Foorthkamps die Wulffsche Siedlung im Kern erbaut. Sie war eines der wenigen Wohnungsbauvorhaben, die während des Zweiten Weltkriegs realisiert worden sind. 1952 entstand der Rest der Siedlung, die nach der Langenhorner Bauernfamilie Wulff benannt wurde.
Ungefähr 1943 wurde auf Anordnung des Reichsstatthalters Karl Kaufmann die Gemeindeverwaltung dezentralisiert und Langenhorn wurde ab nun vom Bezirk Fuhlsbüttel mit verwaltet.
Trotz der SS-Kaserne, der Rüstungsbetriebe am Weg 4 und der Nähe zum Flughafen blieb Langenhorn im Krieg fast unbeschadet. 1941 wurde die Ansgarkirche von Bomben getroffen. Anfang Januar 1942 sprengten zwei, wahrscheinlich dem Güterbahnhof Ochsenzoll zugedachten Sprengbomben ein Haus am heutigen Stockflethweg und rissen einem weiteren eine Giebelwand weg. Im selben Jahr erwischte es eine Scheune des Langenhorner Fuhrunternehmers Gustav Lorentzen gegenüber der Ansgarkirche.
In einer Nacht im Juli 1943 zerstörte nach einem Luftangriff ein großes Feuer das Altersheim am Höpen, das nach dem Krieg wieder instand gesetzt wurde. Zudem gab es einige Brände in der anliegenden Siedlung Siemershöh. Ein Haus an der Ecke Dobenstück und Willersweg wurde von einer Phosphorbombe getroffen und brannte unlöschbar ab. In der Nacht zum 31. Juli 1943, im Rahmen der Operation Gomorrha, fegte die Druckwelle einer Bombenexplosion im Bereich des heutigen Oehleckerrings das Dach von einem gegenüberliegenden Haus an der Ecke Langenhorner Chaussee und Suckweg weg.
Ein größerer Schaden entstand in der Fritz-Schumacher-Siedlung 1944. Vor dem Haus Tangstedter Landstraße 191 detonierte eine Luftmine, zudem fielen einige Brandbomben auf den Block, sodass zudem noch Feuer ausbrach. Die Bewohner der umliegenden Häuser kamen aus ihren Kellern, um zu helfen. Die heutige Sandkiste auf dem Spielplatz Immenhöven war damals ein Löschwasserbecken. Schnell bildete sich eine Eimerkette. Einige Leute wurden aus den Kellerfenstern der betroffenen Häuser gezogen und gerettet. Die Luftmine hatte auch in den Gärten Obstbäume aus der Erde gerissen, ein großer Apfelbaum war in die Luft geschleudert worden und mit der Krone nach unten gelandet, sodass die Wurzeln in die Luft ragten. Zerstört wurden insgesamt dreizehn Wohnungen in der Tangstedter Landstraße 183 bis 199. Niemand kam dabei ums Leben, bis auf ein paar Hühner und Kaninchen, die zerfetzt im Baum hingen. Die Häuser wurden später im Originalstil wieder aufgebaut. Zwei Blocks weiter hat sich in einem Hochbau der Siedlung ein großer Granatsplitter eines Flak-Geschosses ins Dachgebälk gebohrt, aber bis auf ein paar Dachziegel wurde nichts zerstört.
Einmal stürzte am Tag ein britischer Kampfjäger ab, etwa dort wo heute das Wasserwerk am Tweeltenbek 12 ist. Das Flugzeug versank vollständig im Moor. Ca. 1944 stürzte in einer Nacht Ecke Fibigerstraße und Kiwittsmoor ein englisches Flugzeug ab. Am nächsten Tag fand man dort zwei tote Besatzungsmitglieder der Maschine. Ein anderes Mal fielen Stabbrandbomben in der Gegend um die Straße Jägerflag herum, richteten aber keinen Schaden an. Anschließend entsorgten Soldaten der SS-Kaserne die in den Feldern und Wiesen steckende Stabbrandbomben. Im Sommer 1944 wurde ein englisches Flugzeug mit kanadischer Besatzung von einer Messerschmitt Me 262 über Langenhorn abgeschossen. Die Besatzung, etwa acht oder neun Mann, sprang mit Fallschirmen ab. Mindestens zwei Besatzungsmitglieder davon starben und mindestens einer war verletzt. Die Flugzeugteile landeten alle beim Holitzberg gegenüber der SS-Kaserne. Bei einem darauffolgenden Beschuss durch englische Flugzeuge starb ein SS-Mann.

#### Britische Besatzungszeit
In den Jahren 1947 und 1948 wurden die beiden Start- und Landebahnen des Flughafens gebaut. Das Flughafengelände rechts und links der Landebahn II (heute 15/33) lag teilweise auf Niendorfer und teilweise auf Langenhorner Gebiet. Der Grenzbach, die Tarpenbek wurde auf einer Länge von zwei Kilometern 500 Meter nach Westen verlegt, die Dänenbrücke lag nun trocken auf Flughafengelände. Das Gebiet gehörte nun aus Verwaltungsgründen zu Fuhlsbüttel. Langenhorn war dadurch wieder kleiner geworden und war nun bis auf ein kleines Stück von Niendorf getrennt. Dafür bekam es immer mehr Fluglärm durch beide Start- und Landebahnen, denn die Einflugschneise der Landebahn I (heute 05/23) befindet sich über Langenhorn.
Da die Trinkwasserversorgung in der nördlichen Region Hamburgs, inklusive Langenhorn, aufgrund der Höhenlage und der Entfernung zum Hauptpumpwerk Rothenburgsort nicht mehr ausreichend bewältigt werden konnte, begann die Hamburger Wasserwerke GmbH 1948 mit dem Brunnenbau in Langenhorn.

#### Bundesrepublik Deutschland
Im Jahre 1951 wurde nördlich des Heidberg-Krankenhauses eine neue Wohnsiedlung errichtet. In den folgenden zwei Jahrzehnten wurden im Stadtteil über zwölftausend Wohnungen fertiggestellt. Nach dem 1948 begonnenen Brunnenbau wurde im Januar 1952 das zugehörige Grundwasserwerk Langenhorn in der Straße Tweeltenbek 12 in Betrieb genommen, dessen Speichervolumen 1963 und 1975 erweitert wurde. Seit dem 1. April 2000 ist für das Einzugsgebiet der Brunnen des Wasserwerkes das Wasserschutzgebiet Langenhorn/Glashütte von rund 10,8 Quadratkilometern ausgewiesen, das bis nach Schleswig-Holstein reicht. Ebenfalls 1952, am 13. November wurde der Langenhorner Heimatverein e. V. gegründet, dessen Namen im Januar 1976 in Langenhorner Bürger- und Heimatverein e. V. umgeändert wurde.
Von 1953 bis 1967 gab es am U-Bahnhof Ochsenzoll die Umsteigemöglichkeit in die Alsternordbahn, deren südliche Teiltrasse in die nördliche Teiltrasse der U-Bahn von 1969 bis 1996 in mehreren Bauabschnitten nach und durch Norderstedt umgewandelt wurde. 1959 wurde zwischen den Haltestellen Ochsenzoll und Langenhorn-Nord mit dem Bau des U-Bahnhofes Kiwittsmoor begonnen, der 1960 eröffnet wurde. 1954 wurden die Straßen Langenhorner Straße-West  und Langenhorner Straße-Ost in Hamburg-Poppenbüttel nach Langenhorn benannt.
1959 bebaute die Siemersstiftung ein Grundstück von 20 Hektar an der Tangstedter Landstraße gegenüber dem Heidberg Krankenhaus. Es entstanden 200 Eigenheime, 380 Wohnungen, 180 Garagen, eine Tankstelle, ein Ladenzentrum, ein Altenheim, ein Kindertagesheim, eine Bücherei und mehrere Spielplätze. Anlässlich der Errichtung des 150. Eigenheimes erfolgte ein Richtfest, bei dem der damalige Bausenator Paul Nevermann die Richtfestrede führte. Die Straße Holitzberg entstand ebenfalls in der Zeit. 1959 erfolgte auch die Grundsteinlegung des achtstöckigen Hochhauses am Holitzberg. Die Rede hierfür führte der damalige Ortsamtleiter Wilhelm Schade.

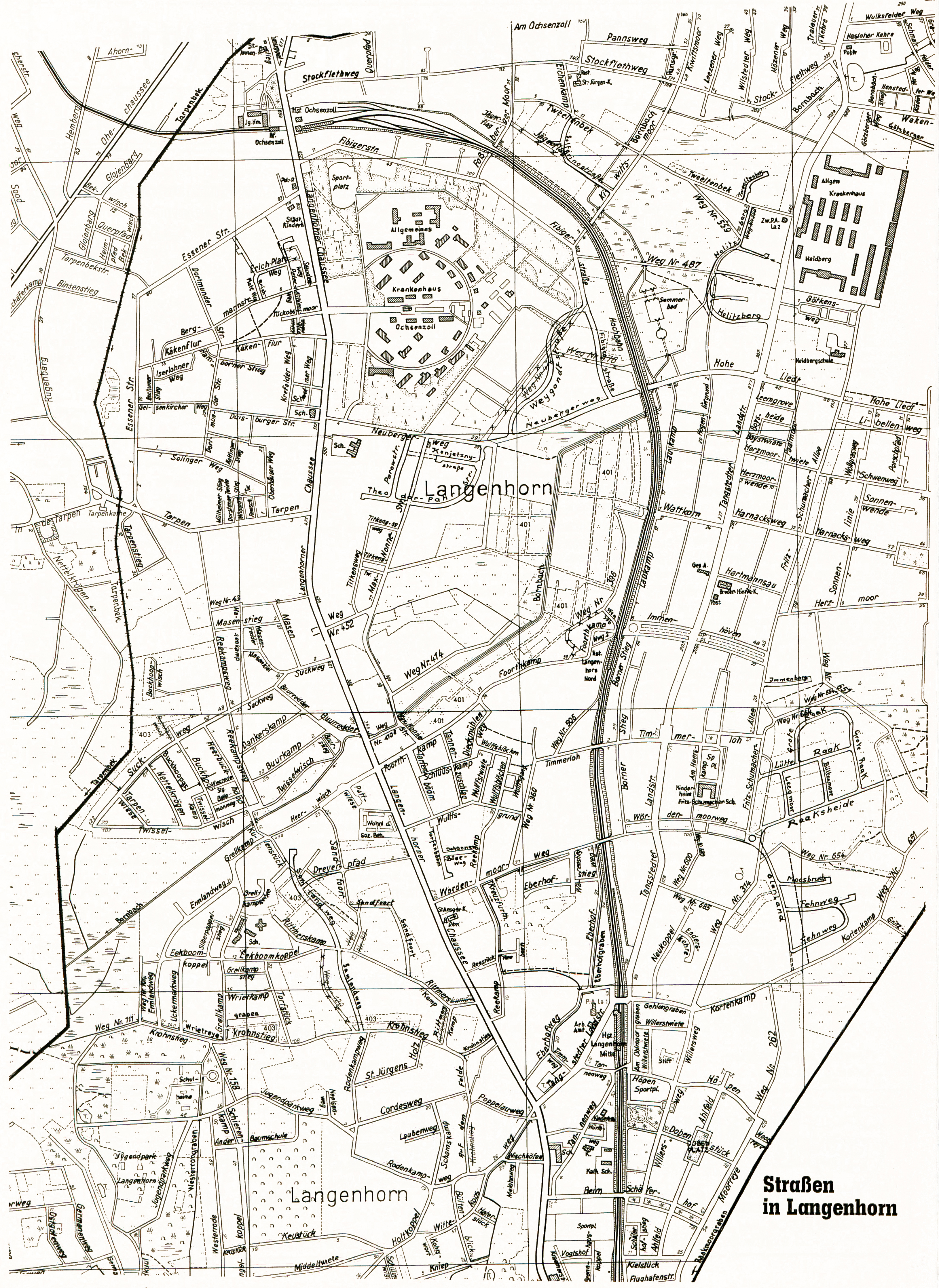
Langenhorner Straßenkarte von 1961 (vor dem Ausbau des Krohnstiegs und der Verlängerung der Landebahn II)

Am 25. August 1959 beschloss der Senat mit Zustimmung von Schleswig-Holstein, die Landebahn II bis über die Landesgrenze hinaus zu verlängern. Die Tarpenbek wurde unter der Landebahn verrohrt. 1964 waren die beschlossenen Arbeiten beendet, und Langenhorn, das nochmals kleiner geworden war, war nun gänzlich von Niendorf getrennt. Der neu gebaute, 1965 eingeweihte Krohnstiegtunnel unter der Landebahn verband nun beide Stadtteile, liegt aber auf Fuhlsbütteler Gebiet.
Am 30. Oktober 1959 wurde die Müllschütte im Diekmoor, nördlich des U-Bahnhofes Langenhorn-Nord stillgelegt und anschließend mit Boden überdeckt. Der überdeckte ehemalige Müllhügel am Bornbach, am Ende des heutigen Kleingartengeländes des Kleingartenverein 457 „Am Weinberg“, hinterm Kleingartenverein Diekmoor e. V. „401“, dient seitdem im Winter Langenhorner Kindern als Rodelhügel. Er ist der beliebteste Rodelhügel in Langenhorn und wird im Volksmund neben Müllberg auch Aschberg oder Weinberg genannt. Der Höhenunterschied vom Ende der Rodelbahn und der höchsten Stelle des Hügels beträgt etwa sieben Meter.
Am 29. Dezember 1960 wurde das Haus der Jugend Eberhofstieg eröffnet. Dessen erste Heimleiterin war Paula Mollenhauer, Bronzemedaille-Gewinnerin bei den Olympischen Spielen 1936 im Diskuswurf. Am 6. Oktober 1964 folgte das Haus der Jugend Kiwittsmoor mit seiner Eröffnung. 1961 wurde der Krohnstieg ausgebaut mit einem Fußgängertunnel darunter, am U-Bahnhof Langenhorn-Mitte (heute Langenhorn Markt). Ein Bauernhof, der Jonas-Hof wurde deswegen abgerissen. 1964 oder 1965 wurde die Norderschule, die sich seit 1962 als Neubau am Neubergerweg, Ecke Langenhorner Chaussee befand nach dem Neubergerweg benannt. Am 26. November 1964 erfolgte die Grundsteinlegung der Siedlung Siebeneichen durch John Dunlop, ehemaliger Generalkonsul Großbritanniens und davor Militärgouverneur in Hamburg und späterer Bürgermeister der Stadt Sevenoaks (Siebeneichen). Sevenoaks übernahm die Patenschaft der Siedlung und schenkte der Siedlung 1968 sieben Eichen. Ehrengäste bei den Pflanzungen waren die Schwester Miss J. Dunlop und die Stadträtin von Sevenoaks Miss G. E. Parrot. Die Häuser der Siedlung befinden sich an den Straßen Krohnstieg, Wrangelkoppel, Siebeneichen und Schierenkamp.
Am 13. April 1965 wurde das Einkaufszentrum Langenhorner Markt, im selben Jahr auch der dortige Wochenmarkt eröffnet. Neun Jahre später, im Oktober 1974 wurde das neugebaute Karstadt-Warenhaus eröffnet, an der Stelle, wo einst der Jonas-Hof stand. Bis 2005 hielt sich Karstadt an dem Standort und wurde dann mit 72 weiteren Karstadt-Filialen an Dawnay Day verkauft, die mit der Filiale dann Filialen der neugegründeten Hertie GmbH wurden, aber noch bis zum 1. März 2007 den Namen Karstadt trugen. Am 1. Mai wurde dann das Langenhorner Karstadt namentlich zu Hertie, doch auch die Hertie GmbH ging pleite und das Gebäude wurde am 3. April 2009 an Kaufland verkauft. Kaufland investierte einen mehrstelligen Millionenbetrag für bauliche Umänderungen und eröffnete die Filiale am 24. Februar 2011.
Am 31. Juli 1970 gegen 23 Uhr verließ die 21 Jahre alte Langenhornerin Angela Börner den U-Bahnhof Langenhorn-Markt und ging den parallel zu den Gleisen verlaufenden Weg entlang Richtung Höpen, wo der Serienmörder Hans-Jürgen Schröder (* 1946) aus Henstedt-Ulzburg ihr im Park auflauerte. Nachdem er sie erwürgte, verging er sich an ihrer Leiche. Erst am 4. September 1970 entdeckte man die skelettierte Leiche im Gehölz. Der Mord und vier weitere Morde wurden erst 2011 aufgeklärt, als man durch DNA-Tests auf den Täter stieß.
Im Tausch gegen den Schröderstift in Hamburg-Rotherbaum erhielt Johann Heinrich Schröder's mildthätige Stiftung von der Hansestadt Hamburg ein Grundstück am Kiwittsmoor und 11 Millionen D-Mark für die dortigen Neubauten des Schröderstifts. 1971 konnte die Schrödersche Stiftung nach Langenhorn ziehen.
1972 wurden für die Folge Nachtfrost der Fernsehreihe Tatort Szenen im und vor dem Heidberg Krankenhaus gedreht, das aber in der Folge ein Krankenhaus in Kiel darstellte.
Am 14. Juni 1980 erfolgte die Grundsteinlegung an der Dortmunder Straße für die Siedlung Essener Straße durch Hans Apel.
Anfang der 1980er Jahre war Langenhorn eine der Hochburgen der Hamburger Punkszene. Mit Slime und Razzia stammten zwei der bekanntesten deutschen Punkbands von dort. Etwas weniger bekannt war die Band SS Ultrabrutal, die 1981 gegründet wurde und auch von dort war. In den 1990ern ließ die Langenhorner Punkband AAK von sich hören.

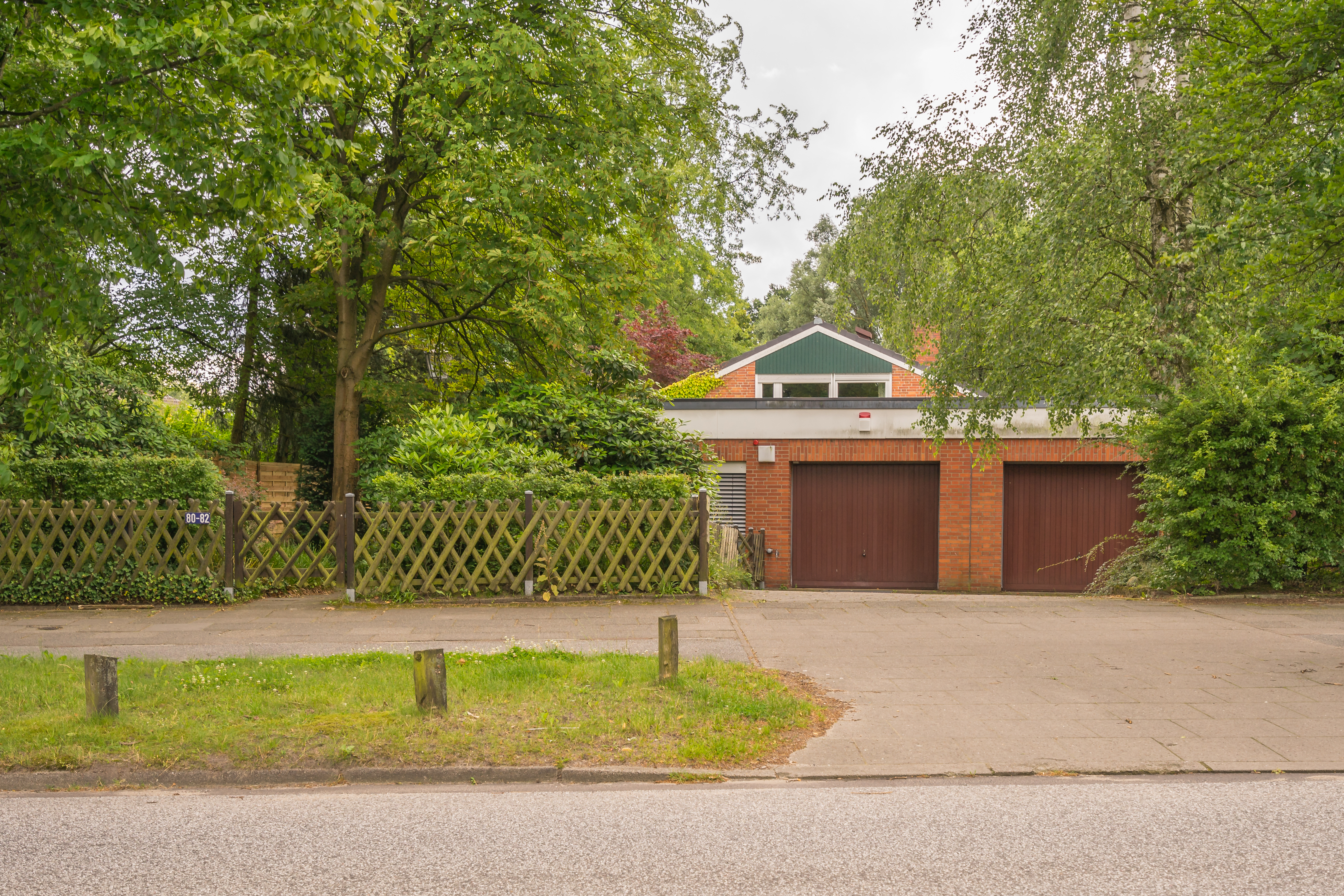
Wohnhaus Schmidt in Langenhorn, Ansicht von der Straße

Am 3. März 1984, am 65. Geburtstag von Loki Schmidt wurden Loki und Helmut Schmidt feierlich in der Aula der Krohnstiegschule zu Ehrenmitgliedern des Langenhorner Bürger- und Heimatvereins ernannt. Seit 1985 traf sich die Freitagsgesellschaft während der Wintersemester jeden zweiten Freitag im Monat zu einem Vortragsabend bei Helmut Schmidt im Neuberger Weg 80–82. Ende des Wintersemesters 2014/2015 wurde die Freitagsgesellschaft aufgelöst. Das Haus gehört jetzt der Helmut und Loki Schmidt-Stiftung.
Am 24. Juli 1985 wurde der 29-jährige türkische Maurer Mehmet Kaymakçı in der Straße Hohe Liedt von den drei 20-jährigen Neonazis Frank-Uwe P., Mario B. und Bernd M. erschlagen. Vorausgegangen ist ein Streit über Politik in der Gaststätte Bei Ronnie in der Fibigerstraße 265. Als Mehmet Kaymakçı nachts die Kneipe verließ, folgten ihm die drei Naziskins bis in die Straße Hohe Liedt. Dort schlugen und traten sie auf ihn ein, bis er bewusstlos war. Anschließend zogen sie ihn hinter ein Gebüsch am Rand des Kiwittsmoorparks. Dort zertrümmerte Frank-Uwe P. dem bewusstlosen Mehmet Kaymakçı mit einem zentnerschweren Betonstück den Schädel. Die Strafkammer des Landgerichts Hamburg unter Richter Walter Reimers verurteilte 1986 zwei der Täter zu acht und einen zu sieben Jahren Haft. Dieser Fall und der nachfolgende Hamburger Fall des Ramazan Avcı wurde in den Medien oft zusammen genannt. Beide Opfer waren nicht die ersten Todesopfer rechtsextremer Gewalt in der Bundesrepublik Deutschland. Am 17. Januar 2019 beschloss die Bezirksversammlung Hamburg-Nord an der Straße Hohe Liedt eine Gedenktafel aufstellen zu lassen.
In der Nacht vom 1. zum 2. September 1985 zerstörte ein Bombenanschlag bei der SCS Scientific Control Systems GmbH im Öhleckerring 40 einen Teil des Inventars. In einem Schreiben bekannte sich eine Gruppe der linksextremistischen Terrorgruppe Revolutionäre Zellen (RZ) zu der Tat. Begründet wurde der Anschlag in dem Bekennerschreiben mit einer „radikalen, praktischen Kritik der totalen Organisation der Gesellschaft durch big business und seine allgegenwärtige Technik“. Die SCS befand sich zu diesem Zeitpunkt im Besitz der Deutschen BP, Hamburg. Einen Schwerpunkt der Hamburger SCS-Aktivitäten bildete der Rüstungssektor. Die SCS entwickelte computergestützte Systeme, wie zum Beispiel elektronische Kampfführungssysteme (Fregatten der Bremen-Klasse), Führungsinformationssysteme (Heros für das Heer, Eifel 2 für die Luftwaffe), Systeme zur automatischen Luft- und Seeraumüberwachung und Systeme für Waffeneinsatz und Waffensteuerung.

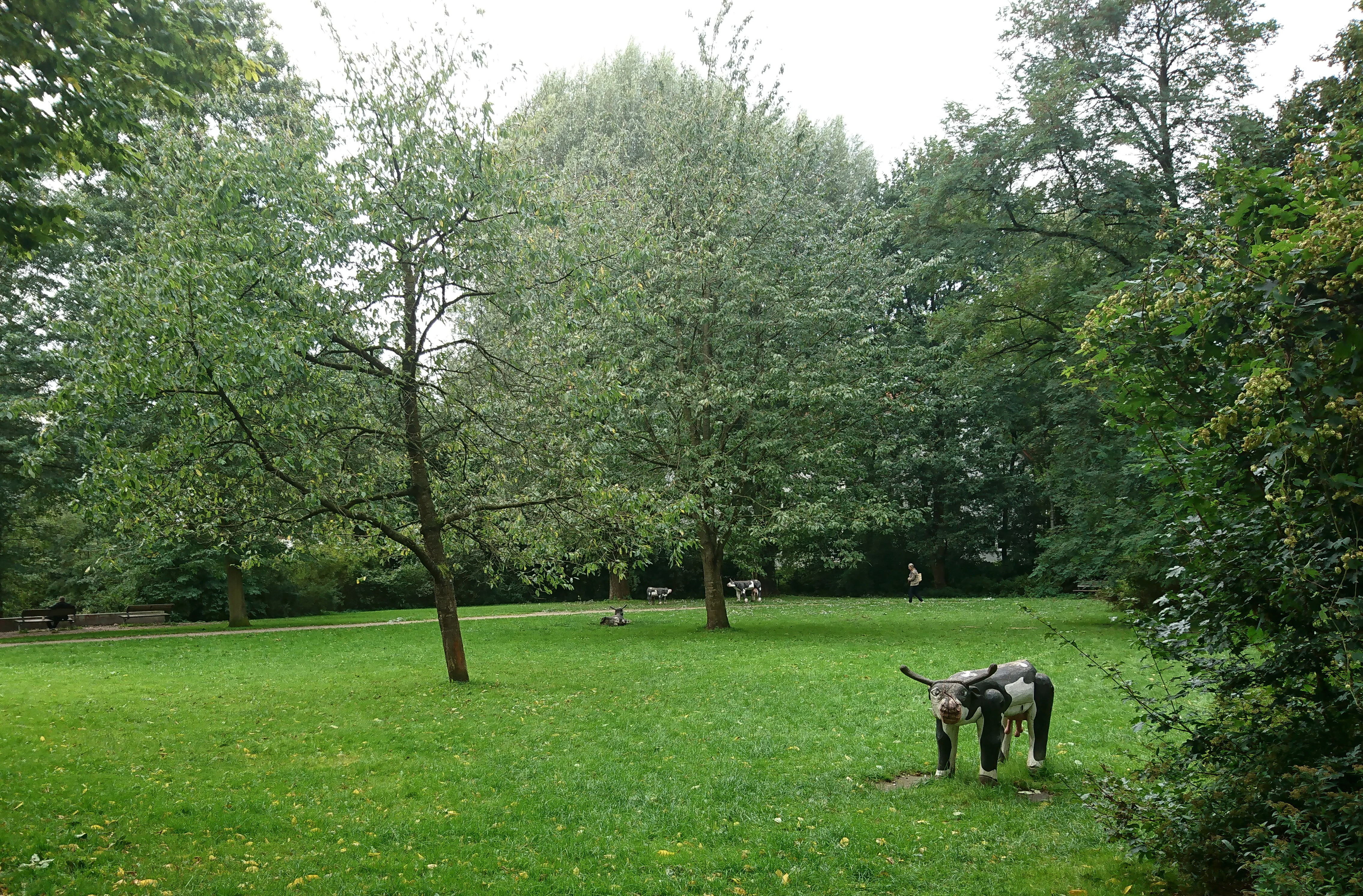
Franz-Röttel-Park, 2017

Seit 1986 existiert der kleine Park am Dorfteich an der Tangstedter Landstraße. Der Dorfteich diente in der Vergangenheit unter anderem als Löschwasserteich, Karpfenzuchtteich und Viehtränke. Von Ende September 2011 bis November 2012 wurde der Park umgestaltet und bei der Einweihungsfeier in Franz-Röttel-Park umbenannt. Franz Röttel (1921–2004) war über 50 Jahre als Kommunalpolitiker (SPD) tätig und wurde 1994 mit dem Bundesverdienstkreuz ausgezeichnet. Neben der Umgestaltung, die die Anpflanzung von 70.000 Krokussen beinhaltete, wurden auch vier degenerierte, schwarz-weiß bemalte Kühe der SIK-Holzgestaltungs GmbH aus Robinienholz aufgestellt, die an der Zeit des Dorfteiches als Viehtränke thematisch anknüpfen sollen und als Spielskulpturen für Kinder dienen.
Seit 1988 unterstützen die vier Langenhorner evangelisch-lutherischen Kirchengemeinden durch ihren Einsatz und Spenden Menschen, die in dem ländlichen Gebiet des Ulanga-Kilombero-Gebietes der Region Morogoro in Tansania leben. Die Kirchengemeinden, die seitdem mit der Ulanga–Kilombero-Diözese eine Partnerschaft bilden, haben dafür den Tansania-Arbeitskreis (TAK) gegründet. 2002 wurde dort der erste Vorschulkindergarten eingeweiht und 2015 der inzwischen fünfte. Ungefähr 650 Kinder in der Region erhalten dadurch Frühförderung in Form der Montessoripädagogik. Es werden auch Erzieher ausgebildet und für die Ärmsten das Schulgeld gezahlt. 2012 erhielt der Tansania-Arbeitskreis dafür den Ehrenpreis des Eine-Welt-Preises der Evangelisch-Lutherischen Kirche in Norddeutschland.
Im November 1989 wurde der Winkelmann’sche Hof an der Tangstedter Landstraße 509 symbolisch besetzt und dann saniert. Heute dient er einem Wohnprojekt.
Im Dezember 1990 wurde die Antifa Fuhlsbüttel-Langenhorn (Antifa FuLa) gegründet, die zeitweise etwa 20 Mitglieder hatte und bis in die 2000er Jahre als diese aktiv war.

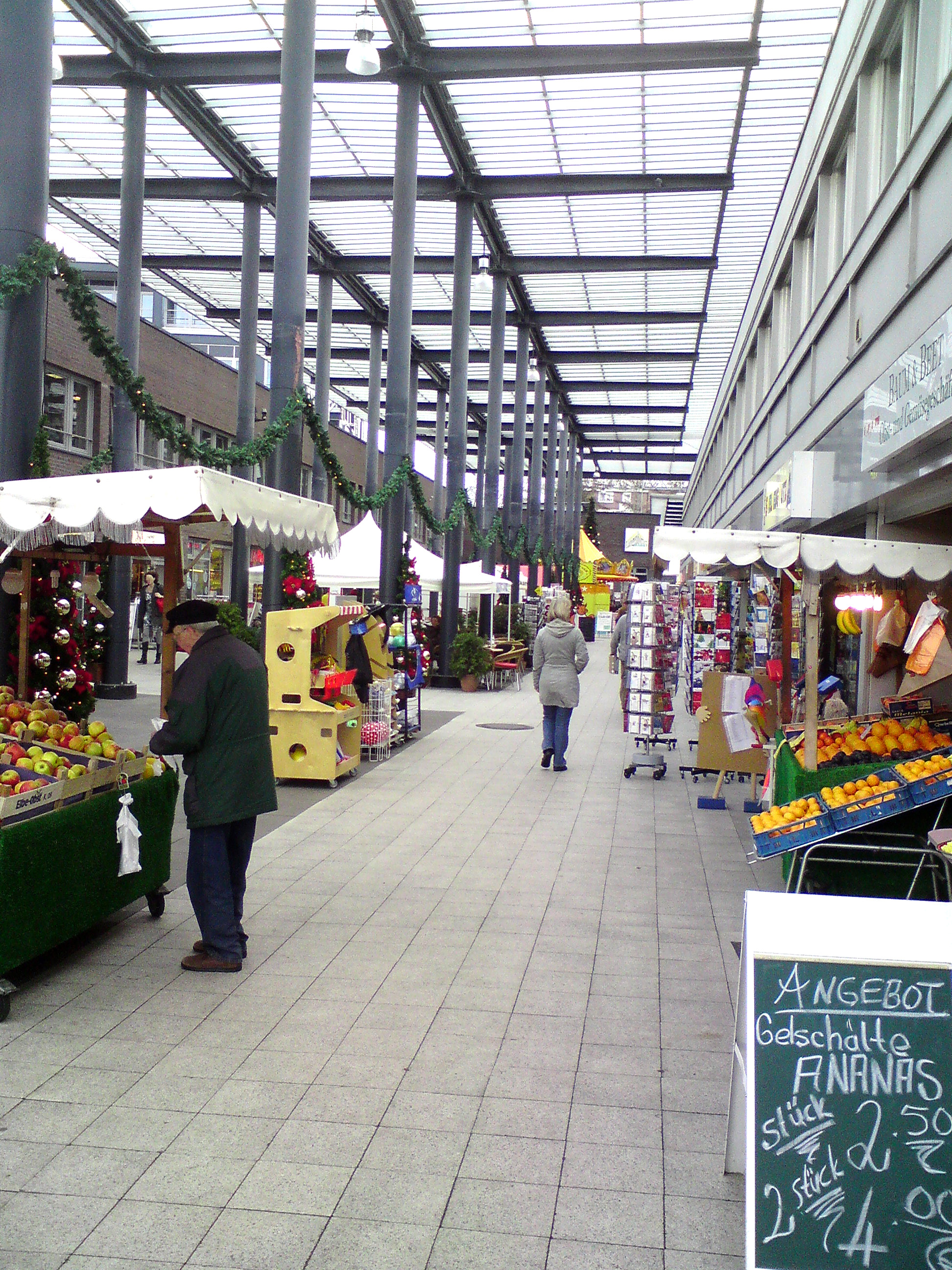
Ein Teil des Einkaufszentrums Langenhorner Markt mit der neuen Ladenzeile auf der linken Seite und dem neuen Glasdach, 2009. Die rechte Ladenzeile wurde im ersten Halbjahr 2017 abgerissen.

Am 28. Mai 1992 brach in Langenhorn am Himmelsfahrtag gegen 18 Uhr ein Schwelbrand in einem Sanitätshaus aus und vernichtete die ganze 80 mal zehn Meter große, eingeschossige, am Krohnstieg liegende südliche Ladenzeile des Einkaufszentrums Langenhorner Markt, sie brannte vollständig ab. Der Schwelbrand wurde durch einen heruntergefallenen Halogenstrahler ausgelöst. Am 2. Dezember 1994 wurde erst einmal eine eingeschossige Ladengalerie mit fünf Läden am Marktplatz eröffnet, die von dem damaligen Besitzer des Einkaufszentrums Langenhorner Markt, der Robert Vogel GmbH & Co KG neu gebaut wurde. Nach dreijähriger Uneinigkeit zwischen dem Bauamt und der Robert Vogel GmbH & Co KG konnte 1995 endlich mit dem Bau der neuen südlichen Ladenzeile begonnen werden. Es entstand eine zweistöckige Ladenzeile mit zwei fünfstöckigen Zwillingstürmen und einer Tiefgarage. Die 120 Meter lange Fläche zwischen der alten Ladenzeile und der neuen erhielt ein Glasdach. 1996 wurde das Projekt, das rund 30 Millionen Deutsche Mark kostete, fertiggestellt, eröffnet und mit dem BDA-Preis Hamburg 1996, 2. Rang, belohnt. Nach der Robert Vogel GmbH & Co KG war die Eigentümerin des Einkaufszentrums die SEB Immobilien-Investment GmbH und von Frühjahr 2014 bis Juni 2018 die Matrix Immobilien GmbH und die SEG Development GmbH.

### 21. Jahrhundert

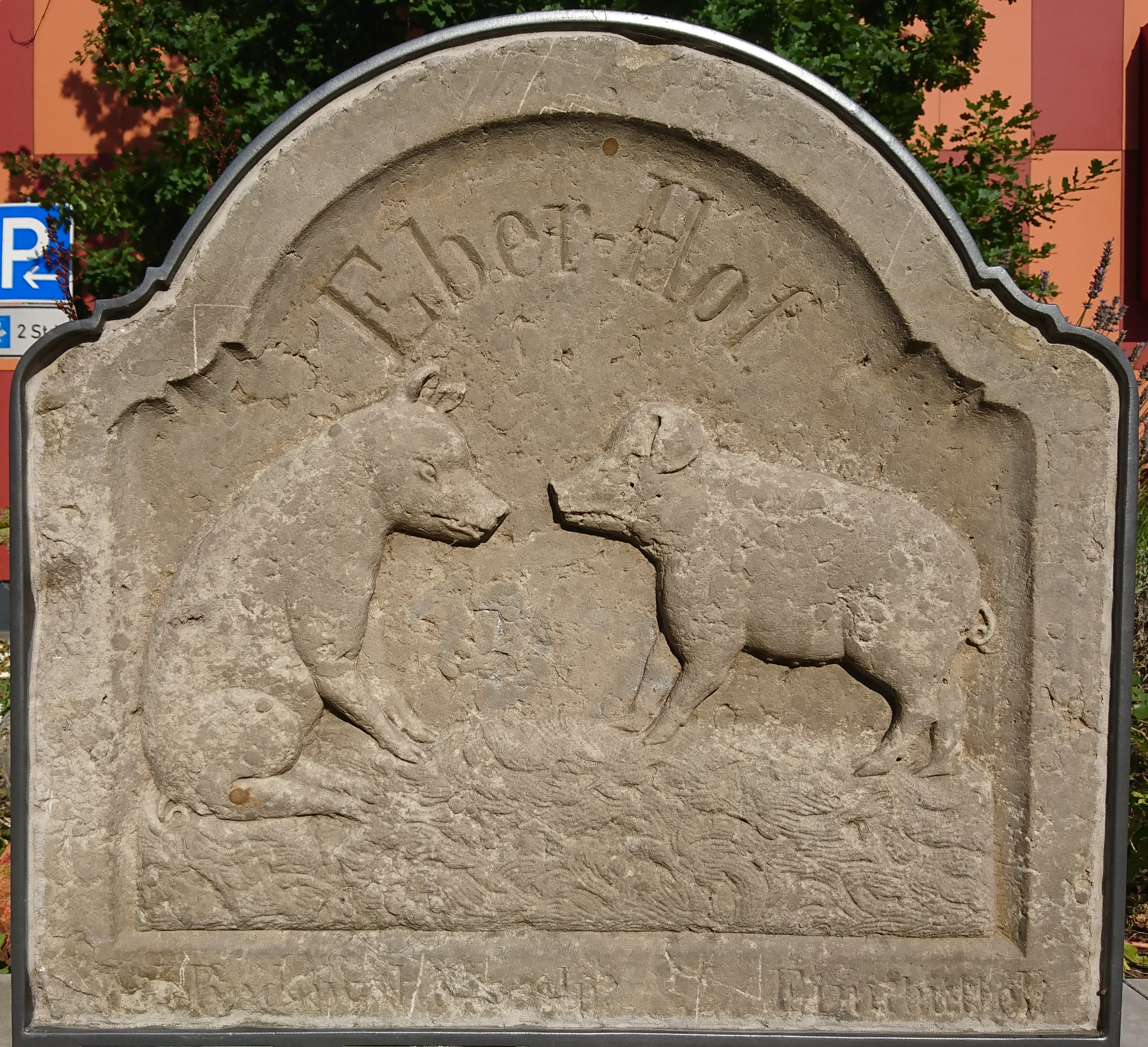
Relief des Eberhofes von W. Rodewoldt auf dem Langenhorner Markt, 2017

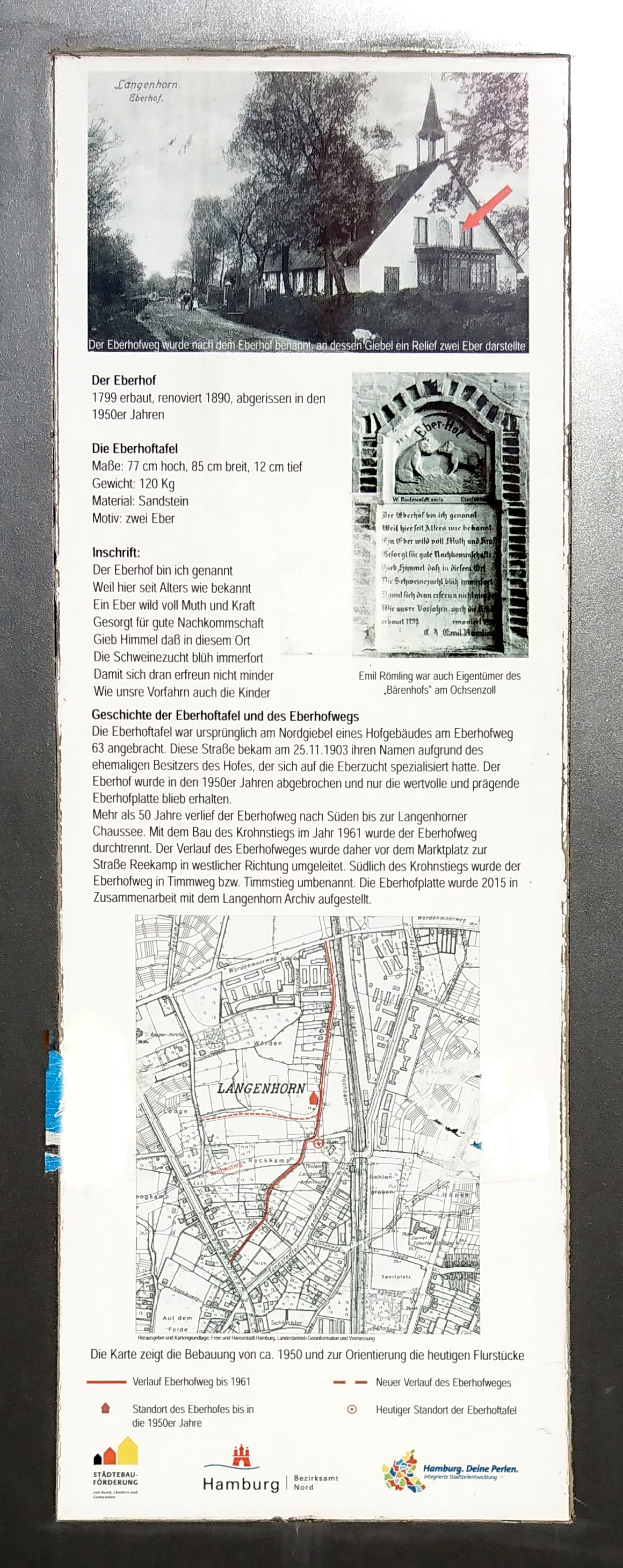
Schautafel links neben dem Relief auf dem Langenhorner Markt, 2017

Im März 2004 wurde am Krohnstieg, gegenüber dem Einkaufszentrum Langenhorner Markt, das Krohnstieg Center eröffnet und erweiterte das Angebot in Langenhorn Mitte. 2011 wurde es für drei Millionen Euro umgebaut und im November 2011 wieder eröffnet.
Ein beliebter Drehort ist das Krankenhaus Ochsenzoll, das seit 2006 ein Teil der Asklepios Klinik Nord ist. Für das Drama Erst träumst du, dann stirbst du, ausgestrahlt als Liebe Schwester, wurden 2002 Szenen im Krankenhaus gedreht. Am 27. August 2002 wurde zudem für den Film im Garten eines Doppelhauses in der Straße Immenhöven gedreht, östlich der Tangstedter Landstraße, im nördlichen Teil. Produziert wurde der Film von der Network Movie Film- und Fernsehproduktion GmbH & Co. KG im Auftrag des ZDF. Regie führte Matti Geschonneck, das Drehbuch schrieb Hannah Hollinger und die Kamera führte Wedigo von Schultzendorff. Zwei Schwestern spielten Maja Maranow und Anja Kling. Weitere Darsteller waren Heinrich Schmieder, Jan-Gregor Kremp, Gudrun Ritter, Heinz G. Lück, Eleonore Weisgerber, Fiona Coors, Hans-Jörg Assmann, Cornelia Schmaus, Peter Kurth, Konrad Domann und Ulrich Cyran. 2003 wurde das Musikvideo für das Lied Kein Zurück des Hamburger Duos Wolfsheim in der Wäscherei des Krankenhauses gedreht. Einzelne Aufnahmen entstanden auch außerhalb der Wäscherei im Krankenhaus. Die Krankenhausszenen für den Film Gegen die Wand von Fatih Akin wurden ebenfalls 2003 dort gedreht. 2010 wurden zudem dort Szenen für den Kurzfilm König und das gleichnamige Musikvideo zum Film, von Hakan Andreas Soyka gedreht, der vor der Produktion des Films ein dreimonatiges Praktikum in einer Geschlossenen Abteilung der Psychiatrie des Krankenhauses absolvierte und dabei Studien zu dem Film betrieb. Er selbst spielte darin einen Drogendealer, die Sängerin Janina spielte Vanessa und war für die Filmmusik verantwortlich, Alexander Merbeth spielte die Hauptrolle Kim und Charles Rettinghaus sowie Ole Bielfeld Ärzte. Weitere Darsteller waren Thomas Klees und Felix von Sassen. Seit 2006 wurden die Innenaufnahmen der Staffeln der seit 2007 ausgestrahlten Fernsehserie Notruf Hafenkante bisher in dem Krankenhaus gedreht, einzelne Innenszenen zudem in einer umgebauten Lagerhalle an der Grenze zu Langenhorn im Gewerbegebiet Lademannbogen, im benachbarten Hummelsbüttel. Im Sommer 2013 wurde der Spielfilm Heute bringe ich mich um!! in Hamburg gedreht. Die Dreharbeiten für die Anfangsszenen wurden an der Henny-Schütze-Allee am Krankenhausgelände gedreht. Produziert wurde der Film von Felix Gerbrod (Filmriss!), der auch Regie und die Kamera führte. Die Schauspieler waren unter anderen Chris Yane, Olgeé de Waldfee, Tilman Borck, Anika Liekefett, Melanie Noll, Andreas Werdan, Mucki Kindworth, Jens Grabarske, Verena Gorgosch, Harry Lagoda, Adolf Hartz, Elke Ehlers, Sabine Fassbender und Andreas Rotter. Die Filmpremiere fand am 24. Oktober 2015 im Abaton-Kino statt.
2010 wurde ein Bebauungsplanverfahren in Gang gesetzt, das einen schrittweisen Abriss der Wulffschen Siedlung und eine Neubebauung des Gebietes ermöglichen soll. Zur Begründung wurde unter anderem darauf verwiesen, dass die Gebäude nicht den heutigen Ansprüchen an den Wohnkomfort und die energetische Ausstattung entsprechen. Durch eine höhere und dichtere Bebauung sollte außerdem zusätzlicher Wohnraum entstehen. Kritiker des Vorhabens bemängeln unter anderem den angeblich geplanten Wegfall der Mietergärten und einen damit verbundene Verlust des Gartenstadtcharakters der Siedlung. In einem von Gegnern des Umbaus initiierten Bürgerentscheid sprach sich im Oktober 2011 eine Mehrheit gegen das Vorhaben aus. 14,37 Prozent der Stimmberechtigten beteiligten sich am Bürgerentscheid. Am 1. März 2012 zog der Senat das Bebauungsplanverfahren an sich und hob damit die Wirksamkeit des Bürgerentscheides auf.
Im April 2010 wurde der von dem Makler Emil Römling um 1890 im Stil der Neoromantik erbaute Bärenhof abgerissen. Die Bürgerinitiative Rettet den Bärenhof der Willi-Bredel-Gesellschaft kämpfte seit 2002 vergeblich um den Erhalt des, an ein kleines Schloss erinnernden, geschichtsträchtigen Gebäudeensembles an der Langenhorner Chaussee, Ecke Stockflethweg. Ein Stück Langenhorner Geschichte verschwand für ein Autohaus, das dort seit 2014 steht. Nach dem Bärenhof wurde 2006 die Straße Bärenhof gleich in der Nähe benannt.
Am 24. März 2011 bekam Langenhorn nach der Friedenseiche einen zweiten Friedensbaum, diesmal eine Edelkastanie. Als Symbol der Verbundenheit der Ahmadiyya Muslim Jamaat (AMJ) Gemeinde mit Hamburg und Zeichen der Hoffnung auf ein tolerantes und friedliches Miteinander pflanzten der damalige Bezirksamtsleiter des Bezirksamtes Hamburg-Nord Wolfgang Kopitzsch gemeinsam mit Vertretern der AMJ-Gemeinde auf der großen Wiese am Kiwittsmoorbad an der Tangstedter Landstraße zwischen Hohe Liedt und Holitzberg in unmittelbarer Nähe des großen Kinderspielplatzes die Kastanie. Initiiert wurde die Pflanzung von dem AMJ-Mitglied, Bezirksabgeordneten und späteren Bürgerschaftsabgeordneten Gulfam Malik. Die Baumpflanzung der AJM war keine neue Idee, schon Jahre vorher fanden Baumpflanzungen auf Initiative der Glaubensgemeinschaft in anderen deutschen Städten statt und ist heute noch gängige Praxis, wobei die Baumartauswahl jedes Mal unterschiedlich ausfällt.
Nach 99 Jahren wechselvoller Geschichte wurde 2013 am Jugendparkweg im Jugendpark die Jugendherberge Jugendpark Langenhorn e. V. in Langenhorn für ein Asylbewerberheim geschlossen, was das Aus der kostengünstigen Unterkünfte für junge Menschen, Jugendgruppen, Sportmannschaften und Schulklassen in Langenhorn bedeutete. Hier nächtigten unter anderen auch die Wiener Sängerknaben und die Regensburger Domspatzen.
Im Oktober 2015 wurde ein von Metall umfasstes historisches Relief auf dem Langenhorner Markt neben dem Kaufland-Gebäude mit einer dazugehörigen Schautafel aufgestellt, ohne Schutz vor Witterungseinflüssen, Graffiti und Vandalismus. Das Relief aus Sandstein wurde von dem Eimsbütteler Bildhauer W. Rodewoldt geschaffen. Die Eigentümerin Anke Rathig (seit 1977 Vorsitzende der DRK-Ortsgemeinschaft Langenhorn / Fuhlsbüttel) stellte es Langenhorn zur Verfügung, bemängelte aber die eher unbedachte Behandlung und Aufstellung des Reliefs. Ihr Name oder der Name ihres Vaters wird auf der Schautafel nicht erwähnt, dafür aber Erwin Möller (* 1935), der in der Beschreibung nur als Langenhorn Archiv auftaucht und der einige Informationen und Bildkopien für die Schautafel beitrug und bei der Aufstellung dabei war. Ihr Vater rettete den Eberstein 1954 aus dem Schutt des abgerissenen Eberhofes. Der Eberhof wurde 1799 erbaut und gehörte der Langenhorner Bauernfamilie Cordes, nach der 1932 der Cordesweg in Langenhorn benannt wurde. Um 1880 kaufte der Makler Emil Römling das Haus und versah es 1890 mit einem Türmchen und einer Glocke und schmückte die Stirnseite des Hauses mit der Darstellung eines Ebers und einer Sau sowie einem Spruch. Neben der Einfahrt des Hofes stand eine alte Kanone aus dem Jahre 1800, die zu Silvester geladen und abgefeuert wurde. 1903 wurde der Eberhofweg, an dem der Hof stand, und 1932 der Eberhofstieg in Langenhorn nach dem Hof benannt. Auf der Schautafel ist zweimal zu lesen, dass auf dem Relief zwei Eber abgebildet sind, jedoch kann man beim rechten Schwein Zitzen sehen, statt ausgeprägter Eckzähne, was bedeutet, dass das rechte Schwein eine Sau ist, und nur das linke ein Eber.
Im November 2015 wurde ein weiteres geschichtsträchtiges Gebäude abgerissen, das schon in einer Anekdote von 1846 als Dat Eckschapp auftauchte und von alten Langenhornern so genannt wurde. Es war demnach vorher entstanden. Es befand sich gegenüber dem Dorfteich, an der Langenhorner Chaussee 166, Ecke Tangstedter Landstraße. Viele Jahrzehnte lang war es als die Gastwirtschaft Zur Harmonie ein bekanntes Ausflugs- und Tanzlokal gewesen. Später hieß die Gaststätte jahrzehntelang Spinnrad und von Herbst 2013 bis 2014 Rocky Rollmops. 1921 wurde der Tanzsaal an der Tangstedter Landstraße vom Haupthaus abgetrennt und zu einem Kino mit knapp 100 Plätzen umgebaut. Es war das erste reguläre Kino im Norden Hamburgs. 1951 wurde das Kino auf 205 Plätze erweitert. Die Architektur aus Tunnelgewölbe auf Gusssäulen mit Kapitellen und Basen hob das Kino von anderen ab und war einzigartig in Langenhorn. Die Namen des Kinos wechselten im Laufe der Zeit und waren Astoria, Apollo, Smoky und Airport-Kino. Im August 1985 war die letzte Vorstellung, dann wurde das Kino zu einem Kampfsportstudio umgebaut. Auf dem Gelände des abgerissenen Gebäudes ist ein Wohnhaus mit 20 Wohnungen entstanden.

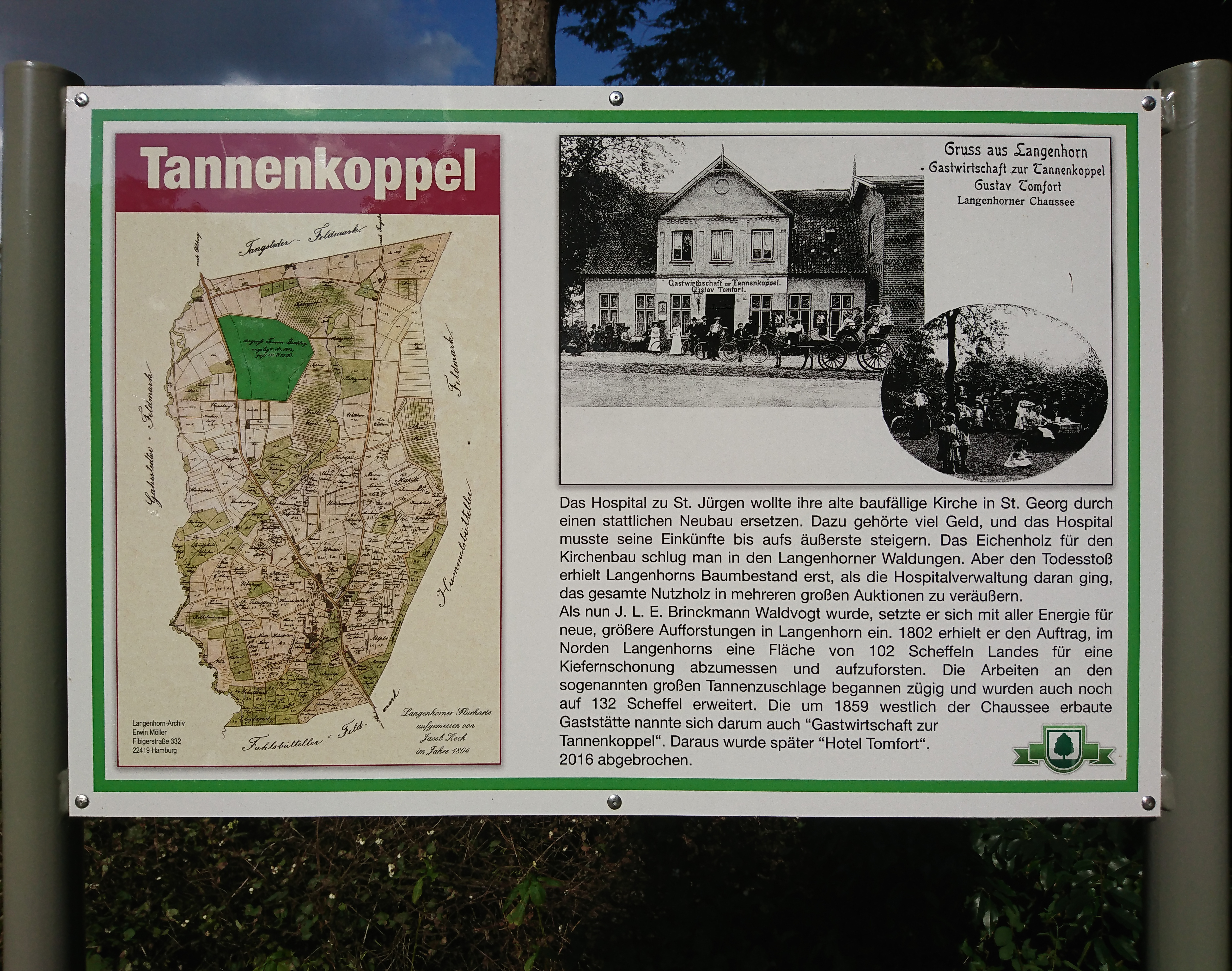
Schautafel an der Henny-Schütz-Allee, nahe der Langenhorner Chaussee, 2017

Im April 2016 wurde das Hotel Tomfort abgerissen. Eine Aldi-Nord-Filiale entstand auf dem Grundstück, die am 16. November 2017 eröffnet wurde. Um 1859 war es eine Pferdefuhrwerksstation von Gustav Tomfort, die Ross und Kutscher versorgten. Seit damals gehört das Gebäude derselben Familie. Eine Zeit lang hieß es Gastwirtschaft zur Tannenkoppel. 1958 wurde der Pferdeumspann an dem Gebäude abgerissen und ein größeres Gebäude als Anbau hinzugefügt, das seitdem als Hotel diente. Zu den Gästen des Hauses gehörten unter anderem Jacques Chirac, Loki und Helmut Schmidt, der seinen Geburtstag dort regelmäßig feierte, sowie die Boxer Max Schmeling, Bubi Scholz, Hein ten Hoff, Willi Hoepner, Norbert Grupe, Gerhard Hecht und Albert Westphal, wie auch die Fußballer Günter Netzer, Uwe Seeler, Kevin Keegan, Uli Stein und Franz Beckenbauer.

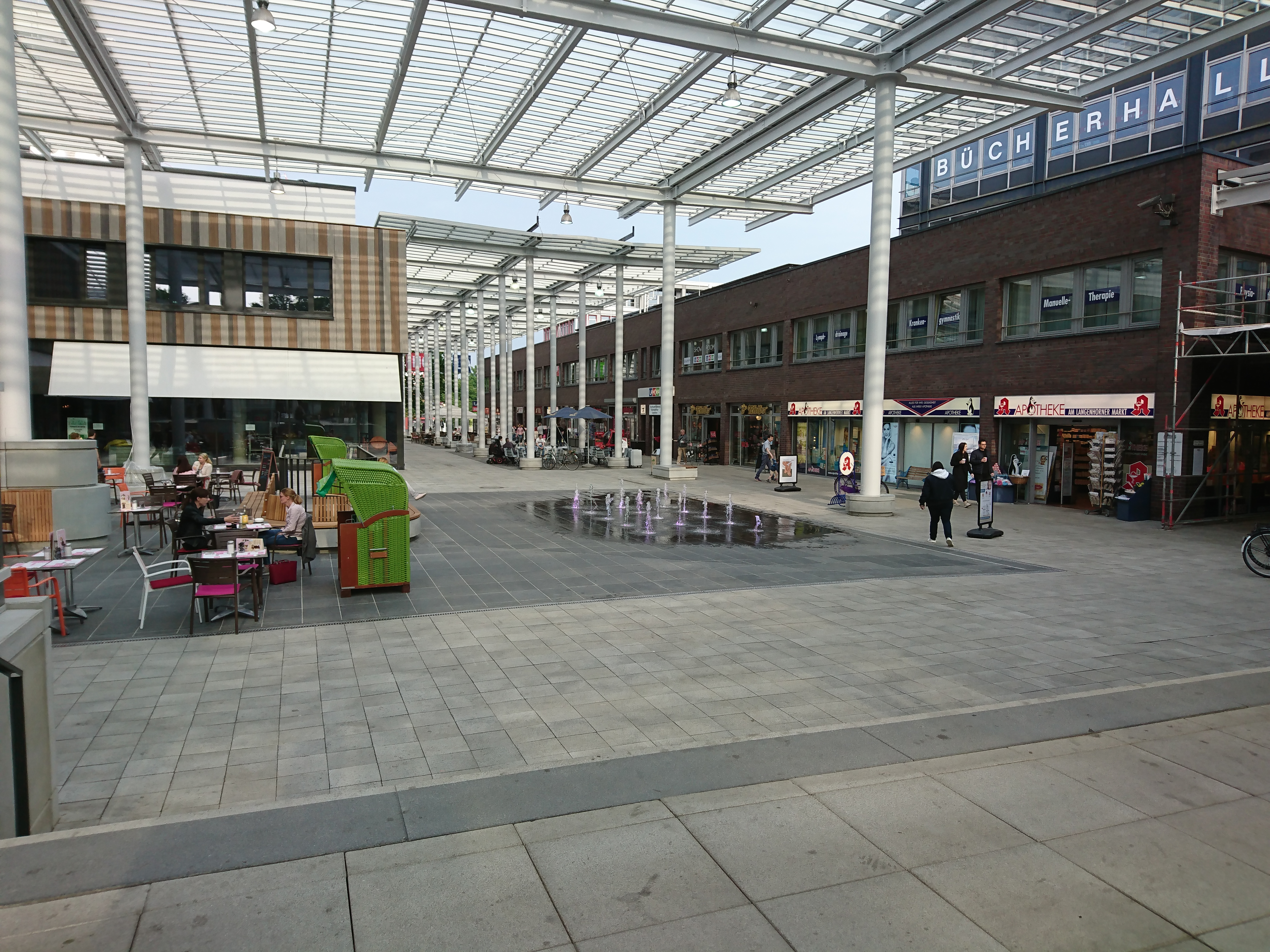
Ein Teil des LaHoMa Living Plaza mit einem Springbrunnen, dessen Fontänen von unten mit wechselfarbigen Licht beleuchtet werden, Ende Mai 2019

Anfang 2016 wurden die Läden der älteren, nördlichen Ladenzeile des Einkaufszentrums Langenhorner Markt geschlossen. Der Abriss der Ladenzeile wurde 2017 beendet und ein Neubau begonnen, damit dort die Einzelhandelsfläche nahezu verdoppelt werden kann. Über den dann neuen gewerblichen Flächen entstehen 126 Wohnungen in drei Wohntürmen. Am 15. Juli 2016 kaufte die Hanseatische Betreuungs- und Beteiligungsgesellschaft mbH (HBB) das Krohnstieg Center.
Ab dem späten Abend des 5. Januar 2017 brannte die ehemalige Suck-Kate, ein Reetdachhaus an der Langenhorner Chaussee 160 bis auf die Grundmauern nieder. Sie stand auf dem Nachbargrundstück des im November 2015 abgerissenen Eckschapps. Bei der Löschung des Brandes waren ca. 60 Feuerwehrleute vor Ort. Das Haus ist in der Liste der Kulturdenkmäler in Hamburg-Langenhorn aufgeführt und stand zu dem Zeitpunkt leer, denn der letzten Mieter musste bis zum Ende des Jahres 2016 ausziehen. Nach der Bauernfamilie Suck, die das Wohn- und Wirtschaftsgebäude einst betrieb, wurde 1932 der Suckweg in Langenhorn benannt.
Anfang März 2017 wurde das alte Posthaus abgerissen, ein Fachwerkhaus an der Langenhorner Chaussee 213, das der Familie des Heimatforschers und Rektors der Süderschule Karl August Schlüter gehörte und 1890 erbaut wurde. Die SAGA baute auf dem Gelände und dem Nachbargelände ein Gebäudekomplex mit 38 Wohnungen.
Im August 2017 wurden drei Schautafeln auf dem Gelände des neuen Quartiers Unter den Linden aufgestellt, die an die einstige Tannenkoppel erinnern sollen. Die Schautafel an der Henny-Schütz-Allee, nahe der Langenhorner Chaussee erinnert auch gleichzeitig an das 2016 abgerissene Hotel Tomfort. Der Bezirksamtsleiter des Bezirksamtes Hamburg-Nord Harald Rösler (SPD) und der Langenhorner Archivar Erwin Möller enthüllten die erste der drei Tafeln, die der Archivar herstellen ließ.
Im Juni 2018 verkaufte die Matrix Immobilien GmbH und die SEG Development GmbH ihre Anteile des teilweise im Bau befindlichen Einkaufszentrum Langenhorner Markt mit dem neuen Namen LaHoMa Living Plaza für 100 Millionen Euro an die R+V Versicherung. Die Eröffnung des Neubaus des Einkaufszentrums fand am 29. November 2018 statt. Im Sommer 2019 wurden auch die zugehörigen Wohnungen fertiggestellt. Im Juni 2019 hatte die Hanseatische Betreuungs- und Beteiligungsgesellschaft mbH (HBB) mit der baulichen Umsetzung der Modernisierung des Krohnstieg Centers begonnen. Für 60 Millionen Euro soll es innen und außen modernisiert und aufgewertet werden. Die Modernisierung erfolgt im laufenden Betrieb und soll im Herbst 2021 beendet sein.
Am 27. Juni 2018 trafen sich erstmals interessierte Langenhorner, um eine Langenhorner Geschichtswerkstatt zu gründen. Hauptziel der Werkstatt sollte sein, das private Langenhorn-Archiv von Erwin Möller vertraglich geregelt zu übernehmen, wenn dieser nicht mehr lebe. Am 25. Januar 2019 wurde die Geschichtswerkstatt mit dem Namen Geschichts- und Zukunftswerkstatt Langenhorn als Zweigverein des Langenhorner Bürger- und Heimatverein e. V. gegründet. Am 15. Mai 2019 wurde sie ins Handels- und Vereinsregister eingetragen und darf seitdem den Zusatz e. V. tragen. Ende April 2020 erhielt der Verein bezirklichen Sondermittel zur Digitalisierung von Archivalien, darüber hinaus Mittel aus dem Quartiersfonds für eine Anmietung der Räumlichkeiten in der Tangstedter Landstraße 179. Dort sind jetzt neben der „Geschichts- und Zukunftswerkstatt Langenhorn e. V.“ auch der „Langenhorner Bürger- und Heimatverein e. V.“ sowie der Verein „Kulturmix“ untergebracht.

## Statistik
- Anteil der unter 18-Jährigen: 18,4 % [Hamburger Durchschnitt: 16,8 % (2023)][184]
- Anteil der über 64-Jährigen: 18,5 % [Hamburger Durchschnitt: 17,8 % (2023)][184]
- Ausländeranteil: 19,7 % [Hamburger Durchschnitt: 20,7 % (2023)][184]
- Arbeitslosenquote: 6,3 % [Hamburger Durchschnitt: 6,2 % (2023)][184]

Die durchschnittlichen Einkünfte pro Steuerpflichtigem betrugen in Langenhorn im Jahre 2023 etwa 39.357 Euro und lagen damit unter dem Hamburger Durchschnitt (48.035 Euro).

## Politik
Für die Wahl zur Hamburgischen Bürgerschaft gehört Langenhorn zum Wahlkreis Fuhlsbüttel – Alsterdorf – Langenhorn. Bei den Wahlen zur Bezirksversammlung bildet der Stadtteil den Wahlkreis Langenhorn. Bei Bundestagswahlen zählt Langenhorn zum Bundestagswahlkreis Hamburg-Nord.

### Wahlergebnisse
| Bürgerschaftswahl | SPD    | CDU    | Grüne1) | AfD    | Linke2) | FDP    | Übrige   |
| ----------------- | ------ | ------ | ------- | ------ | ------- | ------ | -------- |
| 2025              | 39,3 % | 19,1 % | 13,7 %  | 10,1 % | 08,1 %  | 01,6 % | 08,1 %   |
| 2020              | 46,6 % | 08,3 % | 20,8 %  | 06,3 % | 07,5 %  | 03,8 % | 06,7 %   |
| 2015              | 55,0 % | 12,4 % | 09,2 %  | 07,2 % | 06,5 %  | 05,4 % | 04,3 %   |
| 2011              | 56,7 % | 17,9 % | 08,5 %  | –      | 06,4 %  | 04,9 % | 05,6 %   |
| 2008              | 39,7 % | 39,4 % | 07,5 %  | –      | 06,4 %  | 04,0 % | 03,0 %   |
| 2004              | 36,3 % | 44,5 % | 09,0 %  | –      | –       | 02,8 % | 07,4 %   |
| 2001              | 42,1 % | 24,1 % | 06,2 %  | –      | 00,4 %  | 04,2 % | 23,0 %3) |
| 1997              | 41,0 % | 28,0 % | 11,6 %  | –      | 00,5 %  | 02,8 % | 16,1 %   |
| 1993              | 46,0 % | 23,0 % | 11,2 %  | –      | –       | 03,5 % | 16,3 %4) |
| 1991              | 53,5 % | 32,8 % | 05,2 %  | –      | 00,3 %  | 04,8 % | 03,4 %   |
| 1987              | 48,9 % | 38,5 % | 05,4 %  | –      | –       | 06,3 % | 00,9 %   |
| 1986              | 45,9 % | 39,9 % | 08,7 %  | –      | –       | 04,6 % | 00,9 %   |
| Dez. 1982         | 54,6 % | 36,5 % | 06,1 %  | –      | –       | 02,2 % | 00,6 %   |
| Juni 1982         | 46,4 % | 39,8 % | 07,3 %  | –      | –       | 05,1 % | 01,4 %   |
| 1978              | 52,8 % | 36,2 % | 03,2 %  | –      | –       | 05,0 % | 02,8 %   |
| 1974              | 45,1 % | 40,0 % | –       | –      | –       | 11,4 % | 03,5 %   |
| 1970              | 55,2 % | 32,6 % | –       | –      | –       | 07,6 % | 04,6 %   |
| 1966              | 59,7 % | 29,5 % | –       | –      | –       | 06,8 % | 04,0 %   |

1) 1978 als Bunte Liste – Wehrt euch, 1982 bis 2011 als Grüne/GAL.

2) 1991 und 1997 als PDS/Linke Liste, 2001 als PDS.

3) Darunter 20,0 % für die Schill-Partei.

4) Darunter 5,6 % für die Statt Partei.

### Wappen

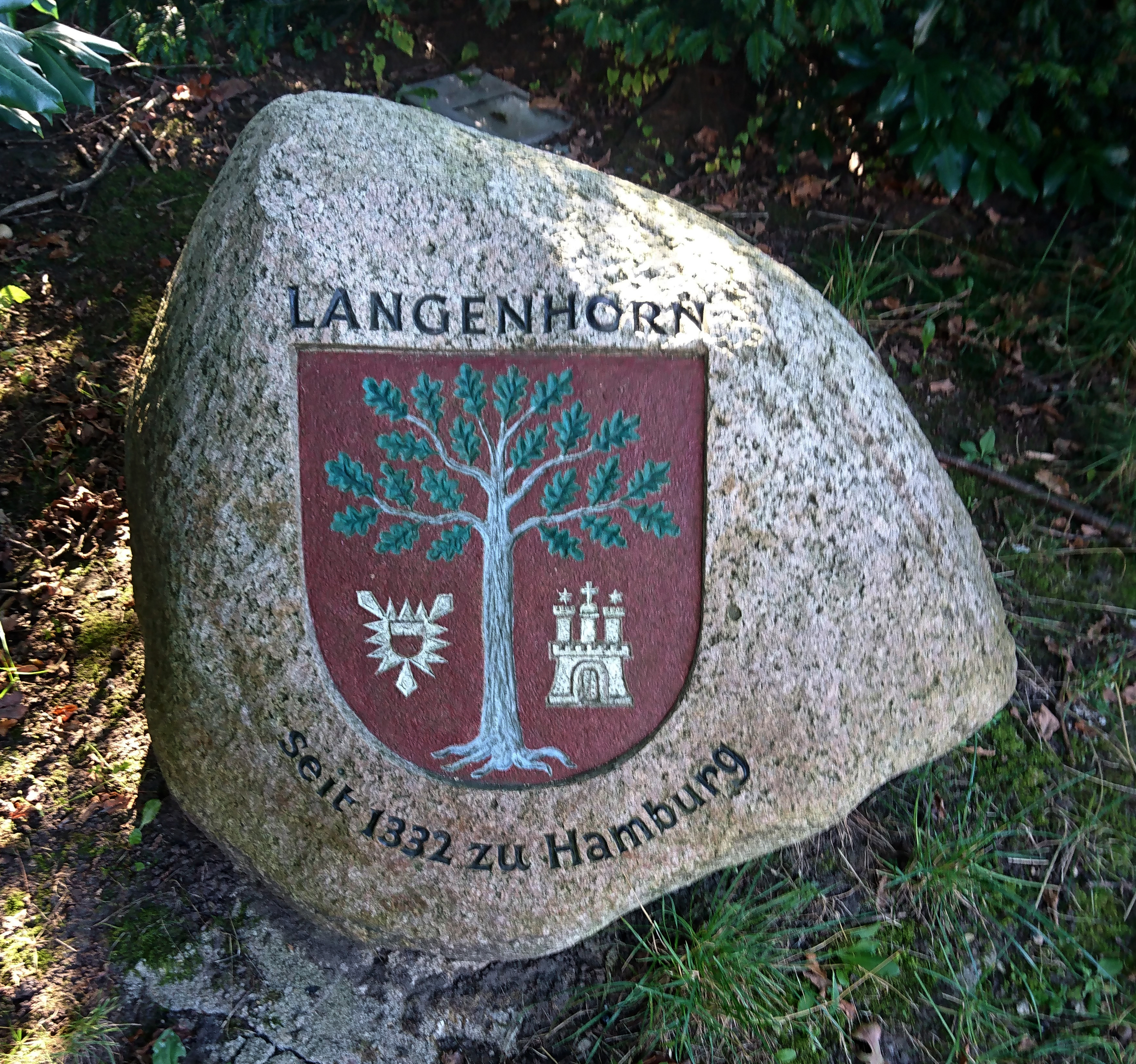
Langenhorner Wappenstein, 2017

Das Wappen des Stadtteils stellt einen roten Wappenschild dar, auf dessen linker Seite das silberfarbene Nesselblatt der Grafen von Schauenburg und Holstein abgebildet ist. In dem Nesselblatt befindet sich wiederum ein kleiner rot-silberfarbener Schild, der sich ursprünglich auch im Wappen der Grafen von Schauenburg befand. Auf der rechten Seite des großen Schildes ist die silberfarbene Burg des Hamburger Wappens abgebildet. Eine Eiche in der Mitte des großen Schildes symbolisiert den Wald, der in Langenhorn einst war. Die Idee eines Langenhorner Wappens stammte von dem Langenhorn-Archivar Erwin Möller, der den Grafiker und Heraldikkenner Günter Brede für die Idee gewinnen konnte. Das von diesem entworfene Wappen wurde von der Hamburger Senatskanzlei am 7. Februar 2002 und von dem Innenministerium des Landes Schleswig-Holstein am 11. Februar 2002 genehmigt. Die Idee des Motives mit der Eiche und den beiden Wappen war nicht neu und wurde bereits 1932 in anderer Form auf der Titelseite des Buches Aus Langenhorns Vergangenheit von Karl August Schlüter verwendet. Im Jahre 2000 veröffentlichte Erwin Möller einen Nachdruck des Buches mit dem gleichen Motiv von 1932 auf der Titelseite. Günter Brede, dessen Vater bis 1928 Schäfer mit 500 Schafen auf dem Flughafengelände war, schuf 2004 auch das Wappen der Freiwilligen Feuerwehr Langenhorn und 2010 in Zusammenarbeit mit dem Schnelsen Archiv und der Interessengemeinschaft Herz von Schnelsen e. V. das Wappen für Schnelsen.
Wappenstein
Bei der 1871 gepflanzten Friedenseiche an der Langenhorner Chaussee 155, gegenüber der Einmündung zur Tangstedter Landstraße wurde am 9. August 2013 anlässlich der Jubiläumsfeier zur einhundertjährigen Zugehörigkeit zu Hamburg als Stadtteil der Langenhorner Wappenstein enthüllt. Der Stein ist ein Findling, in den der Bildhauer Hans Joachim Keibel der Steinmetzfirma Westphely und Malota, Alsterdorfer Straße 536–538, Hamburg-Ohlsdorf, das Langenhorner Wappen hineinarbeitete. Über dem Wappen wurde das Wort „Langenhorn“ hinzugefügt und bogenförmig darunter der Schriftzug „seit 1332 zu Hamburg“. Anschließend bekamen das Wappen und die Schriftzüge ihre Farben.

## Kultur und Sehenswürdigkeiten

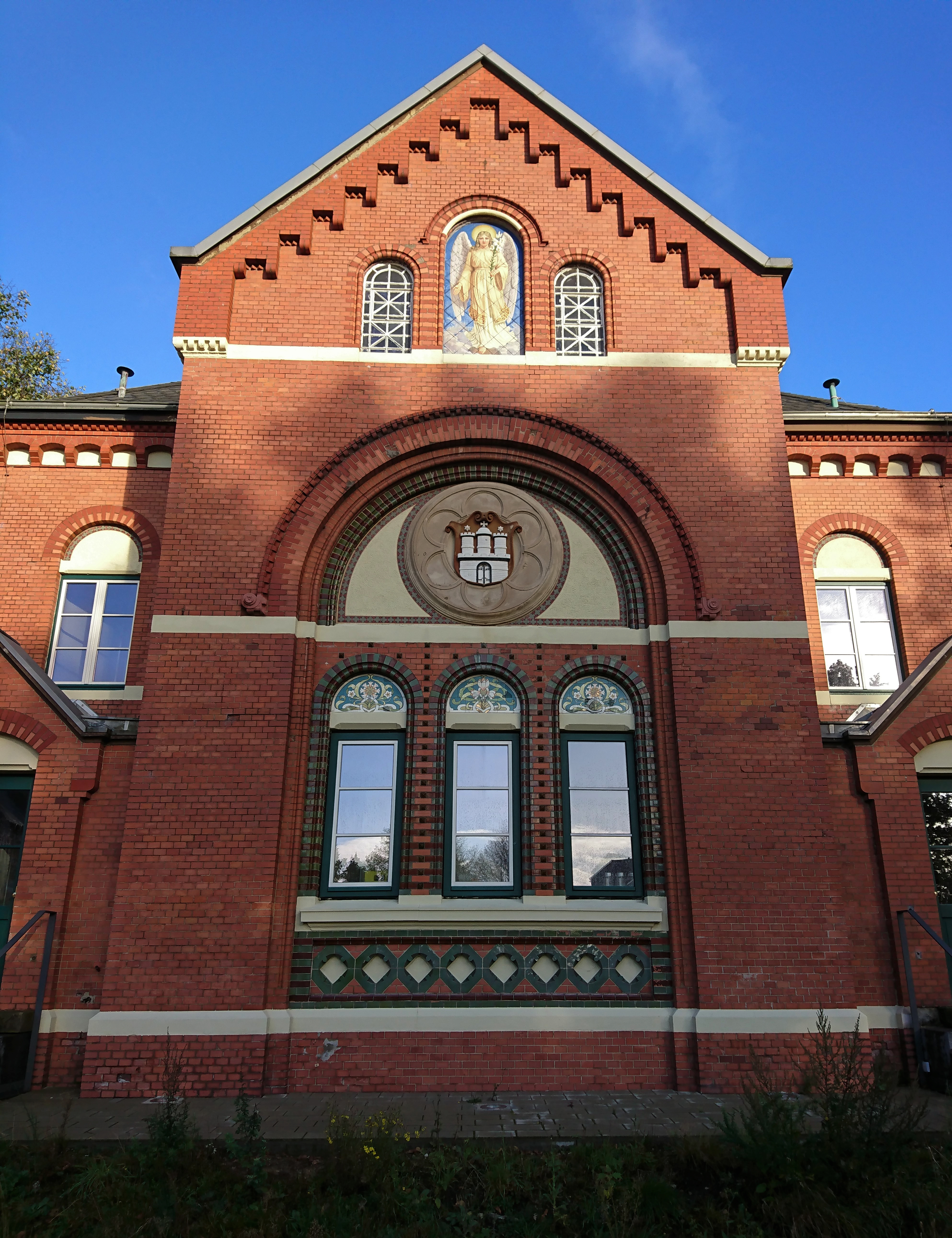
Ehemalige Kapelle an der Henny-Schütz-Allee, 2017

### Natur

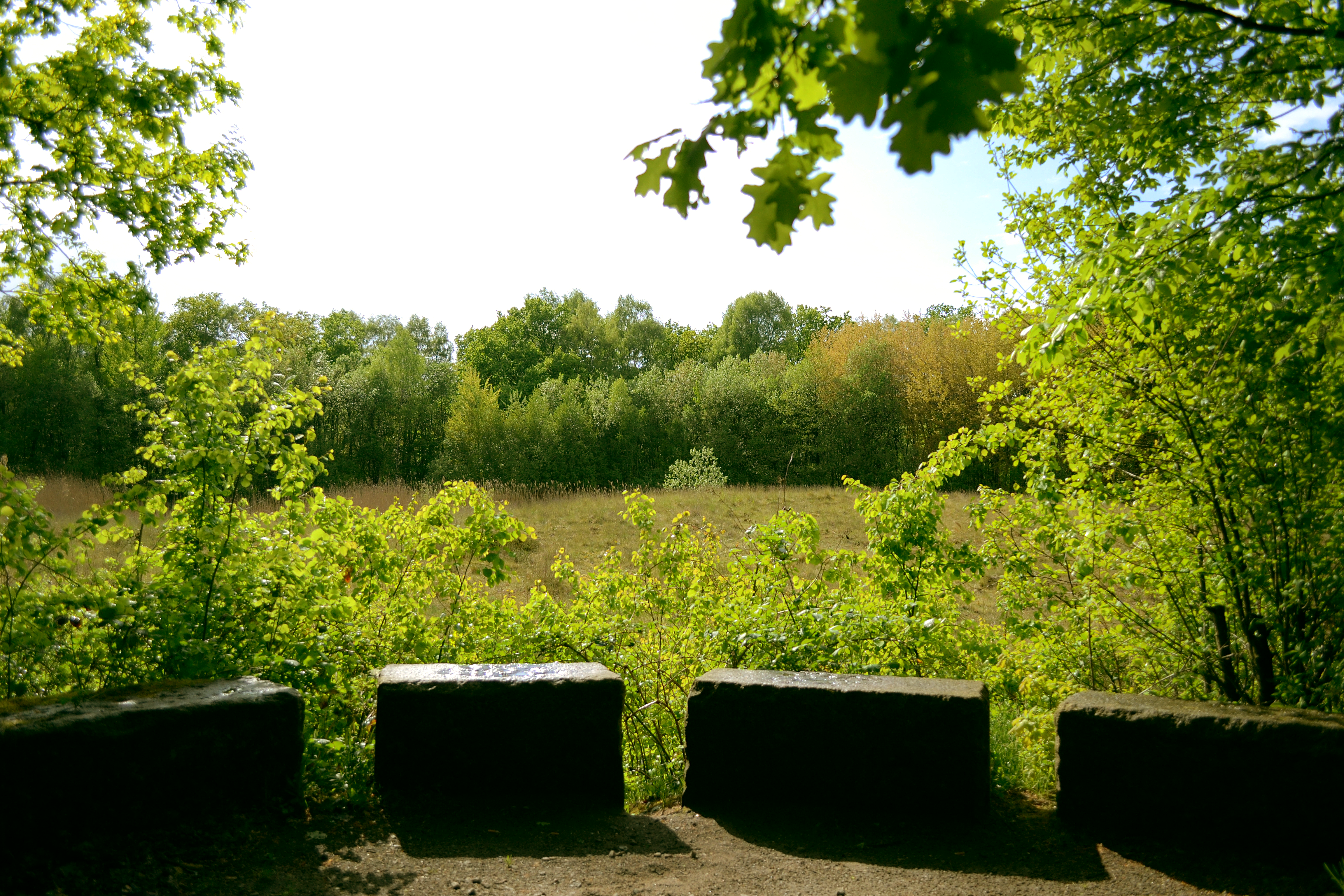
Aussicht im Rothsteinmoor, 2016

Südlich des Krohnstiegs und östlich der Umgehung Fuhlsbüttel liegt das neun Hektar große Naturschutzgebiet Rothsteinsmoor. Es ist der verbliebene Teil einer früher deutlich größeren Hochmoorlandschaft. Mit dem Gagelstrauch ist eine stark bedrohte Pflanzenart häufig im Rothsteinsmoor zu finden. Neben weiteren bedrohten Pflanzenarten sind auch circa 20 Libellenarten im Moor vorhanden. Ein Teil des Raakmoores liegt im Osten Langenhorns. Der Raakmoorgraben und der Raakmoorstausee bilden die Grenze zu dem Teil, der zu Hummelsbüttel gehört und ein Naturschutzgebiet ist.

### Sport
Der größte Sportverein in Langenhorn ist der SC Alstertal-Langenhorn, der unter anderem die größte Fußballsektion mit weit über 50 Mannschaften in ganz Hamburg besitzt. Die Sporthalle der ehemaligen Süderschule an der Langenhorner Chaussee 142 wird von dem Hamburger Rugby Club als Boulehalle genutzt. Der Harvestehuder Tennis und Hockey-Club betreibt eine Anlage in Langenhorn, auch die Hamburger Bogenschützen Gilde von 1930 e.V. An der Straße Hohe Liedt, im Norden Langenhorns betreibt der Hamburger Turnerbund von 1862 das Naturbad Kiwittsmoor, das mit unbeheiztem, natürlichem Wasser aus einem eigenen Brunnen gespeist wird. Der TC Langenhorn e. V. betreibt ebenfalls eine Tennisanlage, an der Straße Beim Schäferhof. Im Bürgerhaus Langenhorn spielen jeden Freitag die Langenhorner Schachfreunde von 1928 e. V.

### Kunst

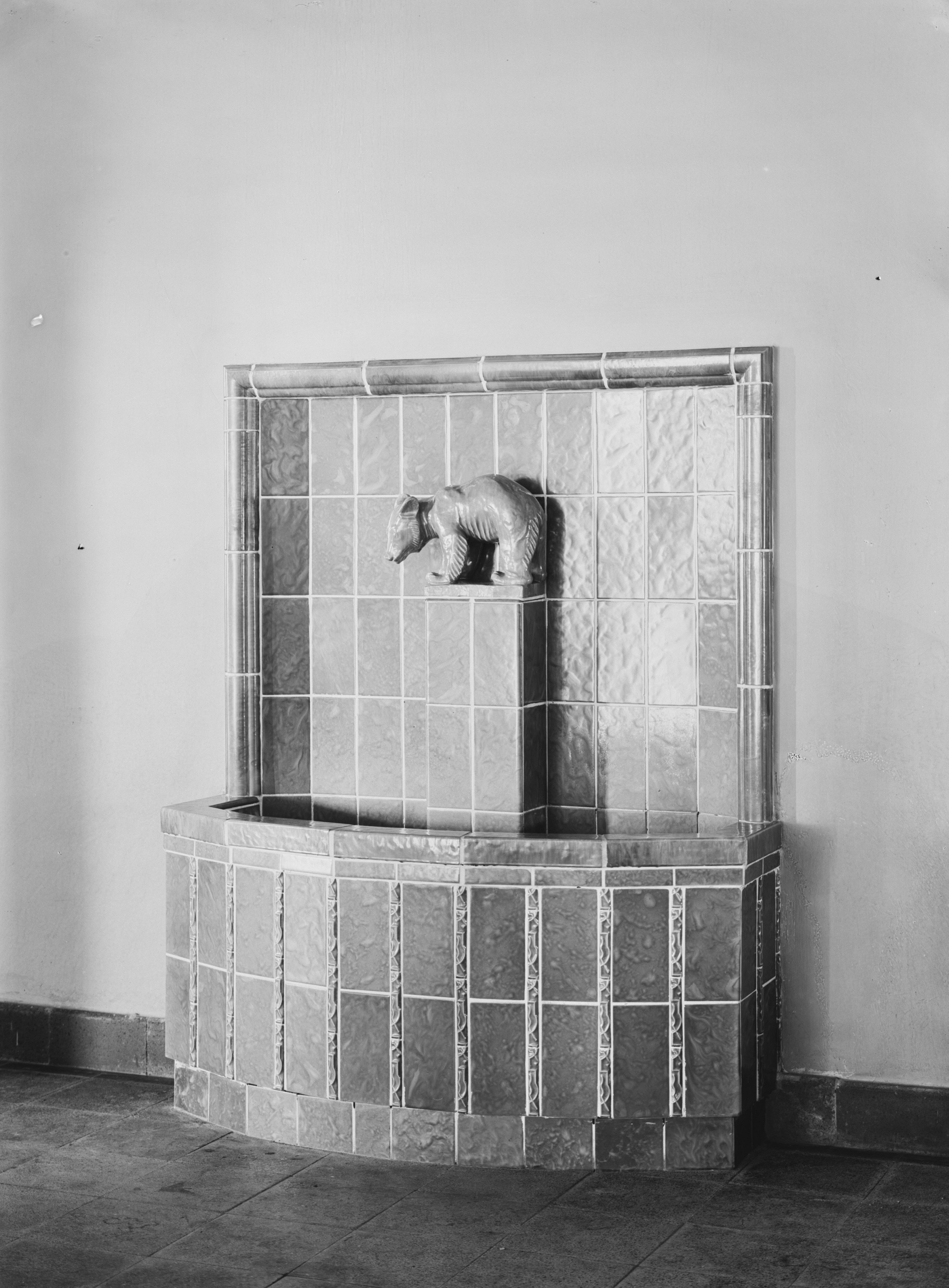
Einer der Keramikbrunnen von Richard Kuöhl in der Fritz-Schumacher-Schule, schwarz-weiße Fotografie von Adolf und Carl Dransfeld, aus dem Nachlass von Fritz Schumacher

Am 22. Oktober 1833 malte Martin Gensler ein Aquarell in Langenhorn, das den Titel Nach rechts sitzende Frau in niederelbischer Tracht erhielt. Um 1895 malte ein Maler mit seiner Staffelei, dessen Name nicht genannt wurde, an der Tarpenbek Bauer Jacob Bestmann (Großvater des Heimatforschers Karl August Schlüter) mit seiner Familie sowie Knechten und Mägden bei der Heuernte, wobei ein Teil der Gruppe im Vordergrund unter einem großen Baum auf dem Krögen pausiert. Im Hintergrund sind ein Hügelgrab, die Ohe und die sanft geschwungene Linie der Wälder Stühagen und Harthagen zu sehen. Der Maler verkaufte das Gemälde später dem Bauern und so gelangte es über seine Tochter irgendwann in dem Besitz des Heimatforschers.
1925 wurde von dem Volksschullehrer der Fritz-Schumacher-Schule Johannes Böse, der vorher schon Ausstellungen in Langenhorn organisierte sowie die Arbeitsgruppe Übungen in Bildbetrachtung zuvor leitete und nach dem 1959 der Johannes-Böse-Weg in Langenhorn benannt wurde, die Griffelkunst-Vereinigung Hamburg-Langenhorn gegründet, deren Mitglieder anfangs hauptsächlich aus Siedlern der Langenhorner Fritz-Schumacher-Siedlung bestand. Noch 1929 waren von den 250 Mitgliedern mehr als die Hälfte Siedler der Siedlung. Der erste Hamburger Künstler, den Johannes Böse für seine Pläne gewann, war Rudolf Fredderich (1886–1976). Er stellte einige Originale für die Auswahl und Verteilung als Druck an die ersten Mitglieder zur Verfügung. Mit seiner Hilfe konnte Böse mehr geeignete Künstler für die Vereinigung gewinnen, was anfangs sehr mühevoll war. Kurz darauf fand zweimal im Jahr in der Schule eine Wahlausstellung statt, in der sechs bis acht Künstler insgesamt 50 bis 60 (heute 35 bis 40) Grafiken ausstellte, unter denen hunderte von Mitgliedern (inzwischen 4.400) ihre Wahl trafen. Neben den Wahlausstellungen fanden Einzelausstellungen oder kleine Gemeinschaftsausstellungen von zwei bis drei Künstlern statt, die dann auch, neben Grafiken, Ölgemälde, Aquarelle, Zeichnungen und Plastiken ausstellten. Einzelausstellungen oder kleine Gemeinschaftsausstellungen hatten dadurch unter anderen Künstler wie Bartold Asendorpf, Gustav Adolf Ast, Eduard Bargheer, Bernd und Hilla Becher, Curt Beckmann, Gerhart Bettermann, Joseph Beuys, Ernst Bley, Werner Bley, Claus Böhmler, KP Brehmer, Lovis Corinth, Julius von Ehren, Rudolf Fredderich, Josua Leander Gampp, Paul Gavarni, Rupprecht Geiger, Gotthard Graubner, Herbert Grunwaldt, Willy Habl, Erwin Heerich, Claus Hinrich (auch Heinrich) Hadenfeld, Jonas Hafner, Hansen-Bahia, Dietrich Helms, Gerhard Hintschich, Bernhard Hoetger, Tom Hops, Alfonso Hüppi, Martin Irwahn, Carl-Heinz Kliemann, Karl Kluth, Fritz Kronenberg, Jan Laß, Arnold Leissler, Ludwig Meidner, Michael Morgner, Heinrich Müller, Otto Pankok, Eduardo Paolozzi, Ursula Querner, Paul Reissert, Gerhard Richter, Otto Rohse, Dieter Roth, Karl Rössing, Gerhard Rühm, Armin Sandig, Friedrich Schaper, Eberhard Schlotter, Tomas Schmit, Helmut Schweizer, Eylert Spars, Heinrich Stegemann, Hermann Teuber, Leo Tilgner, Victor Vasarely, A. Paul Weber, Ernst Witt und Gustav H. Wolff. 1956 wurden auch Malereien aus der Sammlung Rolf Italiaander gezeigt.
Einer der bekannten Künstler der Griffelkunst-Vereinigung in Langenhorn war Horst Janssen, der ab 1958 dabei war, sich aber schon 1954 mit einigen seiner Lithografien bewarb und mehrmals dort ausstellte. Einige seiner Grafiken trugen Langenhorn im Titel, so wie Langenhorner Obristen von 1964, eriku Langenhorn von 1982, Langenhorn – Oldenburg; Langenhorn – Freundschaft von 1982, Zu Langenhorn – Lever dot as Sklav von 1983 und die Serie Langenhorner Jubilate von 1988, um nur einige zu nennen.
Andere Künstler, die gewählt wurden, waren unter vielen anderen Werner Büttner, Hanne Darboven, Hanno Edelmann, Edgar Ende, Conrad Felixmüller, Alexander Friedrich, Willi Geiger, Olaf Gulbransson, Ivo Hauptmann, Erich Heckel, Oskar Kokoschka, Alfred Kubin, Frans Masereel, Ernst Odefey, Max Pechstein, Hans Martin Ruwoldt, Karl Schmidt-Rottluff, Renée Sintenis, Gretchen Wohlwill und Paul Wunderlich. Zwei weitere Künstler, von denen Grafiken bei der Griffelkunst-Vereinigung veröffentlicht wurden, waren Friedrich Schaper, der dort auch eine Einzelausstellung hatte und 1945 in Öl den Dorfteich in Langenhorn, an der Ecke Langenhorner Chaussee und Tangstedter Landstraße malte und Ernst Eitner, der eine Waldlandschaft mit Teich bei Langenhorn in Öl und Tempera malte und die Vogtshufe an der Langenhorner Chaussee zeichnete. Ernst Eitners Grafiken wurden ab 1930 achtmal ausgewählt, Friedrich Schapers Grafiken ab 1926 elfmal. Im Sommer 2002 zog die Griffelkunst-Vereinigung aus der Fritz-Schumacher-Schule aus, zog nach St. Pauli und änderte danach ihren Namen in Griffelkunst-Vereinigung Hamburg um. In der Langenhorner Zeit gab es vier Graphikpreise. Der erste wurde 1989 von Erich Arp gestiftet und ging an Horst Janssen, der den Preis aufteilte und ihn zu gleichen Teilen an Herbert Grunwaldt sowie an Hinterbliebene im Dienst getöteter Hamburger Polizisten weiterreichte. Die nächsten Graphikpreise wurden von allen Mitgliedern gestiftet. Sie gingen 1991 unter dem Motto Künstler in den neuen Bundesländern an Carlfriedrich Claus (1. Preis), Michael Morgner (2. Preis) und Baldwin Zettl (3. Preis), 1995 unter dem Motto Druckgraphische Arbeiten von Ausländern, die in Deutschland leben und arbeiten an Nan Goldin und Vadim Zakharov und 1998 unter dem Motto Kunst und Computer an die erste Preisträgerin Orlan und die 2. Preisträger Regula Dettwiler, Brian Reffin Smith und Olga Tobreluts.
Arthur Illies, der auch schon ausstellte, dessen Grafiken ebenfalls bei der Griffelkunst-Vereinigung ab 1926 achtmal gewählt und veröffentlicht wurden (ab 1969 kamen noch einige Nachdrucke dazu), schrieb im Mai 1940:

„Ostern 1892 stand ich während eines Aufenthaltes in Hamburg vor einem niedersächsischen Bauernhof in Langenhorn, und da fiel es mir wie Schuppen von den Augen, dass ich hier etwas sah, das mir innerlich näher stand als alles, was die Akademie und München mir allenfalls geben konnten.“

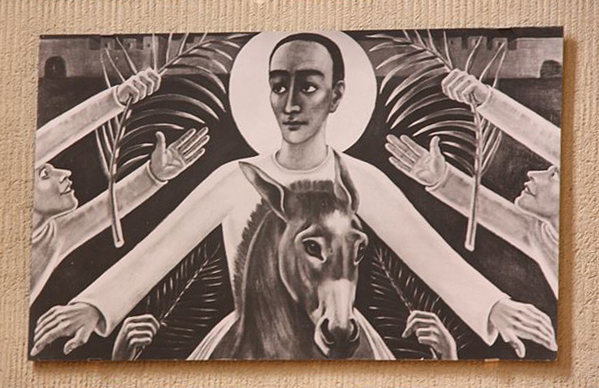
Schwarz-weiße Reproduktion des Teils Verhaftung in Gethsemane mit dem Einzug in Jerusalem des von Anita Rée gemalten Triptychons von 1931

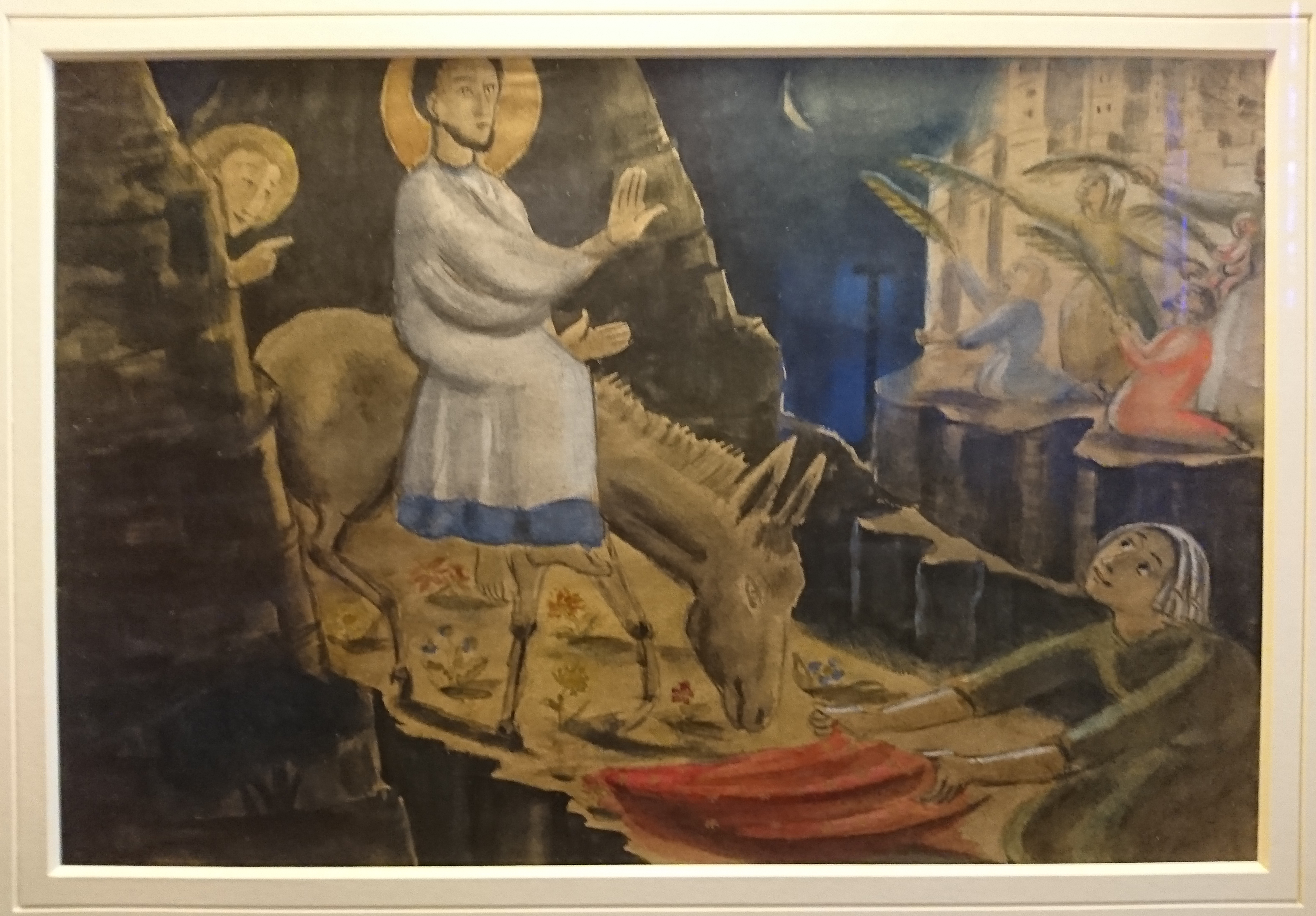
Entwurf des Teils Einzug in Jerusalem von Anita Rée für das Triptychon von 1931

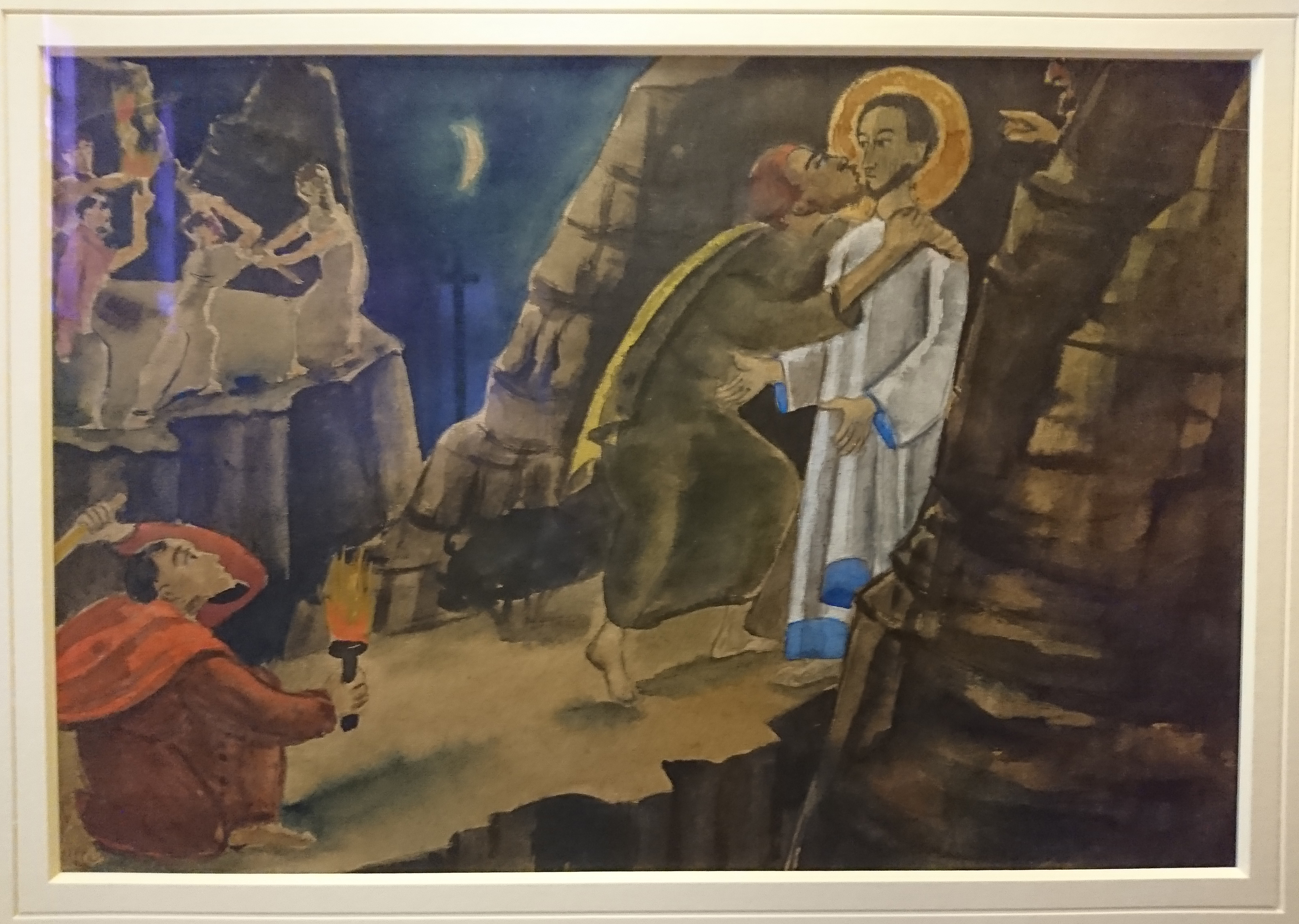
Entwurf des Teils Verhaftung in Gethsemane (auch Judaskuss) von Anita Rée für das Triptychon von 1931

Nach dem Erlebnis in Langenhorn brach er das Studium in München ab. Der Hamburger Maler und Grafiker Paul Dunkelmann (1909–1999) malte 1958 mindestens zweimal den Jonas-Hof (ca. 1960 abgerissen, heute steht dort das Kaufland-Gebäude). Der Heimatmaler und Grafiker Alex Kloth (1901–1988) wohnte seit 1944 in Langenhorn und schuf nach seiner Zeit als Schriftzeichner und Kartograph der Baubehörde Hamburg viele Alt-Hamburger, Fuhlsbüttler und vor allem Langenhorner Motive, oft nach alten Postkarten oder alten Fotos. 1987 erschien von ihm das Buch Langenhorn seit 655 Jahren ein Teil Hamburgs. Bilder des Heimat-Malers und Grafikers Alex Kloth. 1993 erschien ein Nachdruck. Ein weiterer Langenhorner Maler war Wilhelm Hansen. Er studierte um 1963 an der Hochschule für bildende Künste in Hamburg und malte hauptsächlich Aquarelle. Auf dem Bahnsteig des U-Bahnhofes Ohlsdorf hatte er jahrelang einen Schaukasten gemietet, wo er Bilder präsentierte. Mit zunehmendem Alter wurden seine Augen immer schlechter, so dass er in den letzten Jahren seines Lebens nicht mehr malte. Er wohnte gegenüber dem Heidberg-Krankenhaus in der Tangstedter Landstraße 473. Er verstarb um das Jahr 2000 herum. Der Marinemaler und Illustrator Fritz W. Schulz wohnte und arbeitete ab 1955 bis zu seinem Tode 1962 ebenfalls in Langenhorn, im Reekamp 45. In der Fritz-Schumacher-Allee 63 wohnte der Maler und Zeichner Paul Buddy (1922–1990). Am Immenbarg 31 hat der Maler und Grafiker Joachim Hudler (* 1931) sein Atelier, am Immenbarg 15 wohnte und arbeitete von 1960 bis zu seinem Tode 2019 der in Langenhorn geborene Grafiker und Illustrator Holger Börnsen. Von 1969 bis 1992 entwarf er unter anderem viele Briefmarken und Ersttagsbriefe für die Deutsche Bundespost. Ebenfalls in Langenhorn aufgewachsen und zur Schule gegangen ist der Maler Herbert Spangenberg. Er wohnte mit seinem Vater in der Straße Timmerloh 7. Der Maler, Grafiker und Journalist Friedolin Wagner (* 1942) wohnt am Immenhöven 14. Am Laukamp 8 wohnte und druckte der Maler und Grafiker Max Weiss. Am Holitzberg 145 wohnt oder wohnte der Maler, Grafiker und Autor Alfred Philipp Koch (* 1921). Am Dreyerpfad 19 hat seit 1996 der Maler Meinhard Raschke sein Atelier und Malereibetrieb. Seine Frau, die Künstlerin Gerda Maria Raschke lebt und arbeitet dort ebenfalls, aber auch in ihrem Haus auf dem Kleiseerkoog. Der Goldschmied und Maler Walter W. Franke hatte seine Werkstatt in einen kleinen Laden an der Tangstedter Landstraße 108. Er fertigte unter anderem die Plakette für die Verleihung zum Fußballer des Jahres an und jahrelang Das Goldene Lenkrad. Er schuf auch den Entwurf für das gewebte Altarbild der Eirene-Kirche am Willersweg 31, in der er im Mai 1975 rund 40 Bilder ausstellte, und fertigte zudem Altargeräte für Langenhorner und andere Kirchengemeinden. In der Fibigerstraße 83 wohnte der Bildhauer Carl Schümann. Auf der Rückseite des Hauses befinden sich noch zwei von ihm geschaffene Bilder an der Hauswand. Der Maler und Illustrator Tom Jütz wohnte und arbeitete in der Walter-Schmedemann-Straße 68.
In der im Heimatschutzstil errichteten Fritz-Schumacher-Schule befinden sich zwei Wandbilder, von Otto Thämer Pferdeführer und von Eduard Bargheer Landgewinnung von 1936, das das von den Nationalsozialisten abgekratze Bild Verfassungsfeier aus dem Jahre 1931 von Walther J. Schneider ersetzte. Auf Druck der Nationalsozialisten musste Bargheer einige Korrekturen vornehmen, da es sich bei der ursprünglichen Fassung nach deren Ansicht nicht um das Abbild einer deutschen Landschaft mit fröhlichen deutschen Arbeitern handle. Ebenfalls dort ist von Jan Laß das Kachelbild Balkenträger (Bauarbeiter), das am 8. Mai 1932 eingeweiht wurde. Die Keramikbrunnen, die an mehreren Stellen im Schulgebäude zu finden sind, wurden von Richard Kuöhl geschaffen. Von Friedrich Ahlers-Hestermann hängt ein Ölporträt von 1944 in der Schule, das Fritz Schumacher zeigt.
An der rechten Innenwand der 1954 eingeweihten Broder-Hinrick-Kirche in der Tangstedter Landstraße 220 hängt ein Gemälde, das Heinrich von Zütphen zeigt, nach dem die Kirche benannt ist. Es ist eine Kopie nach dem Originalgemälde aus dem 16. Jahrhundert des Dithmarscher Landesmuseums in Meldorf. Eine weitere Kopie hängt in der St. Ansgarii-Kirche in Bremen.
Im Februar 1931 bekam Anita Rée, nachdem sie zweimal Entwürfe ablieferte, den Auftrag zur Erstellung eines Triptychons für den Altar der neuen, im Stil des Neuen Bauens errichteten Ansgarkirche. Thema war die Passion Christi, bestehend aus dem Einzug in Jerusalem, Abendmahl, der Verhaftung in Gethsemane sowie dem Gleichnis von den klugen und den törichten Jungfrauen. Schon Ende 1930 erhielt die Hamburgische Landeskirche eine schriftliche Anfrage der nationalsozialistische Zeitung Hamburger Tageblatt, ob es stimme, dass die Jüdin Anita Rée mit der Ausgestaltung des Altars der evangelischen Kirche in Langenhorn beauftragt sei: „Als Nationalsozialisten können wir nicht verstehen, wie die Ausschmückung dieser evangelischen Kirche an eine Jüdin vergeben werden kann.“ Die evangelisch getaufte Anita Rée erhielt trotzdem den Auftrag. Der Kirchenvorstand der St.-Lukas-Kirchengemeinde, zu der die Ansgarkirche bis 1935 gehörte, lehnte jedoch später die fertigen Bilder ab, die ein Geschenk des Kirchenrates der Hamburgischen Landeskirche waren. Die Kirchengemeinde bekam die Bilder nicht zu sehen. Die Hamburgische Landeskirche schenkte daraufhin das Retabel der Hauptkirche St. Nikolai, die es am 23. März 1933 dankend annahm. Da sie es jedoch nicht im Kirchenraum aufzustellen wagte, wurde es vermutlich auf dem Dachboden eingelagert. Carl Georg Heise versuchte den Altar zu retten, konnte jedoch den von der Nikolaikirche geforderten Preis von 6.000 RM nicht aufbringen. Am 25. oder 28. Juli 1943 wurde das Kirchenschiff bei der Operation Gomorrha von Fliegerbomben getroffen. Das Dach wurde zerstört und stürzte ein. Die Kirche brannte komplett aus. Wenn, wie vermutet wird, das Retabel auf den Dachboden lagerte, wird es nicht mehr existent sein. Schwarz-Weiß-Reproduktionen in Originalgröße hängen seit ca. dem Jahr 2000 an der Orgelempore der Ansgarkirche.
Auf der Ausstellung Anita Rée – Retrospektive von Oktober 2017 bis Februar 2018 in der Hamburger Kunsthalle wurden auch die zwei Altarbildentwürfe Einzug in Jerusalem und Verhaftung in Gethsemane (auch Judaskuss) des abgelehnten Altar-Triptychons gezeigt, die Teil der Sammlung der Kunsthistorikerin Maike Bruhns waren. Nach der Kontaktaufnahme zu Maike Bruhns und deren darauffolgenden Besuch in der Ansgarkirche entschloss sich im Mai der Kirchengemeinderat, diese zu kaufen und startete einen Spendenaufruf, der dazu führte, dass die Sütterlinstube Hamburg eines der Entwürfe stiftete und auch der zweite Entwurf erworben werden konnte. Am 15. September 2018 wurden die Entwürfe im Rahmen der Veranstaltung Nacht der Kirchen in der Ansgarkirche präsentiert. Im am 4. November 1962 eingeweihten Gemeindehaus der Ansgarkirche am Wördenmoorweg 22 hängt ein etwa 3 × 1,20 Meter großer Holzschnitt von HAP Grieshaber mit dem Titel Ansgar verlässt das brennende Hamburg von 1965. Der Druckstock des Holzschnittes hing jahrelang im Aufgang vom 12. zum 13. Stock des Philosophenturmes der Universität Hamburg und hängt nun links neben der Kanzel in der Hauptkirche St. Nikolai. Die Skulpturengruppe an der Fassade des Gemeindehauses stellt Erzbischof Ansgar vor einer Menschengruppe dar und wurde von dem Bildhauer Karl Heinz Engelin geschaffen.
Aus dem Jahre 1930 stammt das ehemalige Kriegerdenkmal, das anfangs wohl nur an Langenhorner Gefallene des Ersten Weltkrieges erinnern sollte und auf einem hellen Podest auf der Treppe links vor der Ansgarkirche stand. Es wurde von Richard Kuöhl geschaffen, der auch die Keramikbrunnen in der Fritz-Schumacher-Schule schuf. Die Inschrift des Podestes lautete „Ich hatt’ einen Kameraden“ und war ein Zitat der ersten Strophe des Gedichts Der gute Kamerad von Ludwig Uhland. Heute ist die Bronzeskulptur mit dem knienden Soldaten, die nun auf einem Klinkerpodest steht, auf dem mit einer Hecke umgebenen Hain links neben der Kirche, ein Mahnmal. Auf dem Podest ist seit 1971 auf einem angebrachten Schild zu lesen „Vergib uns unsere Schuld wie auch wir vergeben unsern Schuldigern. Die Toten zweier Weltkriege mahnen: Wehret neuem Blutvergiessen.“ Der erste Satz der Inschrift ist ein Zitat aus dem christlichen Gebet mit dem Namen Vaterunser.

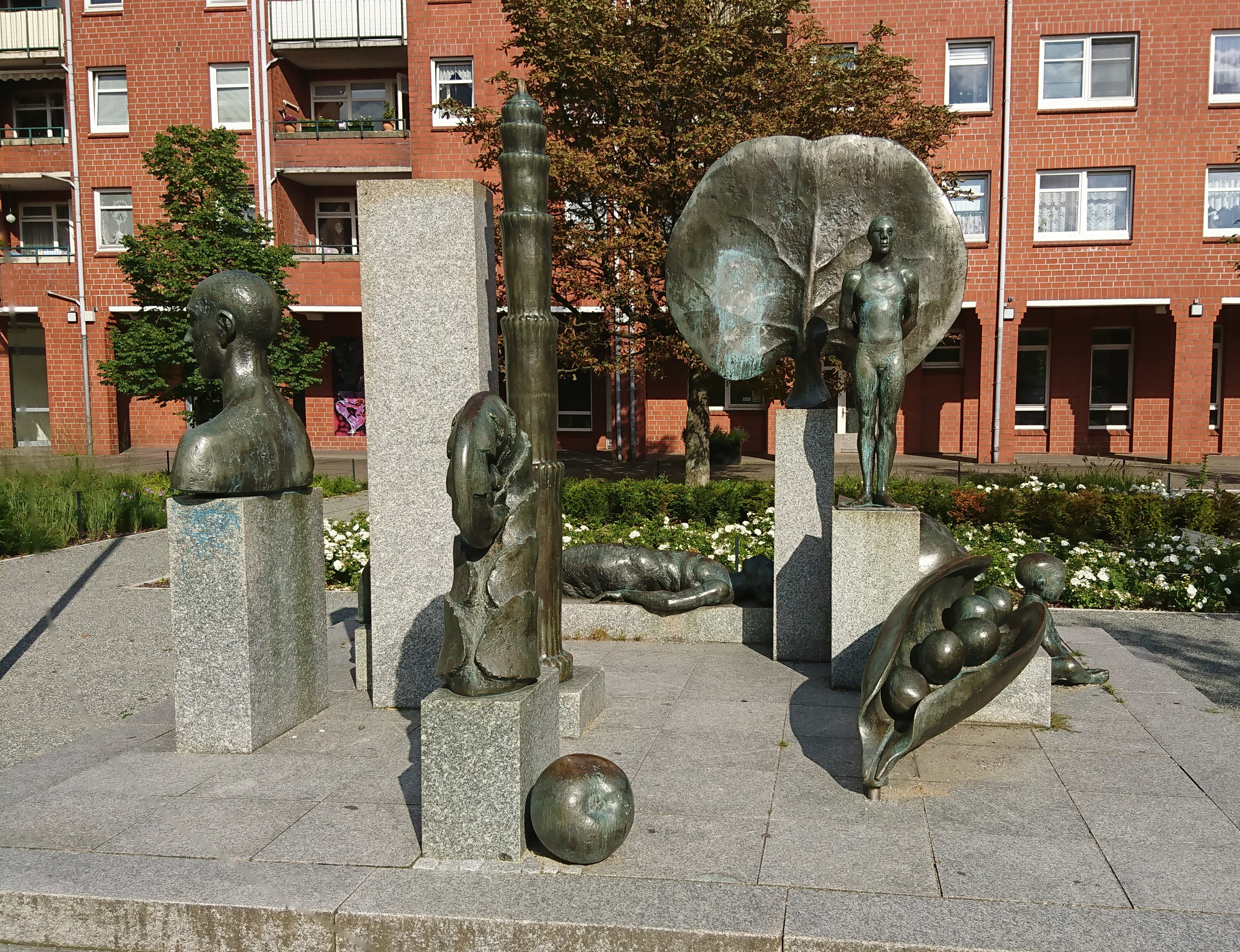
Skulpturengruppe auf dem Käkenhof von Doris Waschk-Balz von 1985, 2017

Zwei weitere Skulpturen von einem bekannten Künstler, Fritz Fleer, sind Großer Schreitender von 1965 an der Tangstedter Landstraße am Eingang zum Kiwittsmoorpark und der Ikarus von 1977 Am Schulwald 8. Die meisten Skulpturen Langenhorns hat Doris Waschk-Balz 1985 kreiert. Sie konzipierte das umfangreiche Projekt der künstlerischen Gestaltung der Wohnsiedlung Essener Straße mit 12 Einzelskulpturen und einer Skulpturengruppe von 12 Skulpturen auf dem Marktplatz Käkenhof am Käkenflur, die die Einzelskulpturen widerspiegeln. Drei Skulpturen wurden gestohlen, die Einzelskulpturen Schnecke und Birne sowie die Windenknospe der Ackerwinde von der Skulpturengruppe, sodass es insgesamt nur noch 21 Skulpturen sind. Die Bildhauerin Anne Ochmann schuf bis 2014 in Zusammenarbeit mit Kindern der Siedlung Essener Straße zehn Skulpturen und zwei Skulpturengruppen von jeweils zwei Skulpturen in der Siedlung Essener Straße. Zu sehen sind Thronhaus, Posthornschnecke – Langhornschnecke, Spitzhornschnecke und Posthornschnecke, Wassertürme und Plattfisch sowie sieben Wächtertürme.

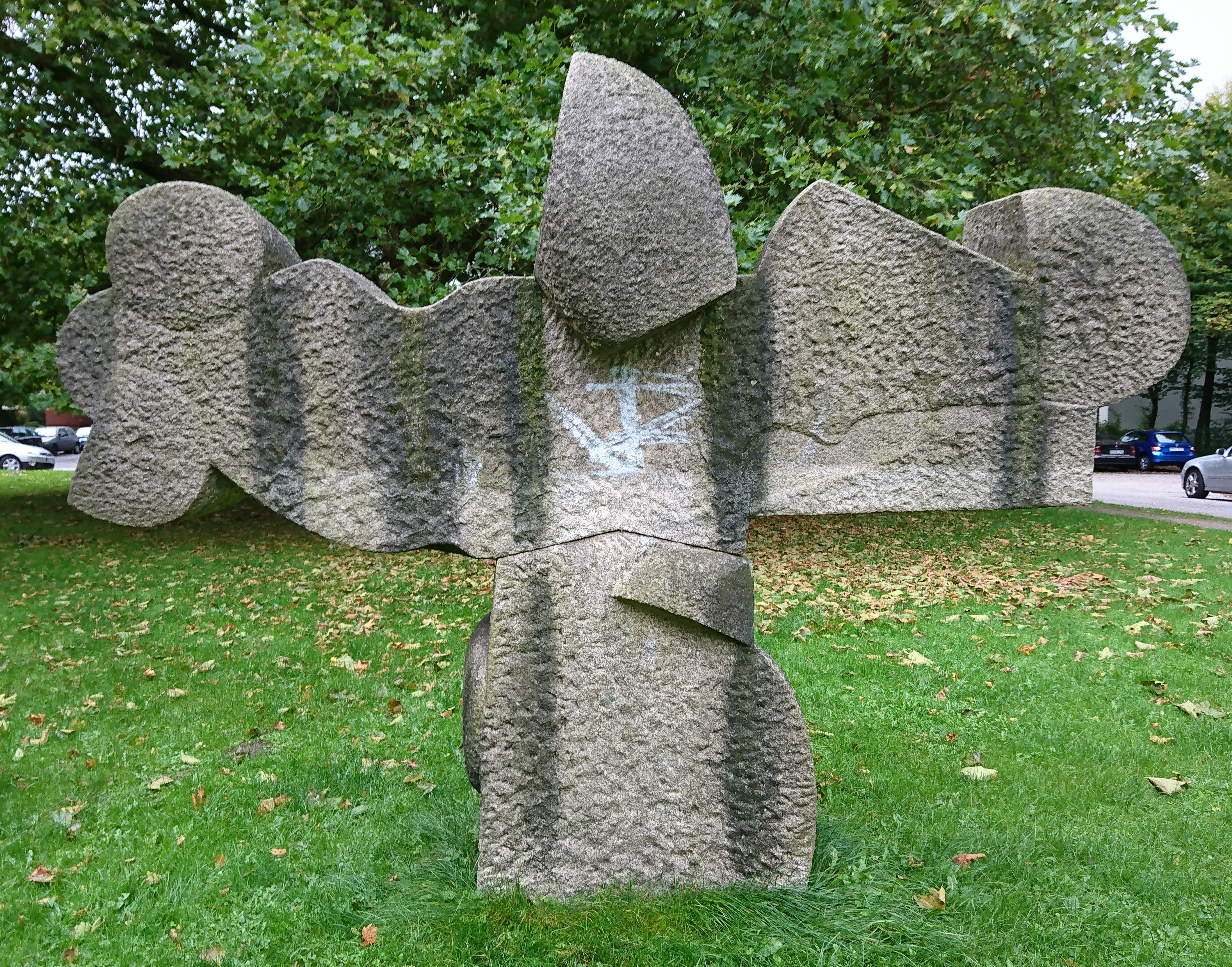
Der Baum von Hans Kock von 1965, beim Holitzberg 131, 2017

Von den ehemals zwölf Skulpturen, die auf dem Gelände des ehemaligen Allgemeinen Krankenhauses Ochsenzoll standen, existieren nur noch sechs, und zwar von Gustav Seitz die Stehende Eva von 1959, von Thomas Darboven die Skulptur Rinder aus Granit von 1979, von Klaus Kütemeier die Schildkröte von 1975, von Martin Irwahn Schafhirte von 1965, von Kurt Bauer Eulen von 1962 sowie von Anne-Marie Vogler Die Hilfe von 1963/64 (sie stand bis 2002 im Heidberg-Krankenhaus). Die Bronzeskulpturen Tanzende von Karl August Ohrt, von 1961, und Sitzender Panther von Hans Martin Ruwoldt, von 1961, wurden gestohlen. Entfernt wurden Bemaltes Objekt von Otto Mindhoff, von 1982, sowie die zwei Reliefstelen von 1982, die Siegfried Neuenhausen zusammen mit Art-brut-Künstlern des Krankenhauses schuf. Bei dem Abriss zweier Gebäude auf dem Gelände verschwanden 2007 ein Betonrelief von Walther Zander vor dem Eingang des Schwesternhochhauses Haus 137 und eine Stele im Zentrum des Hauses 77 aus dem Jahre 1977.

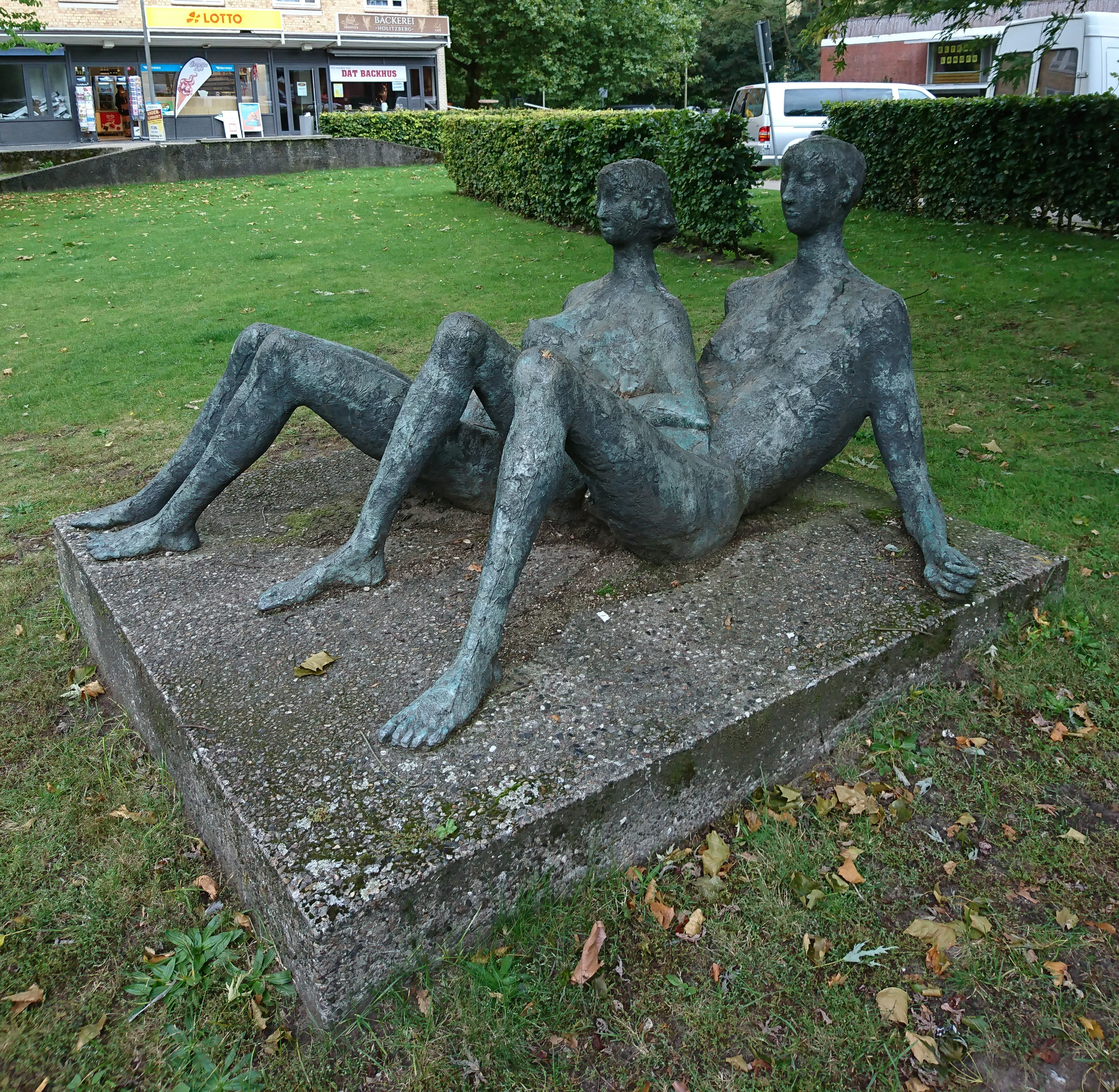
Großes liegendes Paar von Ursula Querner von 1966, beim Holitzberg 298, 2017

Verschwunden sind in Langenhorn auch das Wandmosaik von 1960 Zwei Habichte von Kurt Bauer an der Straße Beim Schäferhof 18–22 und ein Kachelbild von Gisela Engelin-Hommes an der Dortmunder Straße 19 von 1982 sowie von Carl Ihrke der Fisch von 1962 in der Straße Hohe Liedt 67. Ein gleicher Fisch von Carl Ihrke aus dem Jahr 1961 steht auf dem Spielplatz rechts neben dem Haus der Jugend Eberhofweg am Eberhofstieg 22. Ebenfalls Hohe Liedt 67 wurde im Herbst 2015 die stark beschädigte Bronzeskulptur Jongleurgruppe von Ursula Querner aus dem Jahre 1962 entfernt und restauriert. Sie steht seitdem als Leihgabe im Atrium der Asklepios Klinik Barmbek. Von Ursula Querner stammen auch die Skulpturen Narziss von 1965, die 1998 gestohlen wurde, und Großes liegendes Paar von 1966, die sich am Holitzberg 298 befindet. Der Metall- und Steinbildhauer Ernst Hanssen schuf 1963 die Kunstschmiedearbeiten für das Geländer der Timmerlohbrücke und 1964 für das der Wördenmoorbrücke. Die Kunstschmiedearbeit am Geländer der Tannenwegbrücke stammt ebenfalls von ihm. Von Gerhard Hausmann hängt das Glasmosaik Vier Jahreszeiten über dem Eingang an der Tangstedter Landstraße 143, jedoch ist es seit 2019 von einem Firmenschild verdeckt. Die Skulptur Steinblume von Maria Pirwitz, umgeben von Quadern, befindet sich am Wördenmoorweg 57. Weitere Künstler mit einem oder mit mehreren Werken im Langenhorner öffentlichen Raum sind Knud Knabe, Vilma Lehrmann-Amschler, Carl Schümann, Sabine von Diest-Brackenhausen, Annette Caspar, Richard Steffen, Gisela Engelin-Hommes, Hanno Edelmann, Hans Kock, HD Schrader, Johannes Ufer, Herbert Spangenberg, Dietmar Linke, Mona Schewe-Buggea und W. Rodewoldt. Die schon oben genannten Otto Thämer, Karl August Orth, Kurt Bauer, Maria Pirwitz und Gustav Seitz sind mehrmals in Langenhorn vertreten.
In dem im Januar 1952 in Betrieb genommenen Grundwasserwerk Langenhorn in der Straße Tweltenbek 12 befinden sich an der Wand der Vorhalle eine keramische Landkarte, die die Künstlerin Nanette Lehmann schuf, und in der Schaltzentrale des Maschinensaals über der Schalttafel ein großes Sgraffito von Ulrich Olaf Deimel.
Anfang Januar 2017 wurden die Teile eines Keramik-Mosaiks von Tom Hops aus dem Jahre 1971 nummeriert, von der Wand des ehemaligen Ortsamtes in Fuhlsbüttel in der Hummelsbütteler Landstraße 46 entfernt und im Sitzungssaal des vom Bezirk Hamburg-Nord gemieteten Gebäudes Tangstedter Landstraße 6 in Langenhorn angebracht.
Am Ochsenzoll, südlich der Straße Bärenhof, sind zwei mit aus Beton gegossenen Armen umarmte Bäume auszumachen. Dies ist eine Kunstaktion des Künstlers Lukas Engelhardt gegen geplante Abholzungen in dem Gebiet. Nizar Müller von der CDU Langenhorn konnte den Künstler, der sonst nur in seinem Stadtteil agierte, für das Langenhorner Projekt begeistern und gewinnen.
Im Rahmen des Kunstprojektes Stolpersteine wurden in Langenhorn bisher 90 Stolpersteine von dem Künstler Gunter Demnig gesetzt und einer von dem Arbeitskreis Stolpersteine. Mitgezählt wurde ein Stolperstein, der verschwand und ersetzt wurde. Drei der noch verbleibenden 90 beziehen sich erklärend auf andere Steine, die mit ihnen verlegt wurden. Die in Langenhorn verlegten Stolpersteine, die an Opfer des Nationalsozialismus erinnern, sind in der Liste der Stolpersteine in Hamburg-Langenhorn aufgeführt.

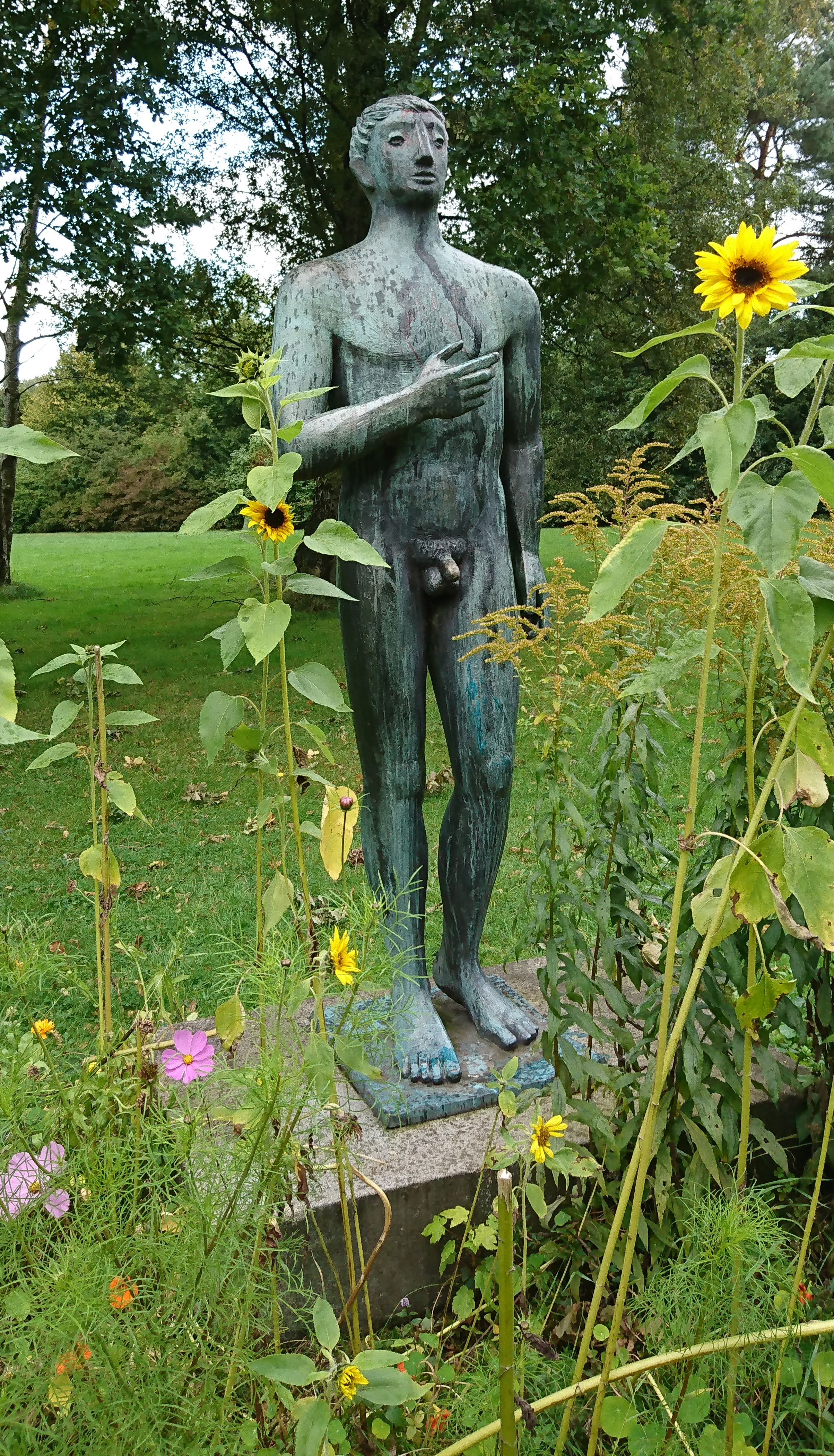
Großer Schreitender von Fritz Fleer von 1965, 2017
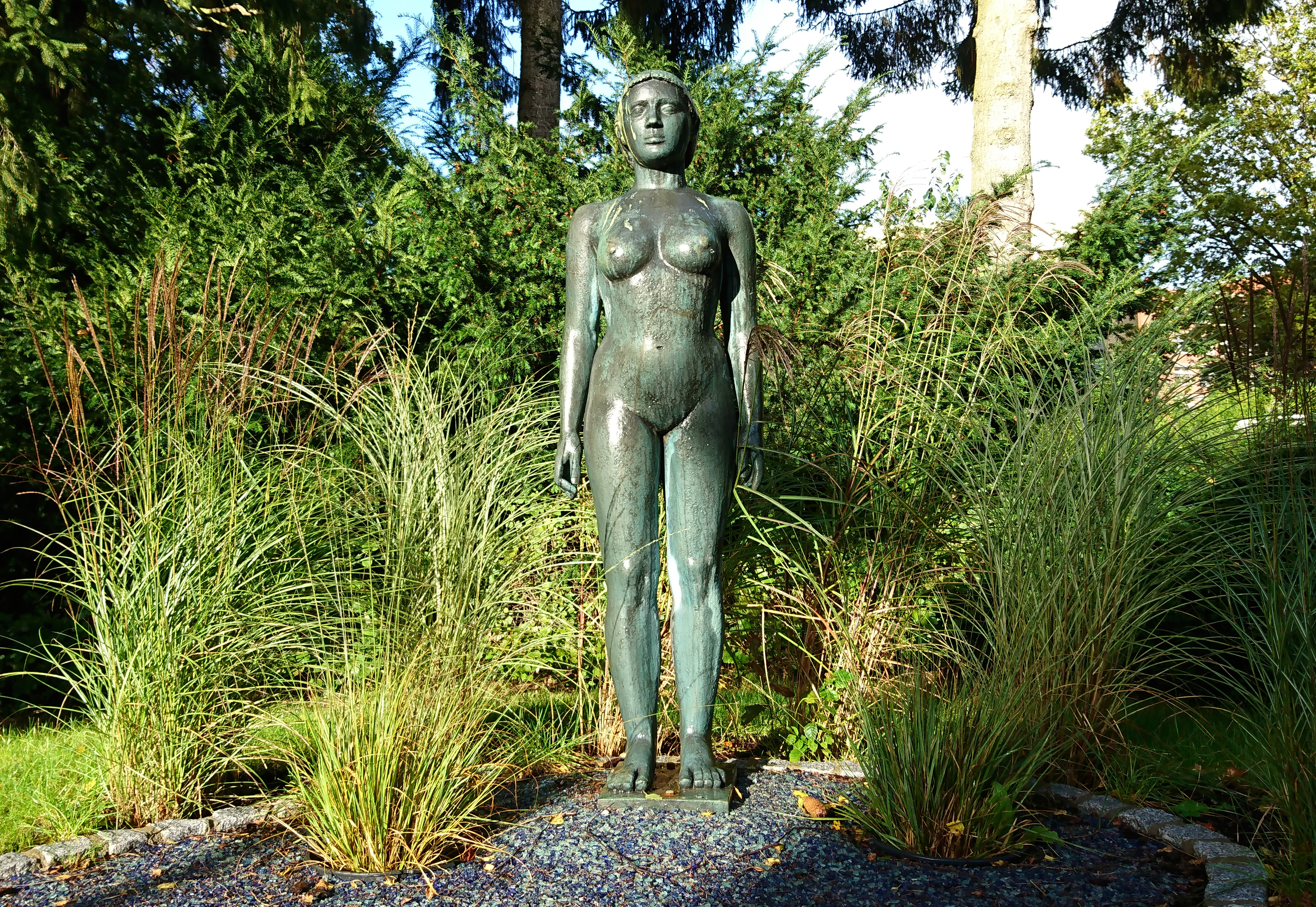
Stehende Eva von Gustav Seitz von 1959 (datiert 1947), 2017
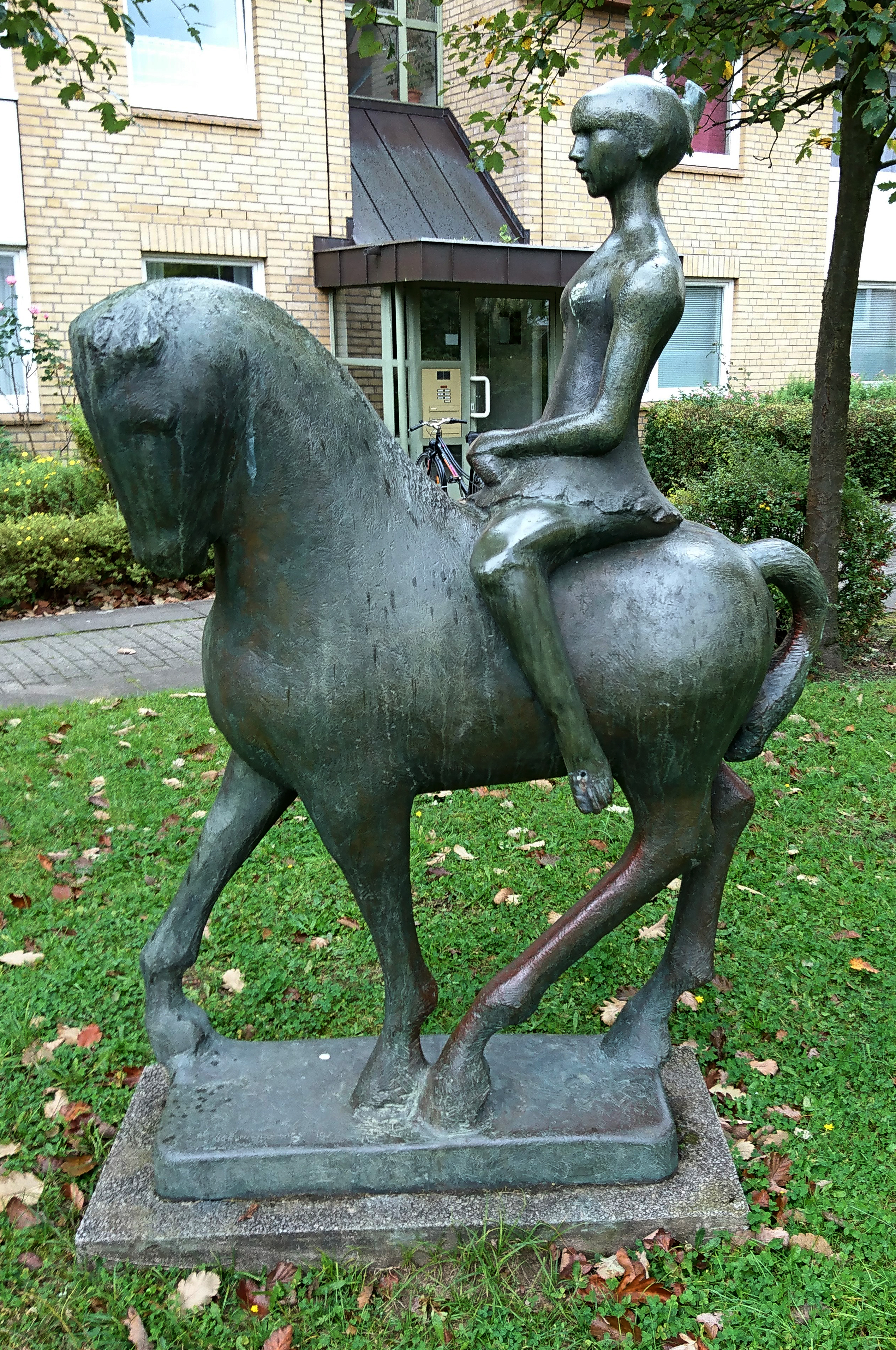
Zirkusreiterin von Gisela Engelin-Hommes von 1978, 2017
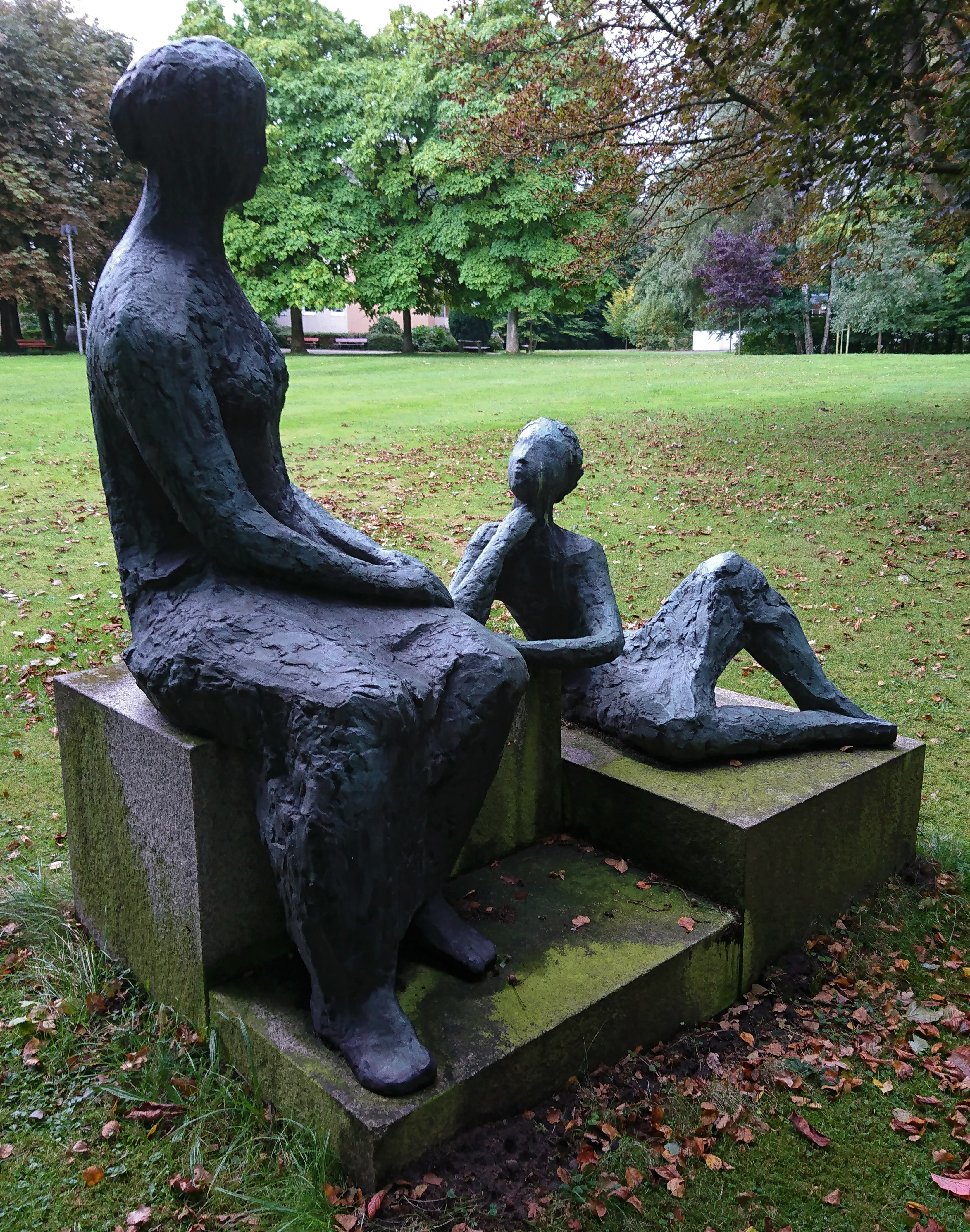
Zwiegespräch von Sabine von Diest-Brackenhausen von 1975, 2017
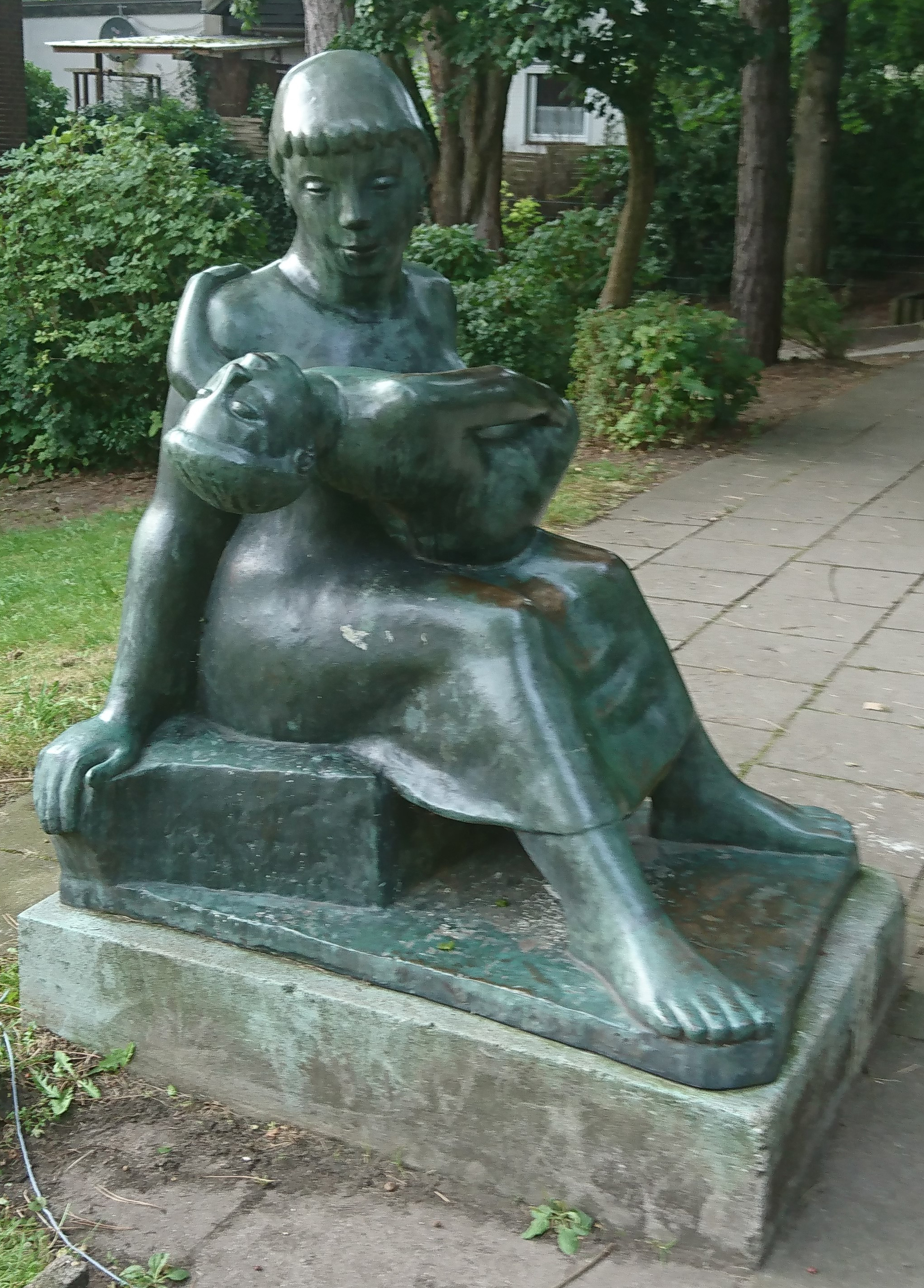
Mutter und Kind von Richard Steffen von 1964, 2017
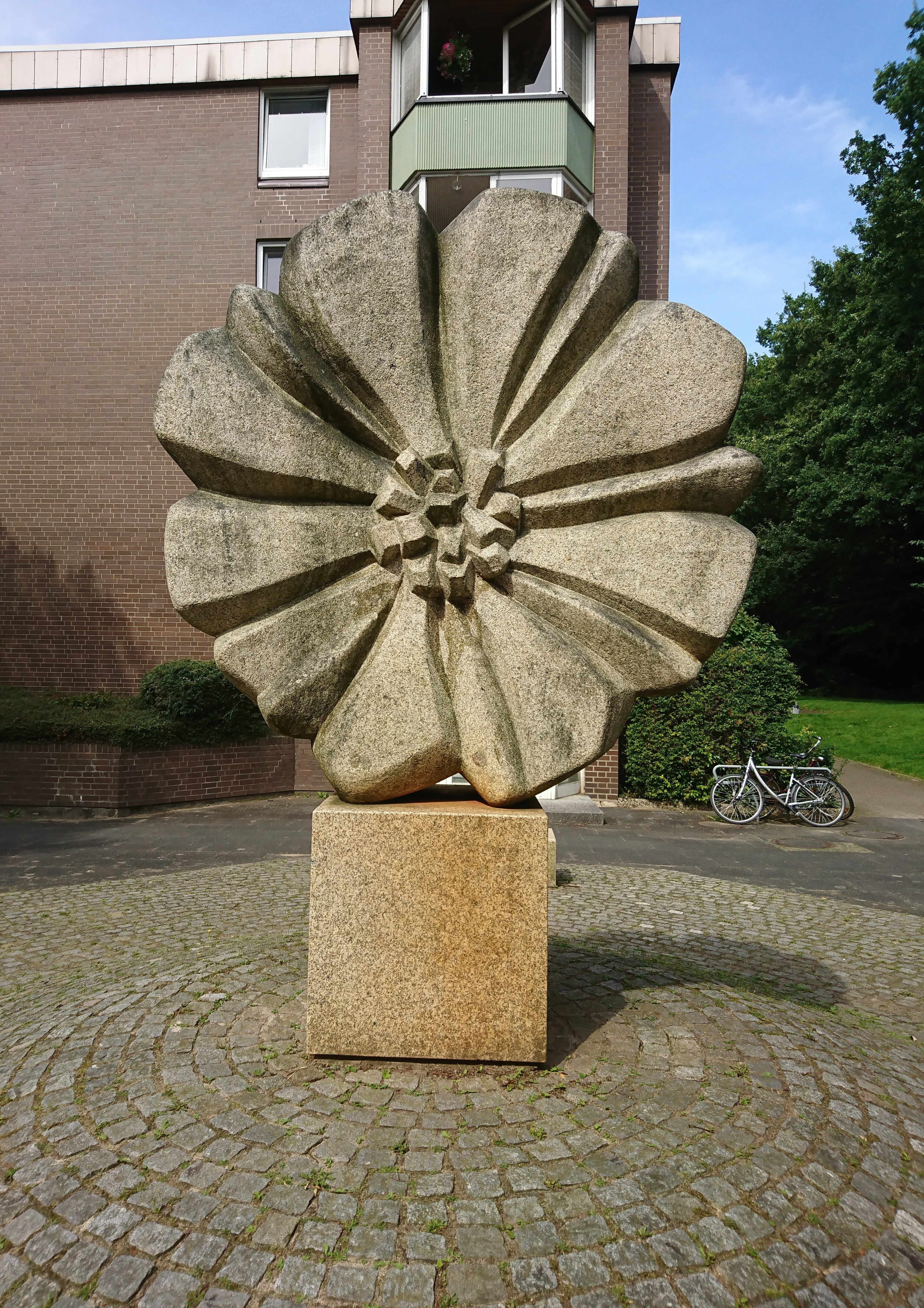
Steinblume von Maria Pirwitz von 1982, 2017

Regelmäßige Kunstausstellungen finden in der Galerie des Courtyard im Courtyard Hamburg Airport Hotel an der Flughafenstraße 47 statt und unter dem Motto Kunst im Treppenhaus im Langenhorner Bürgerhaus an der Tangstedter Landstraße 41, die von dem Langenhorner Bürger- und Heimatverein e. V. veranstaltet werden. Einmal jährlich finden dagegen zwei zweitägige Ausstellungen statt, die Ausstellung Kunst im Kettenwerk des Kunstverein Kettenwerk e. V. in der Essener Straße 2–4 im Haus 7b, veranstaltet von Künstlern des Vereins, und die Ausstellung Börner Künstlertreff im Börner Kulturhaus LaLi in der Tangstedter Landstraße 182a, die von der Gemeinschaft der Fritz-Schumacher-Siedlung Langenhorn e. V. organisiert wird. Art brut entdeckt man, wenn man die ständige Ausstellung der Künstlergruppe KIK, Kunst in der Klinik, im Südflur des 2. Stocks im Haus 2 der Asklepios Klinik Nord am Ochsenzoll an der Langenhorner Chaussee 560 besucht.
Zur künstlerischen Frühförderung von Kindern organisiert seit Jahren die Lichtwarkschule in Langenhorn Bildungsangebote.

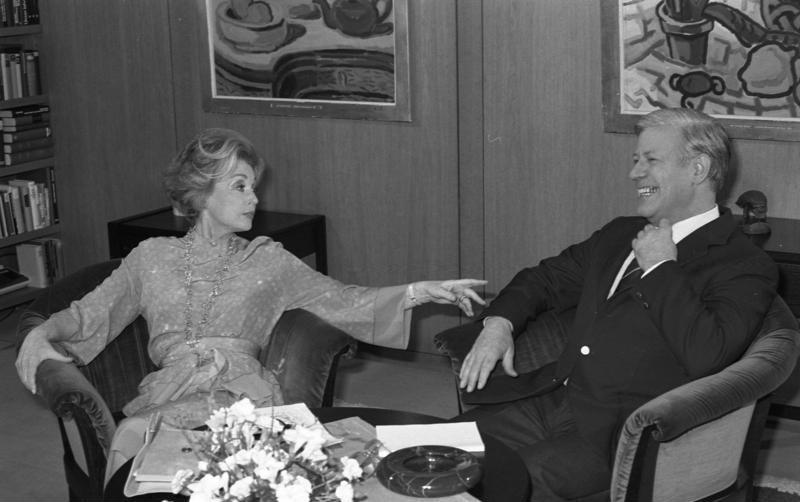
Lilli Palmer bei einem Interview mit Helmut Schmidt 1982

Zu den bekannten Kunstsammlern in Langenhorn zählten Gerhard Schack, Hans Harmsen und der ehemalige Bundeskanzler Helmut Schmidt, der auch selbst malte, mit seiner Frau Loki Schmidt. Beide wohnten ab Dezember 1961 im Neubergerweg 80–82. Grafiken, Gemälde und Plastiken zierten ihr Refugium. Werke unter anderem von Ernst Barlach, Ansgar Sebastian Beer (* 1973), Rolf Böhlig, Marga Böhmer, Paul Bollmann, Olga Bontjes van Beek, Gudrun Brüne (auch Brüne-Heisig), Marc Chagall, Jean Cocteau, Salvador Dalí, Otto Dix, Ernst Eitner, Hans am Ende, Albert Feser, Rainer Fetting, Klaus Fußmann, August Gaul, Francisco de Goya, August Haake, Erich Heckel, Bernhard Heisig, Thomas Herbst, Hermann Hesse, Rudolf Höckner, Alfred Hrdlicka, Franz Iffland, Hans Joachim Ihle, Otto Illies, Horst Janssen, Franz Kaiser, Theo Kauertz (1922–1993), Paul Kayser, Oskar Kokoschka, Käthe Kollwitz, Joseph Krautwald, Alfred Kubin, Maren Lipp (1926–2015), Meike Lipp (* 1955), Marianne Lüdicke, August Macke, Eva de Maizière, Albert Marquet, Joan Miró, Christian Modersohn, Otto Modersohn, Paula Modersohn-Becker, Vera Mohr-Möller (1911–1998), Henry Moore, Edvard Munch, Peter Nagel, Arndt Georg Nissen, Emil Nolde, Fritz Overbeck, Lilli Palmer, Max Pechstein, Pablo Picasso, Maria Pirwitz, Christian Daniel Rauch, Hans Scheib, Hugo Schmidt (1890–1986), Karl Schmidt-Rottluff, Utagawa Hiroshige, Doris Waschk-Balz, Adolf Wriggers, Heinrich Zille und Bernhard Heyde (1899–1978), dem Ehemann von Ida Ehre. Im Garten befindet sich die Skulptur Mann und sein Totem von dem Simbabwer Damian Manuhwa (1952–2008). Das Haus mit allem darin und das Grundstück gehören der 1992 von Helmut und Loki Schmidt gegründeten Helmut und Loki Schmidt-Stiftung. Das Haus sollte ein Museum werden, jedoch ist das aus konservatorischen Gründen nicht möglich. Nur an wenigen Tagen im Jahr ist das Haus für einen ausgewählten Personenkreis zugänglich, vor allem für Forscher, die das Archiv nutzen möchten, aber auch für kleine Besuchergruppen. Es ist jedoch ein virtueller Rundgang möglich. Seit dem 1. Januar 2017 wird das Anwesen von der Bundeskanzler-Helmut-Schmidt-Stiftung verwaltet.
Vom 4. Oktober 2020 bis zum 31. Januar 2021 waren eine Auswahl von rund 150 Stücken aus der Sammlung von Helmut und Loki Schmidt nicht in Langenhorn. Die Werke waren nach ihrer teilweisen Restauration und Reinigung durch die Restauratorinnen Antonia Billib (König Restaurierung), Silke Beiner-Büth, Gudrun Kühl und Bettina Heine in der Ausstellung Kanzlers Kunst – Die Sammlung Helmut und Loki Schmidt im Ernst-Barlach-Haus im Jenischpark in Hamburg-Othmarschen zu sehen.

## Wirtschaft und Infrastruktur

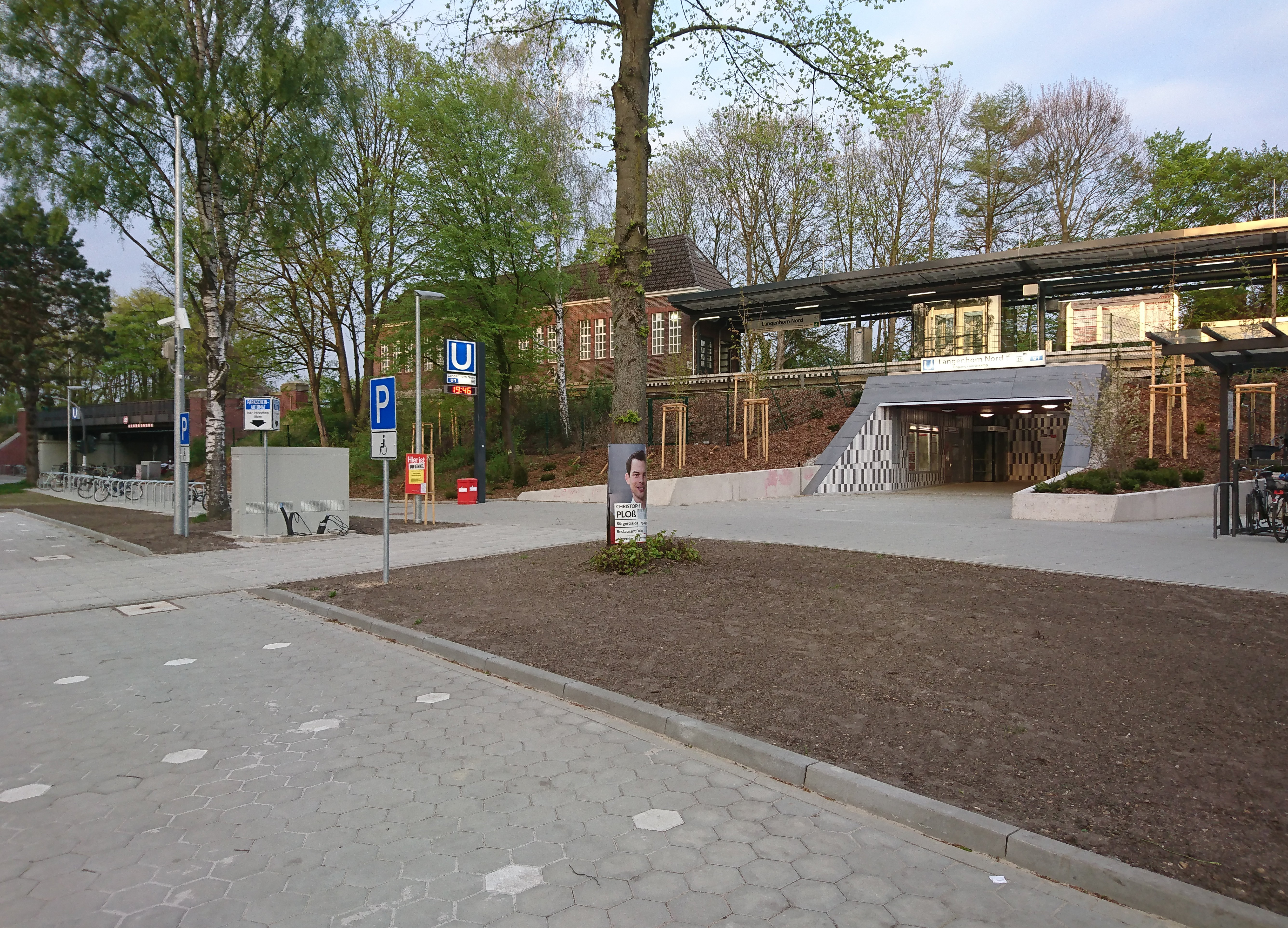
U-Bahn-Station Langenhorn-Nord, Seitenansicht, 2019

### Verkehr
Die Ein- und Ausfallstraße Langenhorner Chaussee durchquert Langenhorn von Norden nach Süden (oder umgekehrt) und war bis Mitte 2000 Teil der Bundesstraße 433. Dann aber wurde die Umgehung Fuhlsbüttel fertiggestellt, die nun ein Teil der Bundesstraße 433 ist und vom Flughafen kommend, im Zuge der Zeppelinstraße und Krohnstieg bis zum Krohnstiegtunnel über Langenhorner Gebiet verläuft. Der Ring 3, der Hamburg umläuft, durchquert Langenhorn von Osten nach Westen (oder umgekehrt). Von Osten aus gesehen, wird er, nachdem er Hummelsbüttel durchquerte, in Langenhorn vom Gehlengraben, einem kleinen Stück Tangstedter Landstraße und Krohnstieg gebildet und führt durch den Krohnstiegtunnel weiter nach Niendorf und unter anderem zu der Anschlussstelle zur Bundesautobahn 7. Die Langenhorner Chaussee und die Tangstedter Landstraße münden im Norden, schon auf Norderstedter Gebiet, in die Bundesstraße 432. Sämtliche Langenhorner Straßen, Plätze sowie Füßgänger- und Straßenbrücken sind in der Liste der Straßen, Plätze und Brücken in Hamburg-Langenhorn aufgeführt.
Die U-Bahn-Linie U1 führt durch Langenhorn. Wenn man aus dem U-Bahnhof Fuhlsbüttel-Nord herauskommt, befindet man sich auf der Grenze zu Langenhorn, da der Raakmoorgraben, die Grenze, unterirdisch direkt vor dem Gebäude verläuft. Es folgen Richtung Norden die Langenhorner Haltestellen Langenhorn-Markt, Langenhorn-Nord, Kiwittsmoor und Ochsenzoll. Zudem führen mehrere Buslinien des Hamburger Verkehrsverbunds durch Langenhorn mit zahlreichen Haltestellen. An den U-Bahnhöfen Langenhorn-Markt und Ochsenzoll befinden sich Taxenstände mit grünen Rufsäulen. Neben dem U-Bahnhof Langenhorn-Nord, am Foorthkamp befindet sich ebenfalls eine Taxirufsäule. Seit Herbst 2015 befindet sich in Langenhorn Mitte vor dem Edeka-Markt an der Tangstedter Landstraße am Bahnhofsvorplatz des U-Bahnhofs Langenhorn-Markt eine StadtRAD-Station mit 15 Abstellsäulen und dazugehörigen Fahrrädern.
Durch Langenhorn führen zwei Velorouten und eine Freizeitroute. Östlich der Langenhorner-Markt-Brücke, an der Tangstedter Landstraße Ecke Gehlengraben kreuzen sich die von Nord nach Süd verlaufende Veloroute 4 und die von West nach Ost verlaufende Veloroute 14, die entlang des Ring 3 verläuft. Die von Nord nach Süd verlaufende Freizeitroute 12 kreuzt die Veloroute 14 weiter westlich am Krohnstieg, an einem Weg zwischen den Straßen Samlandweg und Torfstück.

### Ansässige Unternehmen

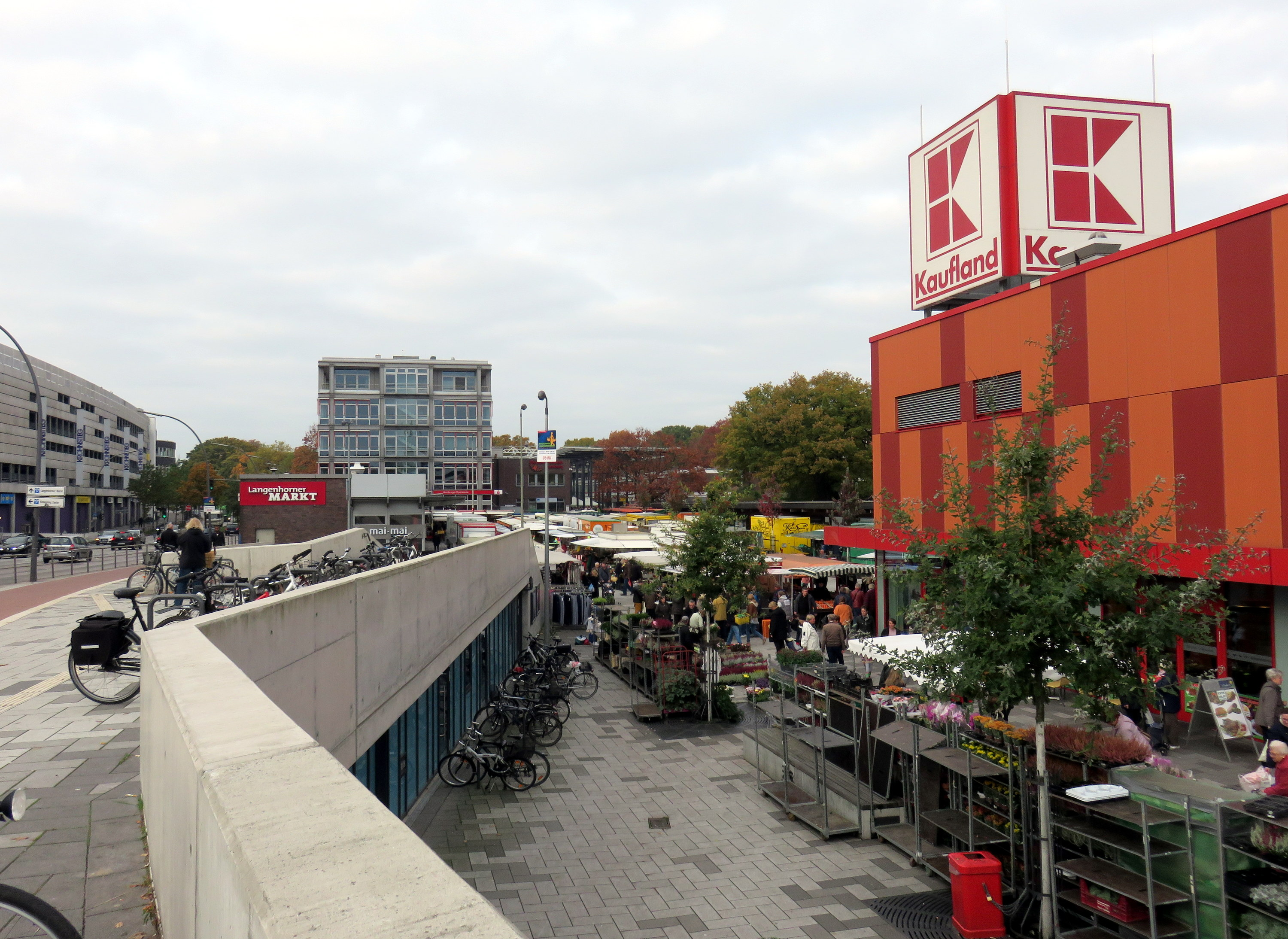
Der Langenhorner Markt 2015 mit der Kaufland-Filiale, im Hintergrund ein Teil des Einkaufszentrums Langenhorner Markt und links am Bildrand das Gebäude des Krohnstiegcenters

Das größte Geschäftszentrum Langenhorns ist das Nahversorgungszentrum Langenhorn Mitte. Es erstreckt sich über die Bereiche Einkaufszentrum Langenhorner Markt, die von 2013 bis 2014 modernisierte Marktfläche Langenhorner Markt mit dem Komplex um Kaufland, das Krohnstiegcenter sowie die bis Sommer 2015 modernisierte, südliche Tangstedter Landstraße. In dem Zentrum befinden sich rund 115 Gewerbebetriebe aus den Bereichen Einzelhandel, Dienstleistung und Gastronomie. Dicht daran liegen die Geschäfte am Anfang der Straße Gehlengraben. Ein weiteres größeres Geschäftszentrum befindet sich am Ochsenzoll.
Ortsansässige Hotels sind das Courtyard Hamburg Airport Hotel (4 Sterne Superior) an der Flughafenstraße 47, Kocks Hotel (3 Sterne garni) an der Langenhorner Chaussee 79, meinHotel (2 Sterne) an der Langenhorner Chaussee 99, das Hotel Boutique 125 Hamburg Airport an der Langenhorner Chaussee 125, das Hotel Cockpit (3 Sterne garni) an der Langenhorner Chaussee 157, das Leonardo Hotel Hamburg Airport (4 Sterne) an der Langenhorner Chaussee 183 sowie Hotel und Speisewirtschaft Wattkorn des bekannten Kochs Michael Wollenberg an der Tangstedter Landstraße 230. Pensionen gibt es mindestens drei, und zwar die Pension am Flughafen in der Straße Sandfoort 112, die Pension Langenhorn im Oehleckerring 6 und die Flughafenpension Hamburg im Harnacksweg 57.
In Langenhorn sind darüber hinaus ansässig:
- die Deutschlandzentrale der Hermes Logistik Gruppe
- die IT-Zentrale der Jungheinrich AG
- die Kromi Logistik AG
- die Konzernzentrale der Nordex SE
- das Belgische Konsulat, Büro des Wirtschafts- und Handelsattachés für die Wallonische Region, Langenhorner Markt 9

Zudem hat der Landesverein Nord der Deutsch-Finnischen Gesellschaft seinen Sitz in Langenhorn.

### Öffentliche Einrichtungen

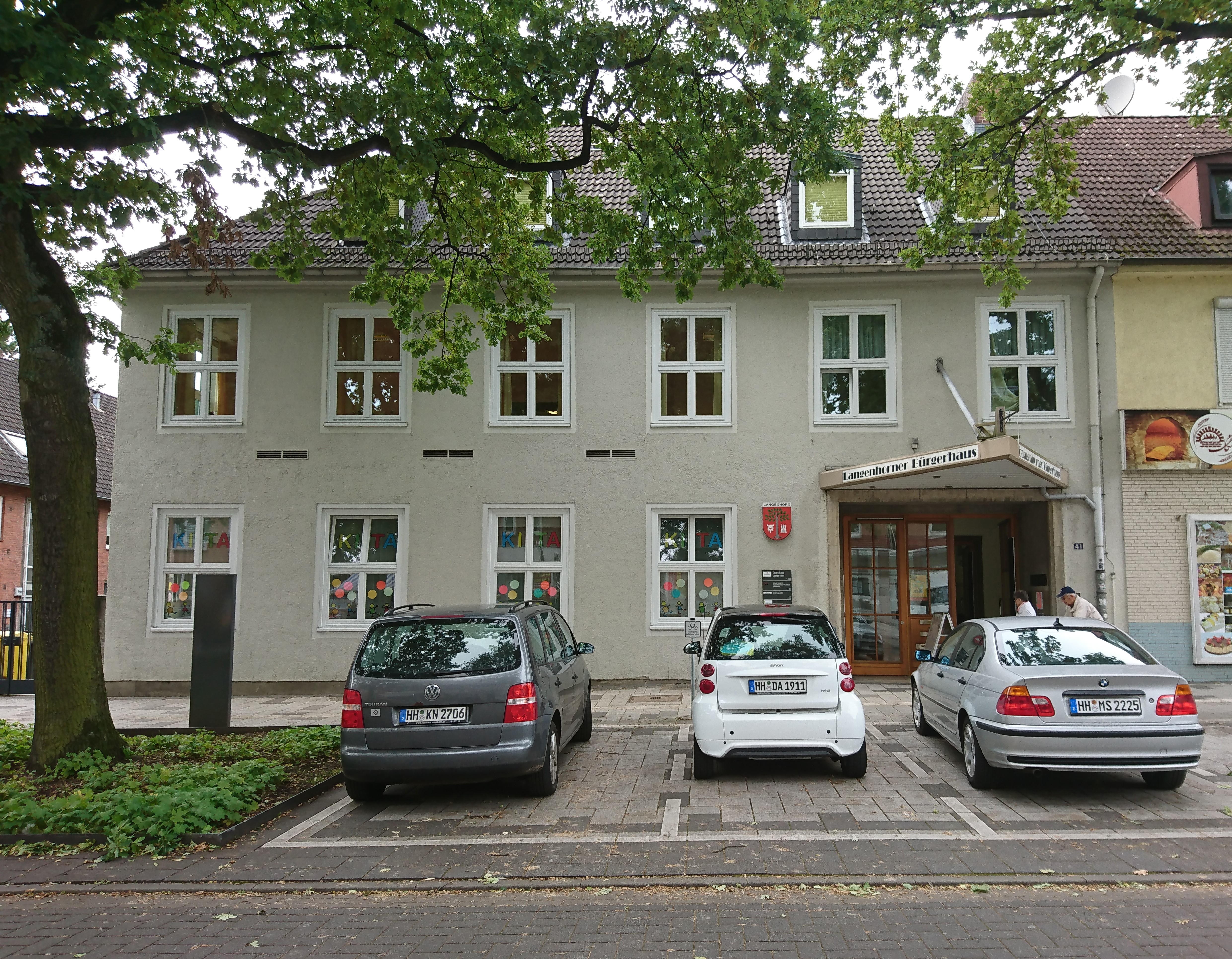
Langenhorner Bürgerhaus, Tangstedter Landstraße 41, 2017

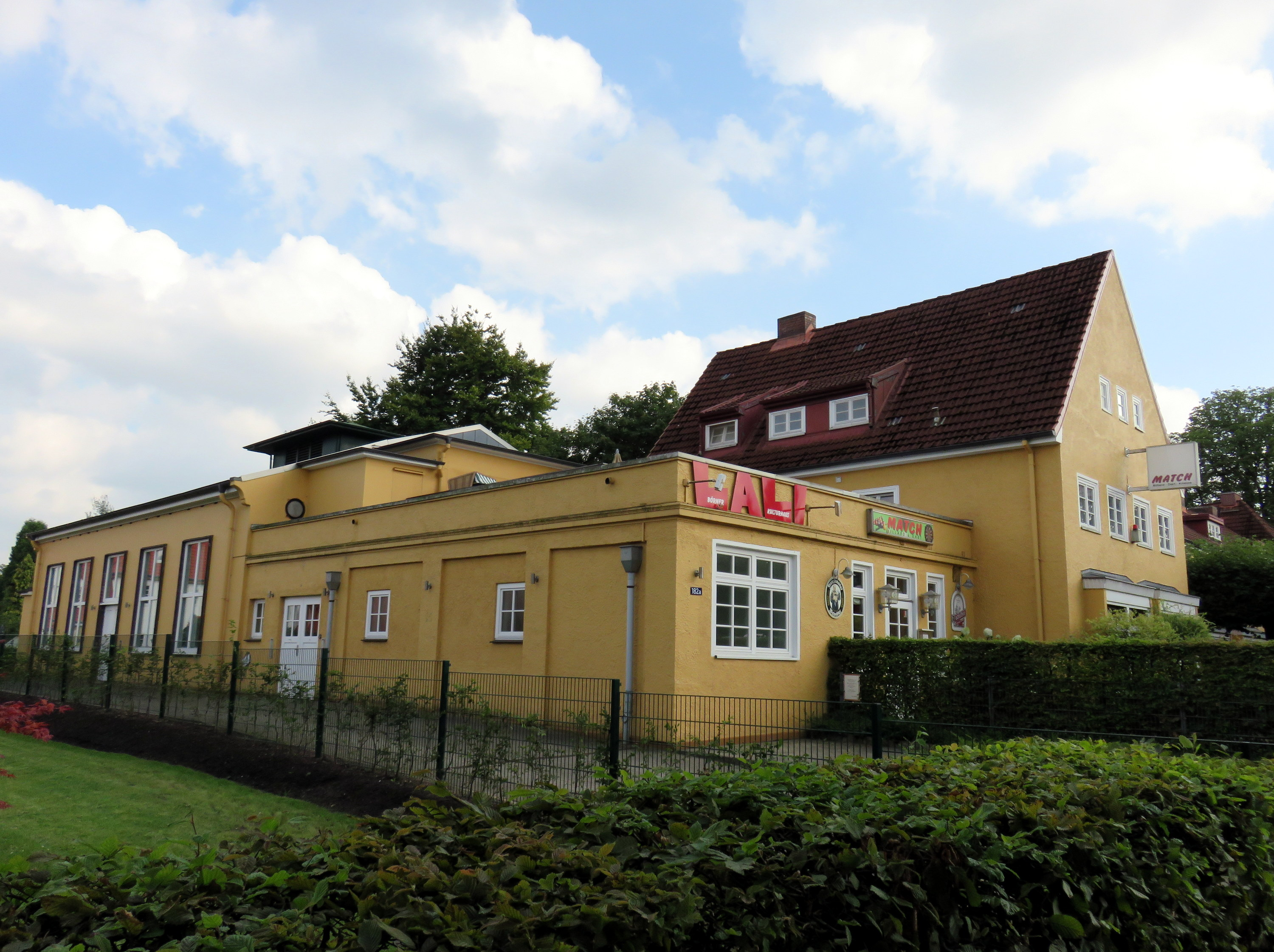
Das Börner Kulturhaus LaLi, Tangstedter Landstraße 182a, 2015

Eine bekannte Einrichtung in Langenhorn ist die Asklepios Klinik Nord (zwischen 1998 und 2006 auch Klinikum Nord), welche aus den Betriebsteilen Krankenhaus Ochsenzoll und Krankenhaus Heidberg besteht. Das Krankenhaus Ochsenzoll, das ja ursprünglich eine Irrenanstalt war, besitzt auch heute noch eine bekannte Psychiatrie mit offenen und Geschlossenen Abteilungen, wie zum Beispiel im Haus 14 und Haus 18, ein Hochsicherheitstrakt in dem auch einige bekannte Serienmörder, wie Fritz Honka und der Heidemörder Thomas Holst, der 1995 schon einmal flüchten konnte, untergebracht wurden oder sind, aber auch der pädophile Gewaltverbrecher und Vergewaltiger Dirk A., der 2005 den Mord an dem Mädchen Hilal Ercan gestand, aber das Geständnis kurz darauf widerrief. Von 1984 bis 1989 geriet das Allgemeine Krankenhaus Ochsenzoll in die Schlagzeilen, weil der damals in Haus 18 eingesessene psychisch kranke Sexualstraftäter Reinhard Hecker bei Freigängen, bei denen er unerlaubt das Krankenhausgelände verließ, zwei Langenhornerinnen vergewaltigte und ermordete. Am 29. Februar 1984 wurde im Kiwittsmoorpark die 16 Jahre alte Maja Kellner vergewaltigt und ermordet und am 12. Juli 1984 die 21 Jahre alte Silke Westphalen im Raakmoor. Nach mehreren Verhandlungen zwischen 1984 und 1989 wurde der Schuldspruch von 1988 für beide Morde im Februar 1989 für rechtskräftig erklärt. In Haus 18 saß auch jahrelang der Säure-Attentäter Hans-Joachim Bohlmann, der unter anderem über 50 Kunstwerke beschädigte.
Seit der Schließung der Öffentlichen Bücherhalle am Holitzberg befindet sich dort die Elternschule Langenhorn. Wenige Minuten entfernt ist das Stadtteilhaus am Bornbachstieg. Hier gibt es unterschiedliche Gruppen, wie beispielsweise Mutter-Kind-Gruppen, die Hausaufgabenhilfe, die Mädchengruppe oder gar die Trommelgruppe, auch ein Café.
Die Öffentliche Bücherhalle Langenhorn befindet sich seit 1997 am Langenhorner Markt 9. Diese Bücherhalle ist ein Zusammenschluss der ehemaligen Bücherhalle am Holitzberg und der ehemaligen Bücherhalle in der Tangstedter Landstraße am U-Bahnhof Langenhorn Markt. Die Bücherhalle hat ca. 90.000 Besucher im Jahr und ist ein wichtiger kultureller Bestandteil für Langenhorn.
Das Langenhorner Bürgerhaus an der Tangstedter Landstraße 41 bietet eine Vielzahl verschiedener Veranstaltungen unterschiedlichster Träger, unter anderem von dem Nabu, der VHS, den Guttemplern, der DKP und der AWO mit einem Seniorentreff und PC-Kursen für Senioren. Es gibt dort eine Frauenselbsthilfegruppe, der Schachklub Langenhorner Schachfreunde von 1928 e. V. sowie Deutschkurse. Weitere Angebote sind unter anderem Englisch für Senioren, Klöppeln, Skat, Chinaschach und Seniorentanz.
Zwei Stadtteilkulturhäuser befinden sich in Langenhorn mit einem kulturellen und zwischenmenschlichen Angebot, das Börner Kulturhaus LaLi an der Tangstedter Landstraße 182a mit Veranstaltungen des Kulturmix, der Börner Speeldeel, des Langenhorner Gesangverein von 1866 e. V. und der Gemeinschaft der Fritz-Schumacher-Siedlung e. V. sowie das ella Kulturhaus Langenhorn im Käkenflur 30 mit einem sehr facettenreichen, breiten Angebot. Der DRK-Kreisverband Nord bietet ebenfalls einiges in Langenhorn an.
Neben dem Haus der Jugend Eberhofstieg und dem Haus der Jugend Kiwittsmoor gibt es für die Jugend den Jugendclub Essener Straße, Jugendclub Suckweg und den Jugendkeller der Initiative Spielplätze und Freizeit Langenhorn Heidberg e. V. kurz ISUF.
Die Sütterlinstube im Altenzentrum Ansgar am Reekamp 49–51 existiert seit 1996 und wurde 2009 zum Verein. Mitglieder der Sütterlinstube Hamburg e. V. übertragen in ehrenamtlicher Tätigkeit Schriftstücke, die einst in der Sütterlinschrift geschrieben wurden, oder in anderen alten deutschen Handschriften, und die für viele nicht mehr lesbar sind. Eines der größten Projekte der Sütterlinstube bisher war die Übertragung der über 1.000 Briefe aus der Familie des Altonaer Landschaftsmalers Louis Gurlitt.
Im Gemeindesaal der Ansgarkirche am Wördenmoorweg 22 betreibt die Norderstedter Tafel e. V. ihre Zweigstelle Lebensmittelausgabe Hamburg-Langenhorn, die mittwochs ab 15 Uhr für bedürftige Menschen geöffnet ist.
Für den Brandschutz und die allgemeine Hilfe im Stadtteil Langenhorn sind neben der Berufsfeuerwehr auch zwei Freiwillige Feuerwehren zuständig. Am Wördenmoorweg 78 hat das Polizeikommissariat 34 (ehemals, seit 1. Juni 1962, Polizeirevierwache 48, davor 44), der Polizei Hamburg seinen Sitz. Das Bezirksamt Hamburg Nord eröffnete am 1. Dezember 2016 das Kundenzentrum Langenhorn im Einkaufszentrum Langenhorner Markt. Es befindet sich am Langenhorner Markt 7, im ersten Stock.

### Bildung
In Langenhorn gibt es zurzeit zehn staatlich anerkannte Schulen:

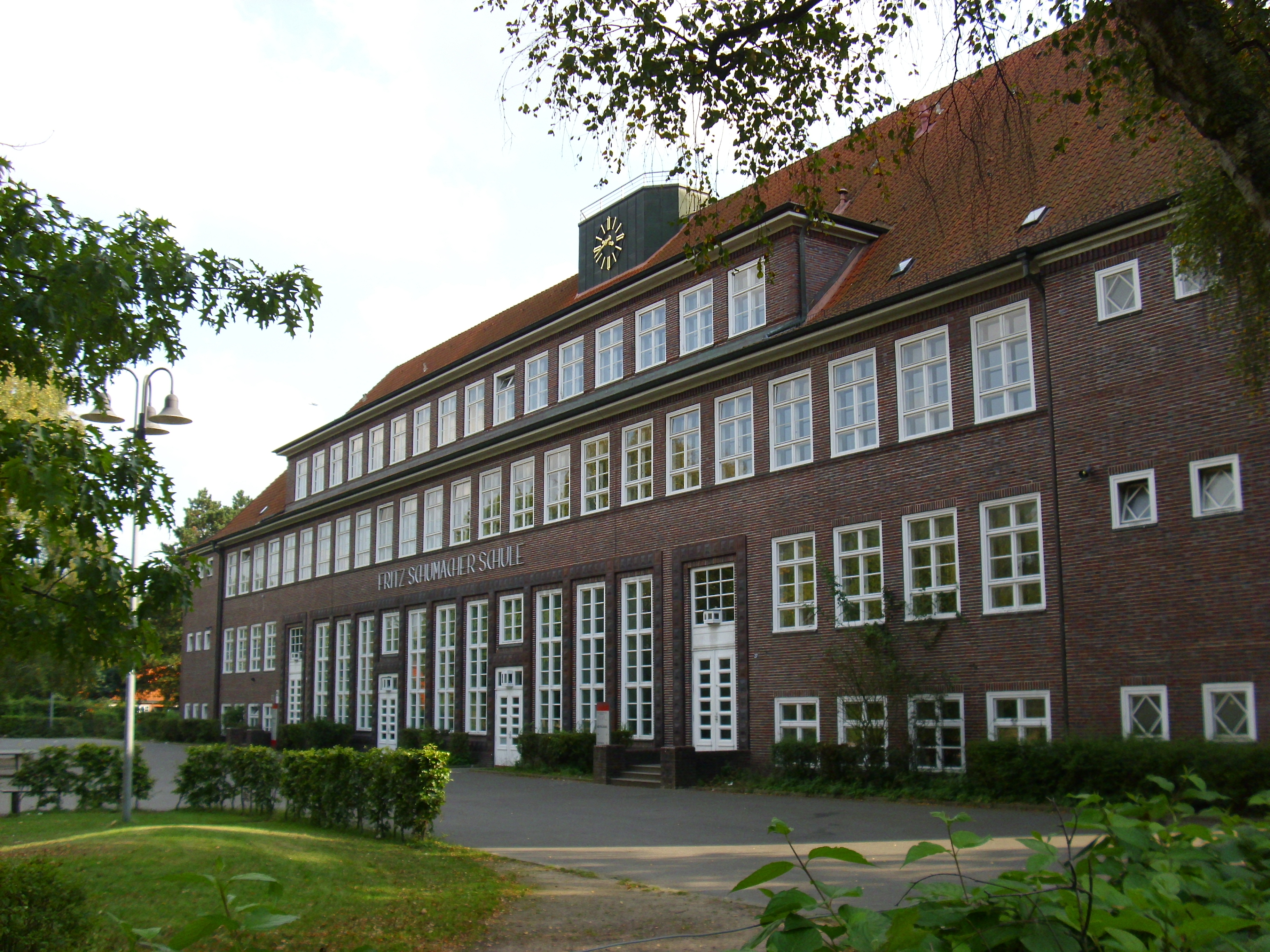
Fritz-Schumacher-Schule, 2011

- Gymnasium Langenhorn, Grellkamp 40
- Grundschule Am Heidberg, Tangstedter Landstraße 300
- Stadtteilschule Am Heidberg, Tangstedter Landstraße 300, Gymnasiale Oberstufe Foorthkamp, Foorthkamp 36
- Gymnasium Heidberg, Fritz-Schumacher-Allee 200
- Fritz-Schumacher-Schule (Stadtteilschule), Timmerloh 27–29, Internationale Vorbereitungsklassen (IVK), Foorthkamp 42, Gymnasiale Oberstufe Foorthkamp, Foorthkamp 36
- Katharina-von-Siena-Schule (katholische Grundschule), Eberhofweg 75
- Schule Eberhofweg (Grundschule), Eberhofweg 63
- Schule Krohnstieg (Grundschule), Krohnstieg 107
- Schule Neubergerweg (Grundschule), Neubergerweg 2
- Schule Stockflethweg (Grundschule), Stockflethweg 160

Das ehemalige Gymnasium am Foorthkamp wird seit 2008 gemeinsam von der Stadtteilschule Am Heidberg und der Fritz-Schumacher-Schule als zusätzlicher Standort genutzt. Die ehemalige Förderschule am Foorthkamp 42, neben dem Gymnasium, wurde 2007 geschlossen und wird jetzt für Internationale Vorbereitungsklassen (IVK) der Fritz-Suchumacher-Schule genutzt und vom Kinderhaus Zweistein, als Standort. Der zweite Standort befindet sich auf dem Gelände der Grundschule Stockflethweg. Die Stadtteilschule Langenhorn am Grellkamp wurde zum Schuljahresende Juli 2015 geschlossen und diente bis im September 2017 als Asylbewerberwohnheim. Wie die Schule danach genutzt wird, ist noch unklar. Die ehemalige Süderschule an der Langenhorner Chaussee, die auch mal eine Landesfinanzschule war, wurde umgebaut und dient seit April 2016 zum zweiten Mal als Asylbewerberwohnheim, diesmal für unbegleitete jugendliche Flüchtlinge.

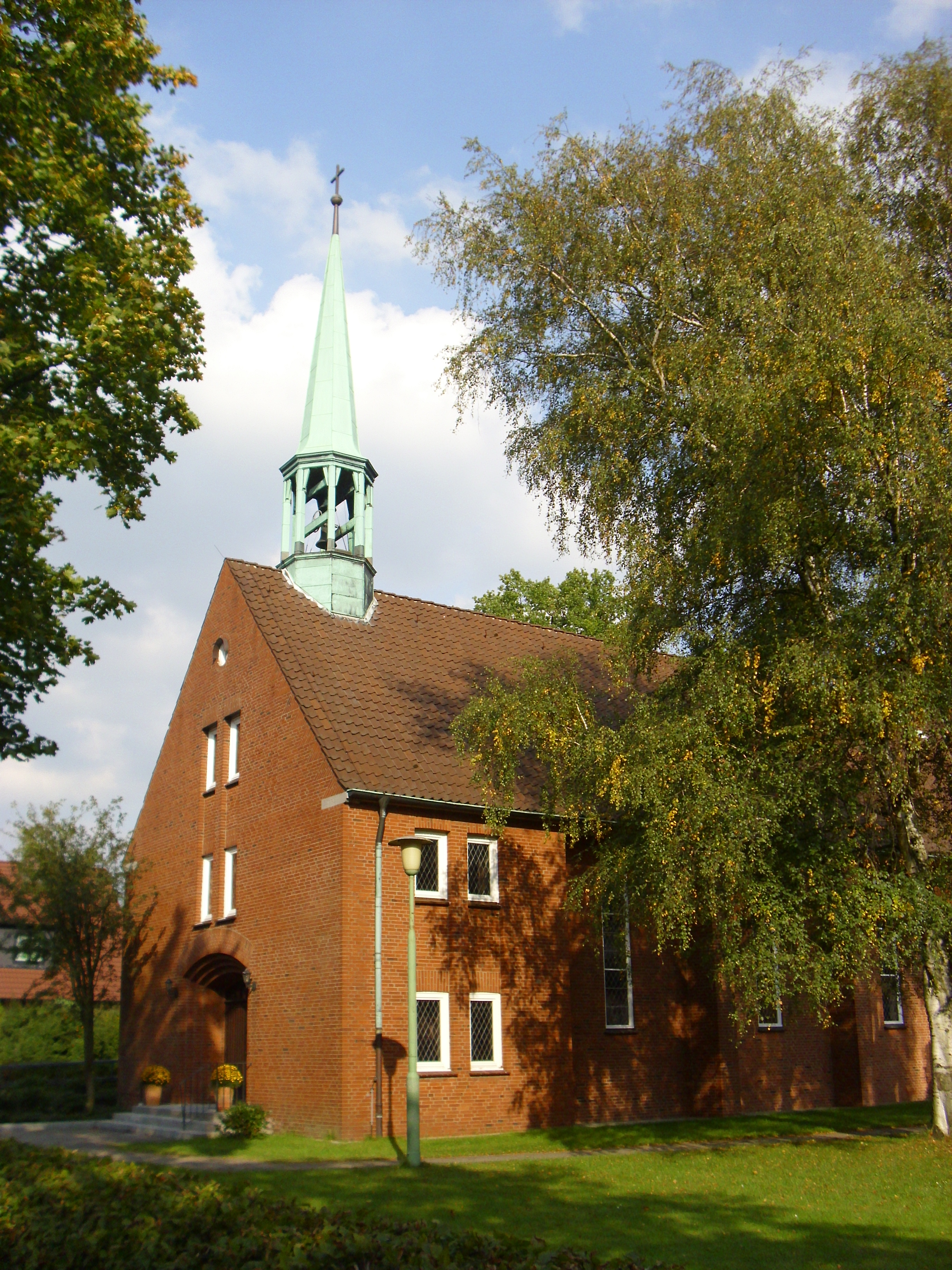
Die 1954 erbaute Broder-Hinrick-Kirche, 2011

### Kirchen und Kapellen
- Ansgarkirche, evangelisch-lutherische Kirche, Langenhorner Chaussee 276 (Ansgar)
- Broder-Hinrick-Kirche, evangelisch-lutherische Kirche, Tangstedter Landstraße 220 (Broder Hinrick: niederdeutsch für Bruder Heinrich)
- Eirene-Kirche, evangelisch-lutherische Kirche, Willersweg 31 (Eirene)
- Heilige-Familie-Kirche (Pfarrei St. Katharina von Siena), römisch-katholische Kirche, Tannenweg 24a (Heilige Familie)
- Kirche Jesu Christi der Heiligen der letzten Tage, mormonische Kirche mit Genealogischer-Forschungsstelle (Family History Center),[249] Eberhofweg 90 (Jesus Christus) (seit 11/2020 geschlossen)
- Lebendiges Wort, Christliche Freikirche, Dreyerpfad 1
- Neuapostolische Kirche, Gemeinde Hamburg-Nord, neuapostolische Kirche, Wördenmoorweg 76
- Schröderstift-Kapelle (Kirchengemeinde St. Jürgen-Zachäus), evangelisch-lutherische Kapelle, Schröderstift, Kiwittsmoor 26
- St.-Annen-Kirche (Pfarrei St. Katharina von Siena), römisch-katholische Kirche, Schmuggelstieg 22 (St. Anna)
- St. Jürgen-Kirche (Kirchengemeinde St. Jürgen-Zachäus), evangelisch-lutherische Kirche, Eichenkamp 10 (St. Jürgen: niederdeutsch für St. Georg)
- Zachäus-Kirche (Kirchengemeinde St. Jürgen-Zachäus), evangelisch-lutherische Kirche, Käkenflur 22a (Zachäus)

## Persönlichkeiten

### In Langenhorn geboren
- Michael Artin (* 1934), amerikanischer Mathematiker, Sohn von Emil Artin und Natasche Artin Brunswick, wohnte als Kleinkind in Langenhorn im Willersweg 9.
- Holger Börnsen (1931–2019), deutscher Grafiker, Zeichner, Maler und Illustrator, wohnte im Immenbarg 15 in Langenhorn
- Christian Carstensen (* 1973), deutscher Politiker (SPD), ehemaliger Bundestagsabgeordneter und Sprecher der Landesgruppe Hamburg
- Jan Fedder (1955–2019), deutscher Schauspieler und Sänger[250]
- Klaus-Peter Hesse (* 1967), deutscher Politiker (CDU), ehemaliger Abgeordneter in der Hamburgischen Bürgerschaft
- Bazoumana Koné (* 1993), deutscher Basketballspieler
- Georg auf Lieder (* 1988), deutscher Pop-Rock-Musiker
- Henriette Wilhelmine Schütz, geb. Winkens (1917–2001), Widerstandskämpferin (SPD). Nach ihr wurde 2010 die Henny-Schütz-Allee in Langenhorn benannt.[251]

### Mit Langenhorn verbunden
- Bodo Theodor Adolphi (1939–2020), ehemaliger Polizeibeamter, deutscher Politiker (AfD) und ehemaliges Mitglied der Hamburgischen Bürgerschaft, wohnte seit 1960 in Langenhorn.
- Emil Artin (1898–1962), österreichischer Mathematiker und Algebraiker, wohnte mit seiner Frau Natascha Artin (Natascha Artin Brunswick) in Langenhorn im Willersweg 9.
- Natascha Artin Brunswick (1909–2003), deutsch-amerikanische Mathematikerin und Fotografin, wohnte als Natascha Artin in Langenhorn im Willersweg 9 mit ihrem ersten Mann Emil Artin.
- Ferdinand Bertram (1894–1960), deutscher Mediziner, Krankenhausarzt und Privatdozent, war Chefarzt im Allgemeinen Krankenhaus Heidberg.
- Wolf Biermann (* 1936), deutscher Liedermacher und Lyriker, wohnte, nach der Ausbombung 1943 in Hammerbrook, mit seiner Mutter im Laukamp 10 in Langenhorn.
- Robert Bläsing (* 1982), deutscher Politiker (FDP), Vorsitzender der FDP Hamburg-Nord und ehemaliger Bürgerschaftsabgeordneter, wohnt in Langenhorn.
- Johannes Böse (1879–1955), deutscher Pädagoge und Kunstförderer, war Lehrer an der Fritz-Schumacher-Schule und Gründer der Griffelkunst-Vereinigung. Nach ihm wurde 1959 der Johannes-Böse-Weg in Langenhorn benannt.
- Hans-Joachim Bohlmann (1937–2009), Säure-Attentäter an über 50 Kunstwerken, lebte jahrelang in der geschlossenen Abteilung des Krankenhauses Ochsenzoll in Haus 18.
- Johann Ludewig Engelhard Brinckmann (1754–1822), deutscher Förster und Waldvogt, legte in Langenhorn die Tannenkoppel an.
- Hans Büssow (1903–1974), deutscher Psychiater, war Ärztlicher Direktor des Allgemeinen Krankenhauses Ochsenzoll.
- Carl Burmester (1905–?), war Bezirksführer der SPD im Distrikt Langenhorn und Widerstandskämpfer.
- Hermann Claudius (1878–1980), deutscher Lyriker und Erzähler, unterrichtete zwischen 1922 und 1929 in der ehemaligen Norderschule an der Langenhorner Chaussee 515. Das Gedicht To Langenhorn widmete er Langenhorn.
- Olli Dittrich (* 1956), deutscher Schauspieler, Musiker, Komponist und Komiker, zog im Alter von 7 Jahren mit seiner Familie nach Langenhorn, in eine Wohnung in der Straße Am Ohlmoorgraben, wo er weiter aufwuchs.[252]
- Birger Dulz (* 1952), deutscher Psychiater und Psychotherapeut, ist Chefarzt der Asklepios Klinik Nord, Ochsenzoll.
- Gunnar Eisold (* 1965), deutscher Politiker (SPD), war Mitglied der Bezirksversammlung Hamburg-Nord, der Fluglärmschutzkommission und im Ortsausschuss Fuhlsbüttel-Langenhorn.
- Kurt Gerstein (1905–1945), Hygienefachmann der Waffen-SS, absolvierte 1941 seine militärische Grundausbildung u. a. in der SS-Kaserne Langenhorn.
- Agnes Gierck (1886–1944), deutsche Widerstandskämpferin, wohnte mit ihrer Familie im Wattkorn 8 in Langenhorn. Nach ihr wurde 1996 der Agnes-Gierck-Weg in Langenhorn benannt.
- Hugo Gill (1897–1972), deutscher Politiker (KPD und nach deren Verbot DKP), wohnte in Langenhorn.
- Rodrigo González (* 1968), Bassist der Punkband Die Ärzte, vorher u. a. bei den Rainbirds und den Goldenen Zitronen aktiv.
- Norbert Grupe (1940–2004), deutscher Boxer und Schauspieler, wuchs in Langenhorn auf und war bekannt unter dem Namen Prinz von Homburg.
- Hans Harmsen (1899–1989), deutscher Sozialhygieniker, Bevölkerungswissenschaftler, Präsident der Ernst Barlach Gesellschaft Hamburg und Kunstsammler, wohnte in Langenhorn.
- Thomas von Heesen (* 1961), deutscher Fußballtrainer und ehemaliger Fußballspieler, absolvierte sein Abitur am Gymnasium Heidberg.
- Klaus-Peter Hesse (* 1967), deutscher Politiker (CDU) und ehemaliges Mitglied der Hamburgischen Bürgerschaft, wohnt in Langenhorn und ging auch dort zur Schule.
- Fritz Höger (1877–1949), Baumeister und Architekt, wohnte in Langenhorn, in seinem von ihm entworfenen Haus an der Langenhorner Chaussee 109.
- Thomas Holst (* 1964), deutscher Serienmörder, befindet sich in einer Geschlossenen Abteilung der Psychiatrie der Asklepios Klinik Nord, Ochsenzoll.
- Fritz Honka (1935–1998), deutscher Serienmörder und Nachtwächter, starb in der Psychiatrie des Krankenhauses Ochsenzoll.
- Gustav Hopf (1900–1979), deutscher Dermatologe und Ärztefunktionär, war Chefarzt am Krankenhaus Heidberg.
- Tom Jütz (1965–2020), deutscher Maler und Illustrator, wohnte und arbeitete in der Walter-Schmedemann-Straße 68.
- Juvel (* 1982), deutscher Rapper, lebte eine Zeit lang in einem Asylbewerberheim in Langenhorn.
- Susianna Kentikian (* 1987), mehrfache Weltmeisterin im Boxen, hat als Flüchtling in der ehemaligen Schule (Süderschule) an der Langenhorner Chaussee 140 gewohnt.
- Annie Kienast (1897–1984), deutsche Politikerin (SPD), war Mitglied der Hamburgischen Bürgerschaft und wohnte am Diekmoorweg 7 in Langenhorn, ihre Schwester Elisabeth am Diekmoorweg 8. Nach ihr wurde die Annie-Kienast-Straße in Langenhorn benannt.
- Friedrich Knigge (1900–1947), deutscher Psychiater, leitete die sogenannte Kinderfachabteilung in der Anstalt Ochsenzoll und war später ihr Ärztlicher Direktor.
- Gudrun Kockmann-Schadendorf (1952–2001), deutsche Politikerin (SPD), war Mitglied im Ortsverein Hamburg-Langenhorn-Süd.
- Mats Köhlert (* 1998), Schauspieler und Fußballspieler, absolvierte 2016 das Abitur am Gymnasium Heidberg in Langenhorn.
- Wolfgang Kopitzsch (* 1949), deutscher Politiker (SPD), Historiker und ehemaliger Polizeipräsident in Hamburg, war von 2009 bis 2012 Bezirksamtsleiter des Bezirksamtes Hamburg-Nord, das auch für Langenhorn zuständig ist.
- Christian Peter Kryssing (1891–1976) war 1941 dänischer Kommandeur des Frikorps Danmark in der SS-Kaserne Langenhorn.
- Alexander Laas (* 1984), Unternehmer und ehemaliger deutscher Fußballspieler, absolvierte sein Abitur am Gymnasium Heidberg.
- Felix Lampe (* 1974), deutscher Schauspieler, besuchte das Gymnasium Heidberg in Langenhorn.
- James Last (1929–2015), Musiker, Sänger und Dirigent, wohnte erst in der Straße Holitzberg 71 und dann Holitzberg 61 in Langenhorn.
- Bruno Lauenroth (1906–1971) war sozialdemokratischer Widerstandskämpfer in Langenhorn. Nach ihm wurde 1982 der Bruno-Lauenroth-Weg in Langenhorn benannt.
- Norbert Linke (1933–2020), deutscher Lehrer, Komponist und Musikwissenschaftler. Um 1960 wohnte er in Langenhorn.[253]
- Gulfam Malik (* 1957), deutscher Politiker (SPD) und Kaufmann im Blumenhandel, ist Vorsitzender des SPD-Distrikts Langenhorn-Süd und Abgeordneter in der Hamburgischen Bürgerschaft.
- Dorothee Martin (* 1978), deutsche Politikerin (SPD), wohnte fast zehn Jahre in Langenhorn, war Mitglied im Ortsausschuss Fuhlsbüttel-Langenhorn, Bezirksabgeordnete im Bezirk Hamburg-Nord und ist Mitglied der Hamburgischen Bürgerschaft.
- Friedrich Mauz (1900–1979), deutscher Psychiater und Neurologe, war Direktor des Krankenhauses Ochsenzoll.
- Michael Mayer, Musiker und Sänger in verschiedenen Bands, wie zum Beispiel Abwärts und Die Mimmi’s, Gründungsmitglied von Slime, ging in Langenhorn zu Schule.
- Otto Maychrzak (1927–2002), deutscher Handballspieler, wohnte eine Zeit lang in Langenhorn.[254]
- Ernst Mittelbach (1903–1944), deutscher Gewerbelehrer, wohnte in der Moorreye 94 in Langenhorn, wo ein Stolperstein für seinen Bruder Walter Mittelbach verlegt wurde.
- Erna Mohr (1894–1968), deutsche Zoologin und Kuratorin des Zoologischen Museum Hamburg, wohnte im Kraemerstieg 8 in Langenhorn.
- Michael Mücke (* 1953), deutscher Volleyball-Trainer, trainierte unter anderem den Damen-Zweitligisten SC Langenhorn.
- Karl-Peter Naumann (* 1950), Ehrenvorsitzender des Fahrgastverbandes Pro Bahn e. V. und ehemaliger Bundesvorsitzender von 1996 bis 2012.
- Theodor Neuberger (1856–1938), ehemaliger Direktor der Irrenanstalt Langenhorn. Nach ihm wurde 1932 der Neubergerweg in Langenhorn benannt.
- Clemens Nieting (* 1964), deutscher Politiker (CDU), war seit 1996 Vorsitzender der CDU in Langenhorn-Nord, Bürgerschaftsabgeordneter bis zu einem Ermittlungsverfahren 2005 und wohnt oder wohnte in Langenhorn.
- Human Nikmaslak (* 1974), Welt- und Europameister im Kickboxen, wohnt in Langenhorn.
- Wolfgang Pages (* 1945), deutscher Politiker (SPD), war Abgeordneter der Hamburgischen Bürgerschaft und unter anderem Vorsitzer des SPD-Ortsvereins Langenhorn-Nord.
- Harry Piel (1892–1963), deutscher Regisseur und Schauspieler, wohnte eine Zeit lang nach seiner Flucht 1945 nach Hamburg in Langenhorn, in der Tangstedter Landstraße 20.[255][256]
- Eduard Pulvermann (1882–1944), deutscher Kaufmann und Springreiter, starb in Langenhorn.
- Ties Rabe (* 1960), deutscher Politiker (SPD), Hamburger Senator für Schule und Berufsbildung, war Mitglied der Hamburgischen Bürgerschaft und lebte eine Zeit lang in Langenhorn.[257]
- Gerda Maria Raschke (* 1944), deutsche Künstlerin, lebt und arbeitet unter anderem am Dreyerpfad 19 in Langenhorn.
- Philipp Rösler (* 1973), deutscher Politiker (FDP), Bundeswirtschaftsminister, ist in Langenhorn aufgewachsen und besuchte die katholische Grundschule Eberhofweg.
- Andrea Rugbarth (* 1957), deutsche Diplom-Ingenieurin, Politikerin (SPD) und ehemaliges Mitglied der Hamburgischen Bürgerschaft, war Vorstandsmitglied des SPD-Distrikts Langenhorn-Süd und lebt in Langenhorn.
- Hans Saalfeld (1928–2019), deutscher Politiker (SPD), Gewerkschafter und Abgeordneter der Hamburgischen Bürgerschaft, lebte in Langenhorn.
- Gerhard Schack (1929–2007), deutscher Kunstsammler, Kunsthistoriker und Mäzen, wohnte bis zu seinem Tode in Langenhorn in der Straße Am Ochsenzoll 54.
- Werner Scheid (1909–1987), deutscher Neurologe und Psychiater, war Chefarzt der Neurologischen Abteilung des Allgemeinen Krankenhauses Heidberg.
- Walter Scheidt (1895–1976), deutscher Eugeniker und Anthropologe, wohnte von 1931 bis 1966 am Höpen 36.[258]
- Gerhard Schiedlausky (1906–1947), war ein deutscher Arzt und zuletzt Hauptsturmführer der SS, erhielt in Langenhorn seine militärische Ausbildung.
- Walter Schmedemann (1901–1976), deutscher Politiker (SPD), Hamburger Gesundheitssenator, wohnte in Langenhorn, am Borner Stieg 28. Nach ihm wurde 1980 die Walter-Schmedemann-Straße in Langenhorn benannt.
- Helmut Schmidt (1918–2015), deutscher Politiker (SPD), Innensenator von Hamburg, Bundesverteidigungsminister, Bundesfinanzminister und Bundeskanzler, wohnte in Langenhorn im Neubergerweg 80–82.
- Loki Schmidt (1919–2010), Pädagogin, Lehrerin an der Langenhorner Grundschule Eberhofweg, Botanikerin, Natur- und Pflanzenschützerin und Ehefrau von Helmut Schmidt, wohnte in Langenhorn im Neubergerweg 80–82.
- Markus Schreiber (* 1960), deutscher Politiker (SPD) und Mitglied der Hamburgischen Bürgerschaft, absolvierte sein Abitur am Gymnasium Heidberg.
- Gustav Schröder (1885–1959), Kapitän und Bundesverdienstkreuzträger, wohnte in Langenhorn in der Willerstwiete 1. Nach ihm wurde 1989[259] oder im Februar 1990[260] der Kapitän-Schröder-Weg in Langenhorn benannt.
- Carl Schümann (1901–1974), deutscher Bildhauer, wohnte von 1938 bis zu seinem Tode 1974 in der Fibigerstraße 83 in Langenhorn.
- Fritz W. Schulz (1884–1962), deutscher Marinemaler und Illustrator, wohnte ab 1955 mit seiner Frau im Reekamp 45 in Langenhorn.
- Peter Schulz (1930–2013), deutscher Politiker (SPD), Erster Bürgermeister Hamburgs von 1971 bis 1974, wohnte in Langenhorn.
- Richard Seelmaecker (* 1973), deutscher Politiker (CDU), war er Mitglied der Hamburgischen Bürgerschaft, der Bezirksversammlung Hamburg-Nord und im Ortsausschuss Fuhlsbüttel-Langenhorn.
- Lucian Segura (* 1958), spanisch-deutscher Musiker, Regisseur und Filmemacher (u. a. mit Wim Wenders, Schnitt bei Jenseits der Wolken), wuchs in der Willerstwiete 1 auf. Er lebt heute in Barcelona.
- Anita Sellenschloh (1911–1997), Widerstandskämpferin und nach dem Krieg Lehrerin an zwei Langenhorner Schulen. Nach ihr wurde 2002 der Anita-Sellenschloh-Ring in Langenhorn benannt.[261]
- Otto Skorzeny (1908–1975), österreichischer Offizier der Waffen-SS, erhielt 1940 eine Sonderausbildung im Reservebataillon des Regiments der Waffen-SS Germania in Langenhorn.
- Herbert Spangenberg (1907–1984), deutscher Maler, ging in Langenhorn zur Schule und wohnte eine Zeit lang in der Straße Timmerloh 7.
- Daniel Stamm (* 1976), deutscher Filmregisseur und Drehbuchautor, wuchs in Langenhorn auf.
- Albrecht Stammler (1918–2009), deutscher Neurologe und Psychiater, erhielt seine Ausbildung zum Nervenarzt im Krankenhaus Heidberg.
- Lucie Suhling (1905–1981), kommunistische Widerstandskämpferin gegen den Nationalsozialismus, wohnte mit ihrem Mann Carl Suhling am Wattkorn 7 in Langenhorn.
- Jonathan Tah (* 1996), deutscher Fußballspieler ivorischer Abstammung, absolvierte sein Fachabitur am Gymnasium Heidberg.
- Willi Tessmann (1908–1948), deutscher Polizist und Kommandant des Polizeigefängnisses Hamburg-Fuhlsbüttel, wohnte bis zu seiner Verhaftung in der Tangstedter Landstraße 227 in Langenhorn.
- Wolfgang Trepper (* 1961), Kabarettist und Moderator, wohnt seit ca. 2009 in Langenhorn.
- Eduard Wagner (1896–1978), deutscher Entomologe, wohnte in der Moorreye 103 in Langenhorn.
- Helmuth Warnke (1908–2003), deutscher Politiker (KPD, später GAL), Langenhorner Widerstandskämpfer, Redakteur und Publizist, schrieb einiges über Langenhorn.
- Heike Weber (* 1962), deutsche Volleyball- und Beachvolleyballspielerin, spielte unter anderem beim SC Langenhorn.
- Max Weiss (1884–1954), deutscher Maler und Grafiker, wohnte und druckte im Laukamp 8 in Langenhorn.
- Joshua Weißleder alias Simon Desue (* 1991), deutscher Webvideoproduzent, Unterhaltungskünstler, Schauspieler, Musiker und Autor, besuchte die Fritz-Schumacher-Schule in Langenhorn.
- Peter Weniger (* 1964), Jazz-Saxofonist, Professor an der Universität der Künste Berlin, Jazz-Institut Berlin, ist in Langenhorn aufgewachsen.
- Gunda Werner (1951–2000), Aktivistin der Zweiten Frauenbewegung mit dem Schwerpunkt Frauenbildung, wuchs in Langenhorn auf.
- Jens Westphalen (* 1964), deutscher Biologe, Tierfilmer, Kameramann, Regisseur und Filmproduzent, absolvierte sein Abitur am Gymnasium Heidberg.
- Jochen Wiegandt (* 1947), deutscher Volkssänger, Liedermacher und Unterhaltungskünstler, Gründungsmitglied von Liederjan, wohnt in Langenhorn.
- Hildegard Wohlgemuth (1933–2003), deutsche Malerin der Art brut, verbrachte 17 Jahre in der Psychiatrie des Krankenhauses Ochsenzoll bevor sie das Malen anfing.
- Ronja Zschoche alias Haiyti (* ca. 1993), deutsche Rapperin und Künstlerin, wuchs unter anderem in Langenhorn auf.